# 5. Juli
Der 5. Juli ist der 186. Tag des gregorianischen Kalenders (der 187. in Schaltjahren), somit bleiben 179 Tage bis zum Jahresende.
Um den 5. Juli (3.–6. Juli) befindet sich die Erde an ihrem sonnenfernsten Punkt (Aphel).

## Ereignisse

### Politik und Weltgeschehen
- 1336: In Japan verlieren kaisertreue Truppen die Schlacht am Minatogawa gegen die Rebellenarmee des Ashikaga Takauji, der danach die Kaiserstadt Kyōto einnimmt.
- 1436: Der Friede von Iglau bringt ein Ende der Hussitenkriege. Kaiser Sigismund wird als König von Böhmen anerkannt.

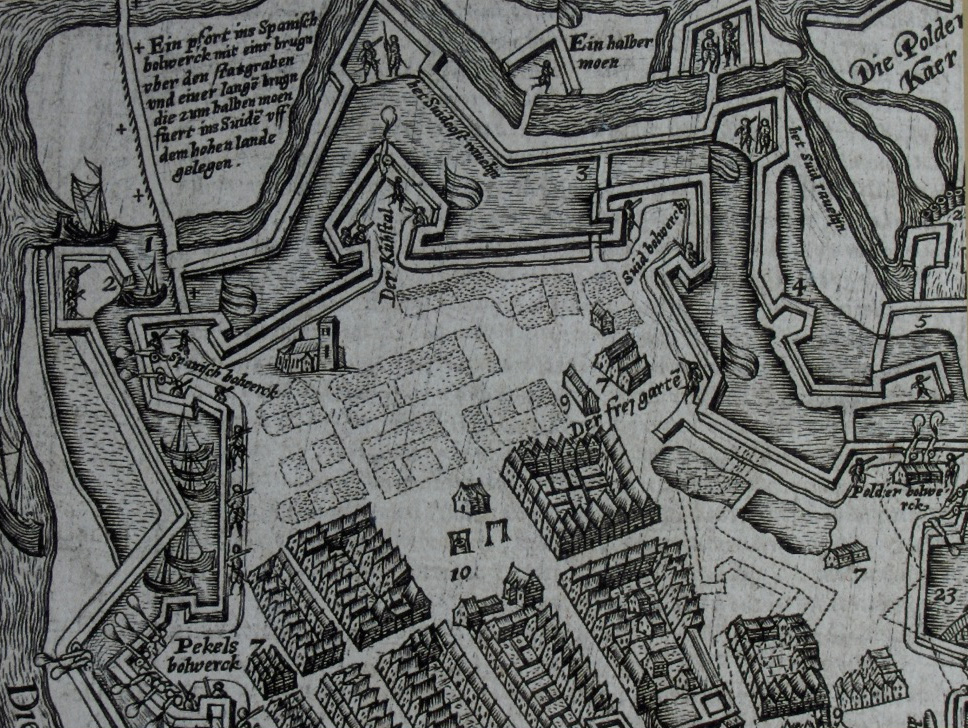
1601: Oostende

- 1601: Während des niederländischen Unabhängigkeitskrieges beginnt die Belagerung von Ostende durch die Spanier.
- 1770: Ein kurz zuvor aus der Ostsee ins Mittelmeer verlegtes russisches Geschwader greift die vor Anker liegende Flotte des Osmanischen Reiches überraschend an. Die Seeschlacht von Çeşme endet zwei Tage später mit deren vernichtender Niederlage.

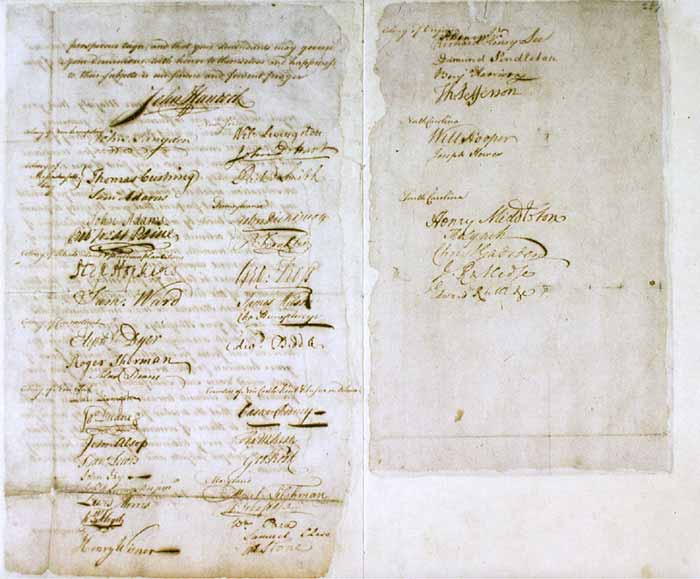
1775: Palmzweigpetition

- 1775: Die sogenannte Palmzweigpetition ist ein letzter Appell des Zweiten Kontinentalkongresses der 13 amerikanischen Kolonien an den britischen König George III., unter dem Schlagwort No taxation without representation die Wirtschafts- und Steuerpolitik des britischen Mutterlandes diesen Kolonien gegenüber zu ändern.
- 1778: Mit dem Vorrücken preußischer und sächsischer Truppen in das habsburgische Böhmen beginnt der Bayerische Erbfolgekrieg.
- 1792: Der Habsburger Franz II. wird zum römisch-deutschen König gewählt.
- 1803: Kurhannovers Armee kapituliert in der Konvention von Artlenburg gegenüber napoleonischen Truppen unter dem Kommando von Adolphe Édouard Casimir Joseph Mortier.

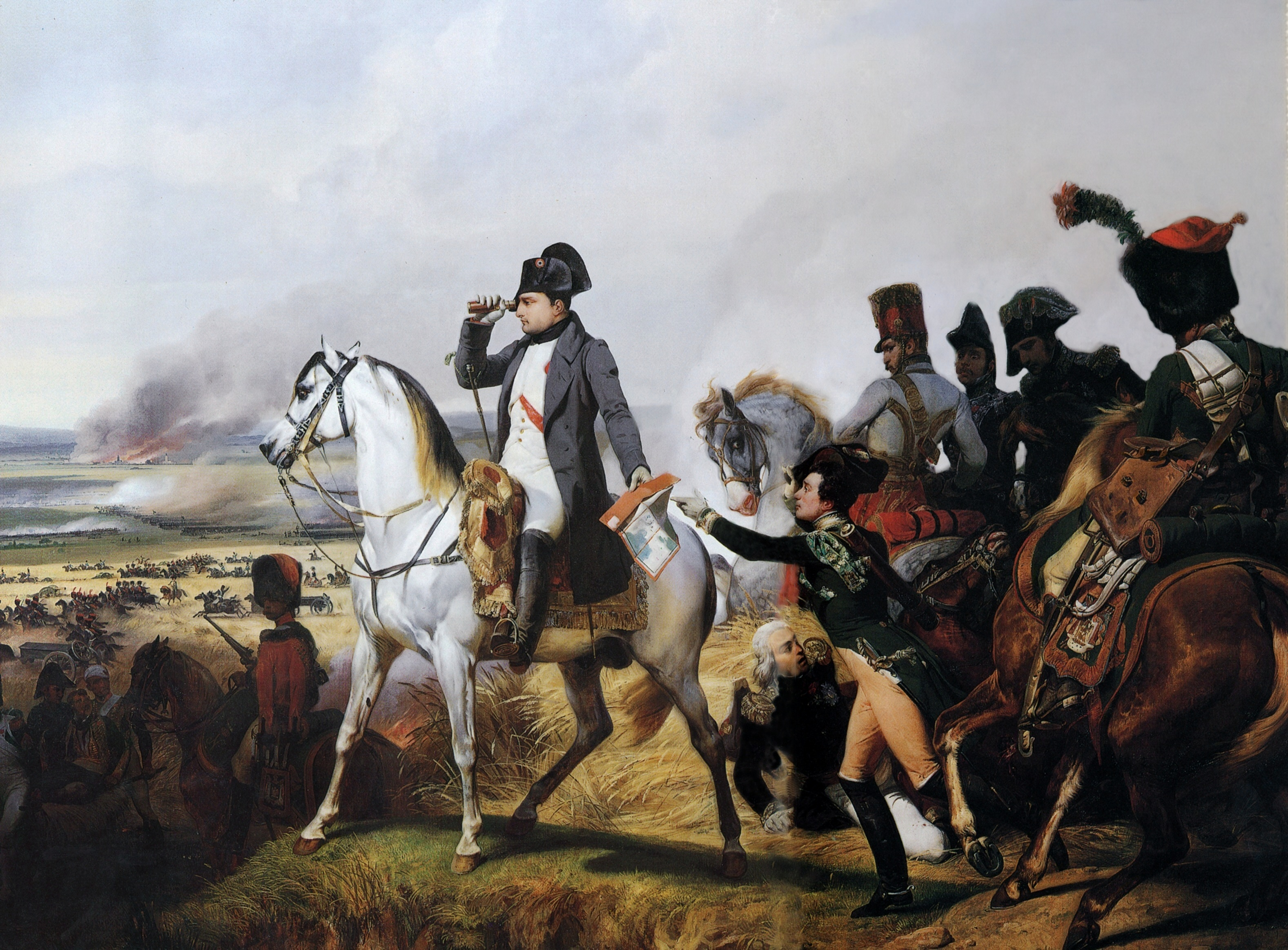
1809: Napoleon bei Wagram

- 1809: Die Schlacht bei Wagram zwischen französischen und österreichischen Truppen im Fünften Koalitionskrieg beginnt; sie zieht sich bis in den folgenden Tag hinein.
- 1811: Der Kongress Venezuelas erklärt als erstes südamerikanisches Land seine Unabhängigkeit von Spanien und verhängt das Kriegsrecht. Francisco de Miranda wird zum Oberbefehlshaber der Streitkräfte mit weitreichenden Vollmachten ernannt.

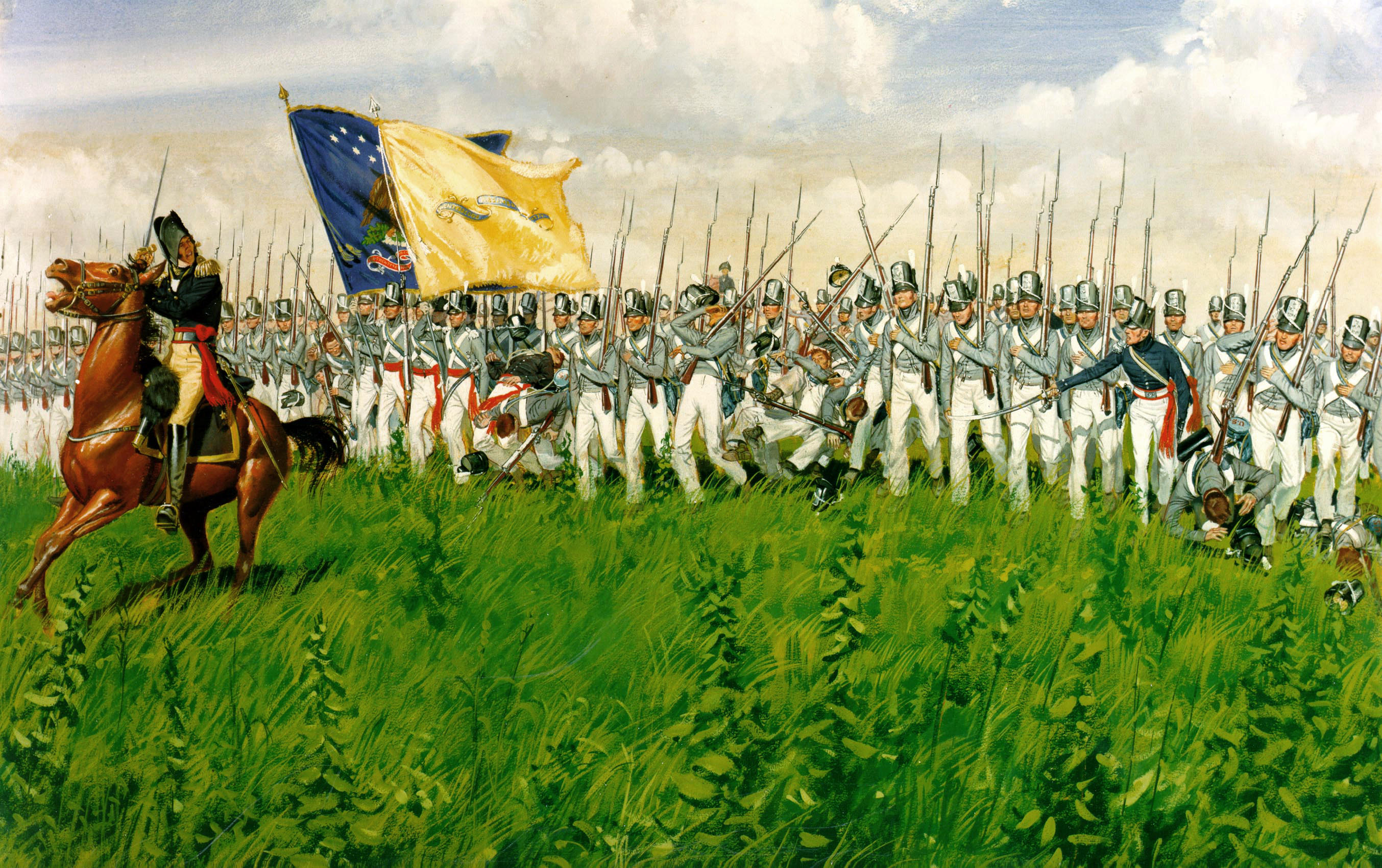
1814: Schlacht bei Chippewa

- 1814: Die Amerikaner besiegen in der Schlacht bei Chippewa eine britische Truppe und erzielen damit einen ihrer wenigen eindeutigen Erfolge während des Britisch-Amerikanischen Kriegs an der kanadischen Front.
- 1830: Frankreich kann mit seinen Truppen das umkämpfte Algier einnehmen, was den Auftakt zur weiteren Eroberung Algeriens bildet.
- 1832: Im Deutschen Bund wird der Gebrauch politischer Abzeichen gesetzlich verboten. Das zielt besonders auf Schwarz-Rot-Gold als Zeichen nationaler Gesinnung. Als Reaktion auf das Hambacher Fest werden ferner Presse-, Vereins- und Versammlungsfreiheit stark eingeschränkt.
- 1833: Während des Miguelistenkrieges in Portugal kommt es zur Seeschlacht bei Kap St. Vincent, an der auch die Royal Navy beteiligt ist.
- 1882: Aus den im März 1882 der Rubattino-Gesellschaft abgekauften Gebieten an der Bucht von Assab wird offiziell die Kolonie Assab gebildet, die erste Kolonie des Königreichs Italien

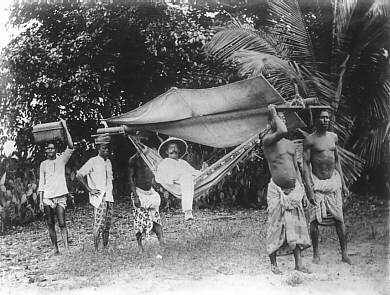
1884: „Musterkolonie“ Togoland

- 1884: Während des sogenannten „Wettlaufs um Afrika“ wird Togo unter Mitwirkung von Gustav Nachtigal durch „Schutzvertrag“ deutsche Kolonie unter dem Namen Togoland.

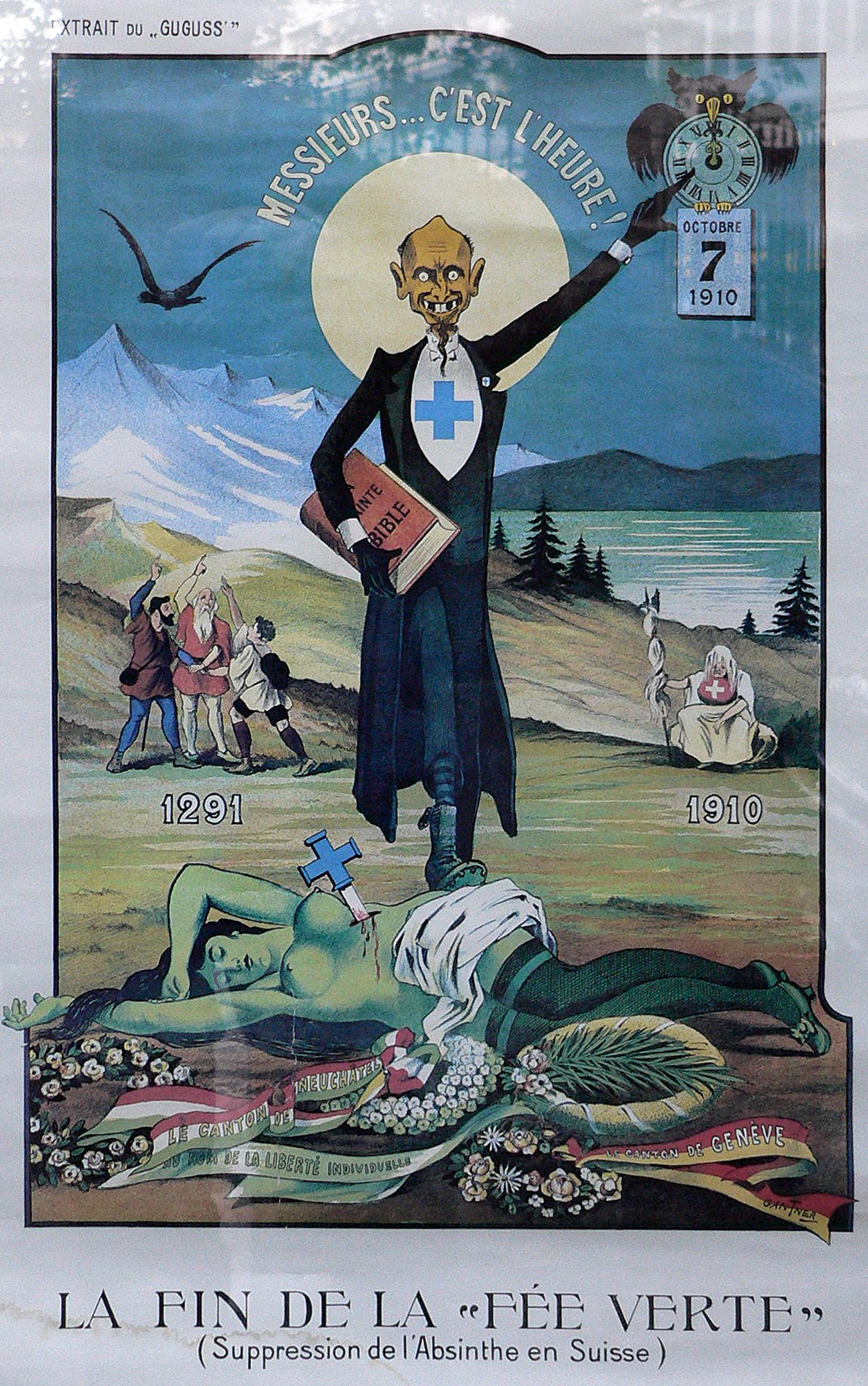
1908: Plakat zum Absinth-Verbot

- 1908: In der Schweiz wird eine Volksinitiative für ein Verbot des Absinths angenommen.
- 1921: Der dritte Aufstand in Oberschlesien endet auf Druck der Alliierten mit einem Waffenstillstand.
- 1922: Der Nansen-Pass für Staatenlose und Emigranten wird eingeführt. 31 Staaten akzeptieren das vom Völkerbund-Hochkommissar für Flüchtlingsfragen, Fridtjof Nansen, initiierte Reisedokument.
- 1932: In Portugal wird António de Oliveira Salazar zum Ministerpräsidenten berufen. Er ist bereits seit 1928 der eigentliche Machthaber im Lande und entwickelt sich zum Diktator.
- 1933: Die Deutsche Zentrumspartei löst sich nach Verfolgung und Terrorisierung ihrer Mitglieder durch die NSDAP als letzte der bürgerlichen Parteien selbst auf.
- 1941: Eine Schießerei am Rio Zarumilla, in dessen Region der Grenzverlauf unklar ist, löst den Peruanisch-Ecuadorianischen Krieg aus.
- 1943: Im Zweiten Weltkrieg beginnt an der Ostfront das Unternehmen Zitadelle, die Schlacht im Kursker Bogen.
- 1950: Zehn Tage nach Ausbruch des Koreakrieges kommt es bei Osan zum ersten Aufeinandertreffen von nordkoreanischen und US-Truppen. Die zahlenmäßig unterlegenen Amerikaner müssen sich unter Verlusten zurückziehen.
- 1950: Die Knesset verabschiedet das Rückkehrgesetz, das allen Juden in der Welt das Recht gibt, nach Israel einzuwandern.

1962: Flagge von Algerien

- 1962: Algerien erklärt seine Unabhängigkeit von Frankreich.
- 1963: Am Ende einer Konferenz in Victoria Falls steht fest, dass die Föderation von Rhodesien und Njassaland keine Zukunft mehr hat. Sie wird am Jahresende aufgelöst. Es entstehen auf ihrem Gebiet Rhodesien, Sambia und Malawi.
- 1969: Die Gedenkstätte Chatyn für die Opfer der deutschen Besatzung Weißrusslands im Zweiten Weltkrieg, angelegt an der Stelle, an der sich bis 1943 das Dorf Chatyn befunden hatte, wird eröffnet.

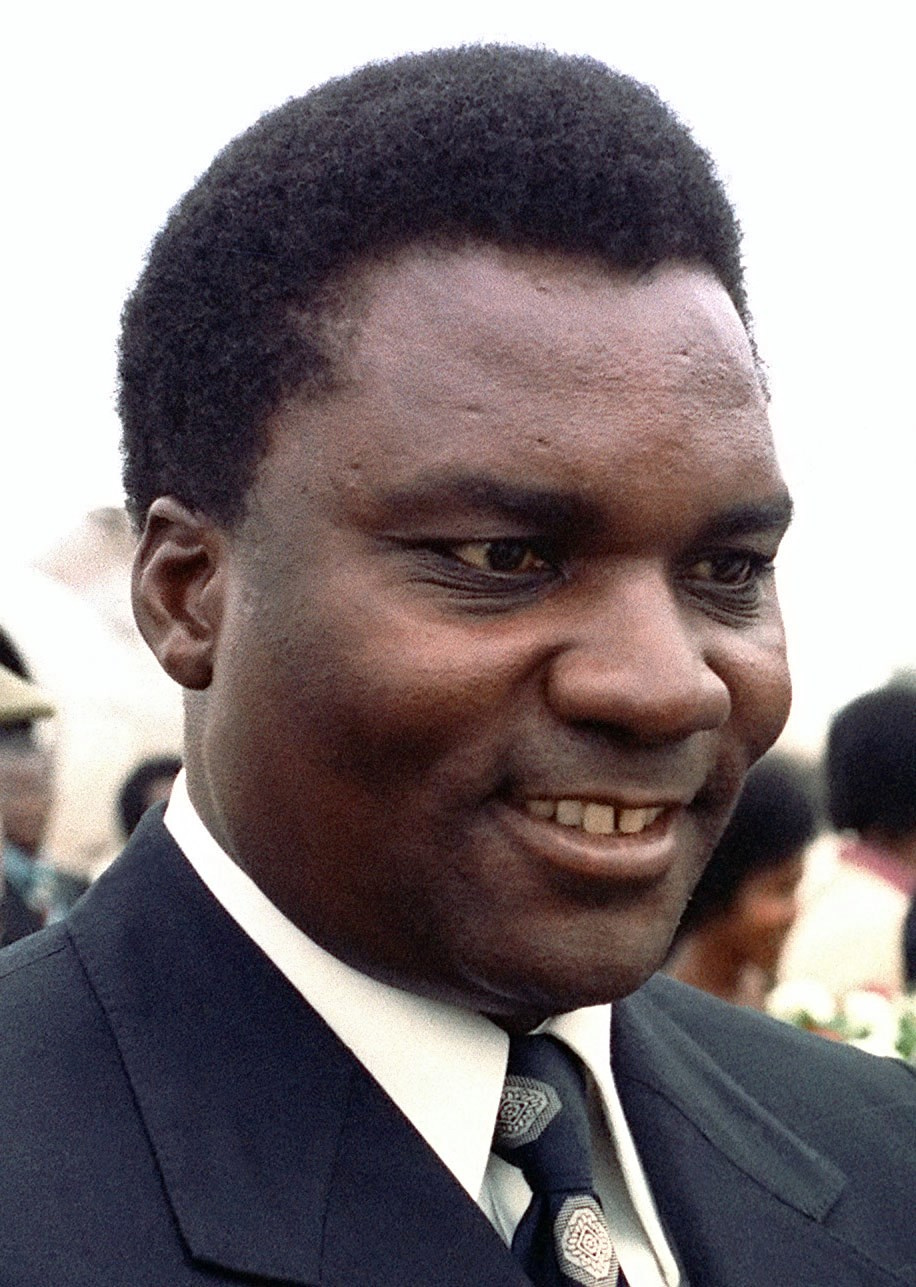
1973: Juvénal Habyarimana

- 1973: Verteidigungsminister Juvénal Habyarimana stürzt in einem Putsch seinen Cousin Grégoire Kayibanda als Staatspräsident von Ruanda und errichtet eine 20 Jahre dauernde Diktatur.
- 1975: Kap Verde erhält die Unabhängigkeit von Portugal.
- 1977: Sturz der Regierung Bhutto und Beendigung der bürgerkriegsähnlichen Zustände in Pakistan durch die Armee. Machtergreifung durch General Mohammed Zia-ul-Haq.

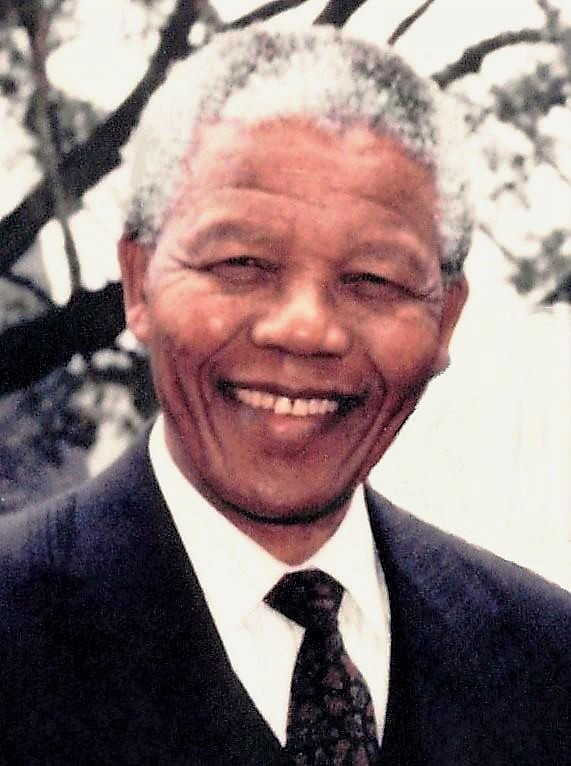
1991: Nelson Mandela

- 1991: Nelson Mandela wird in Durban einstimmig zum Präsidenten des Afrikanischen Nationalkongresses (ANC) gewählt.
- 2005: Das im Vorjahr errichtete Freiheitsmahnmal zum Andenken an die Opfer des DDR-Grenzregimes am ehemaligen Checkpoint Charlie wird trotz heftiger Proteste abgebaut und das Gelände geräumt.

### Wirtschaft
- 1841: Touristik-Pionier Thomas Cook organisiert die erste gemeinsame Reise in England für 570 Anhänger der Abstinenzbewegung.

1856: Credit Suisse (Logo)

- 1856: Alfred Escher gründet in Zürich die Schweizerische Kreditanstalt (Credit Suisse) und macht die Stadt damit zum führenden Bankenstandort und Wirtschaftszentrum der Schweiz.
- 1919: In Nürnberg entsteht als Allgemeiner Deutscher Gewerkschaftsbund ein Zusammenschluss von 52 Gewerkschaften, der von Carl Legien geführt wird.
- 1973: In Hsinchu (Republik China auf Taiwan) wird das Forschungsinstitut für Industrietechnologie (ITRI) gegründet, dass in den folgenden Jahrzehnten eine Schlüsselrolle bei der Expansion der taiwanischen IT-Industrie spielt.
- 1991: Nach einem von US-amerikanischen und britischen Behörden aufgedeckten Finanzbetrug wird die Bank of Credit and Commerce International geschlossen.
- 1994: Der Unternehmer Jeff Bezos gründet den Online-Versandhandelskonzern Amazon.com, Inc.
- 2004: Die Allianz AG übernimmt den größten britischen privaten Altenheimbetreiber Four Seasons Group.

### Wissenschaft und Technik
- 1616: William Baffin und Robert Bylot entdecken die Einfahrt von der Baffin Bay in den Smithsund.

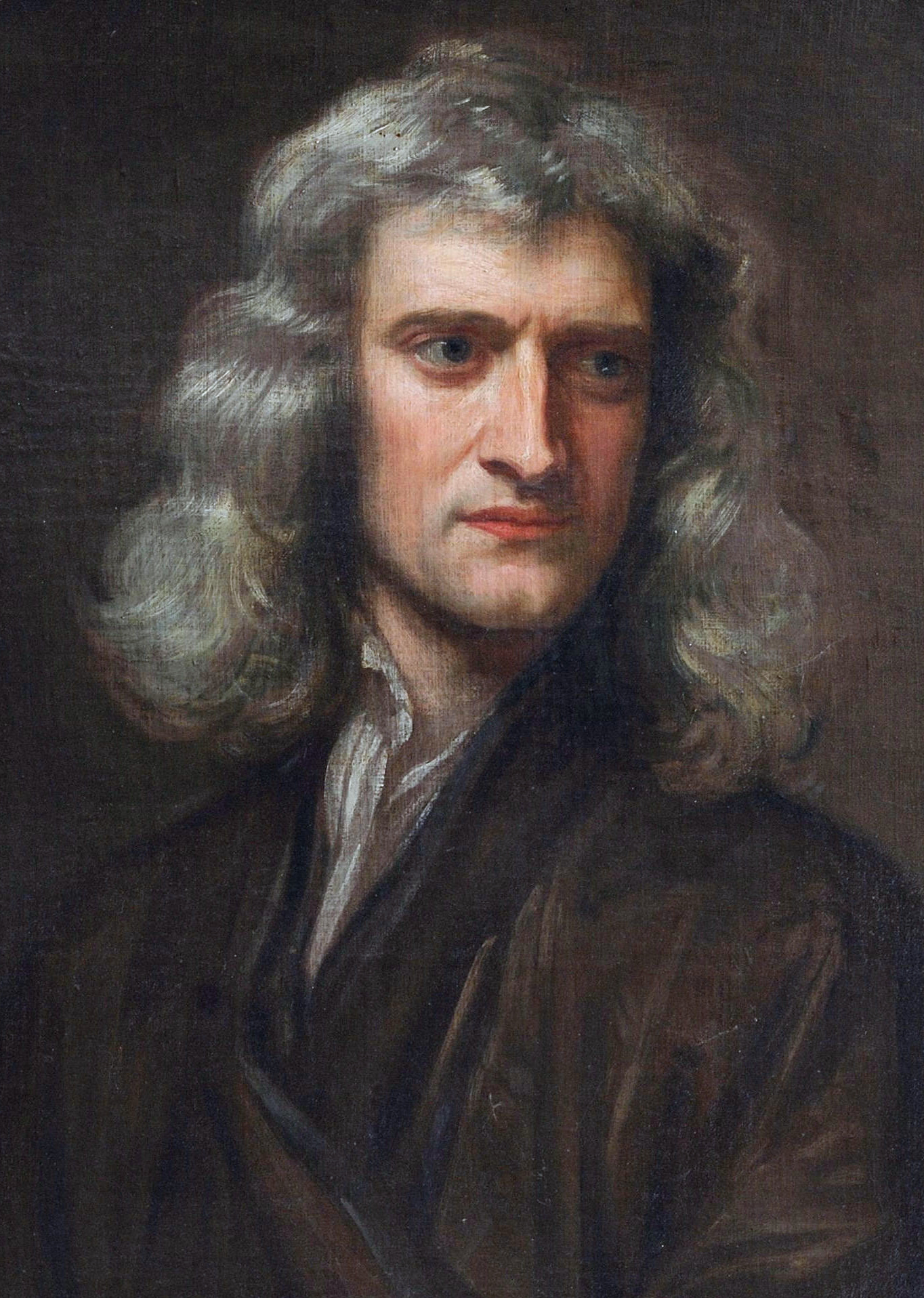
1687: Isaac Newton

- 1687: Isaac Newtons Philosophiae Naturalis Principia Mathematica wird veröffentlicht.
- 1927: In Breslau wird der Verein für Raumschiffahrt gegründet aus dem bedeutende Pioniere der Raumfahrt- und Raketentechnik hervorgehen (Hermann Oberth, Wernher von Braun, Rudolf Nebel, Klaus Riedel, Max Valier). 1929 zieht der Verein nach Berlin um.
- 1951: William Shockley erfindet den Bipolartransistor.
- 1969: Die chinesische Volksbefreiungsarmee testet den Abfangjäger Shenyang J-8 beim Erstflug.

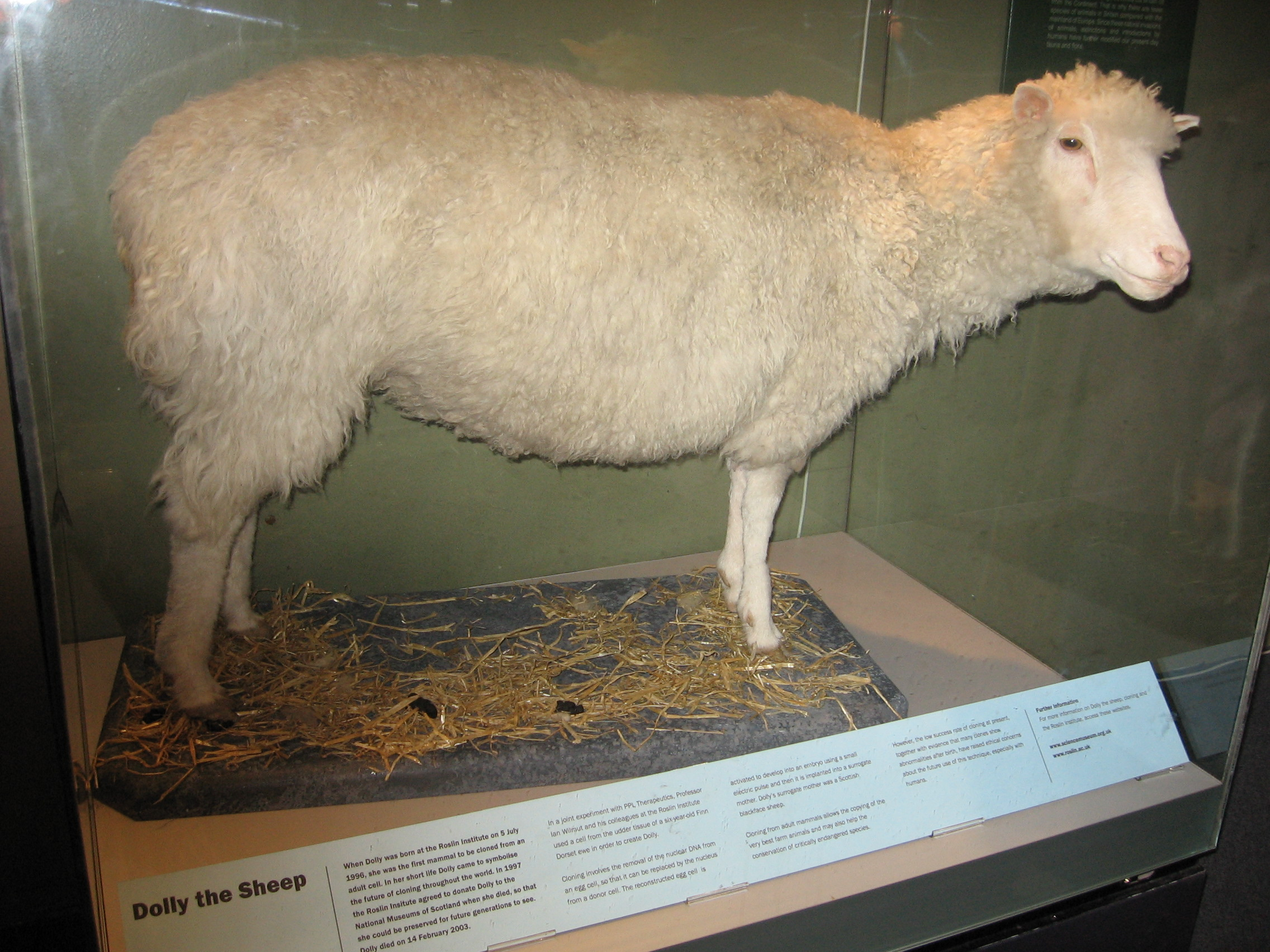
1996: Schaf Dolly

- 1996: Schaf Dolly, das erste geklonte Säugetier, wird in Schottland geboren.
- 2009: Der Sondengänger Terry Herbert entdeckt erste Teile des Schatzes von Staffordshire, des bislang größten Hortfundes aus der Zeit der Angelsachsen.

### Kultur

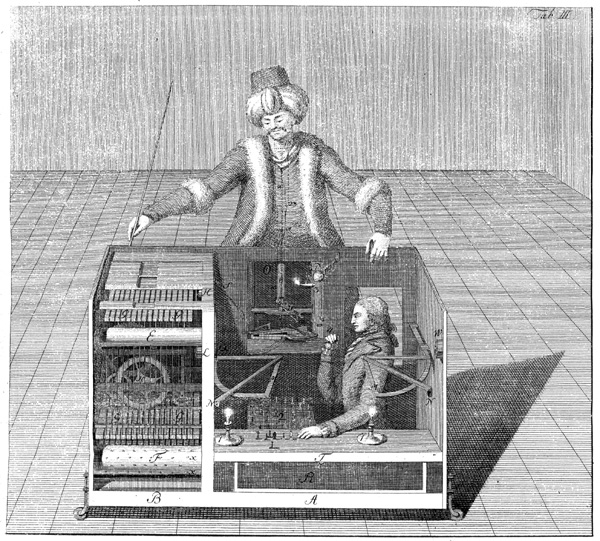
1854: „Schachtürke“

- 1854: Nach 14 Jahren als Museumsstück verbrennt der berühmte „Schachtürke“ bei einem Feuer im Peale’s Museum in Philadelphia.
- 1855: Jacques Offenbach, dessen Stücke von den etablierten Pariser Theatern nicht aufgeführt werden, eröffnet sein eigenes Theater, das Théâtre des Bouffes-Parisiens mit einer Uraufführung seiner Operette Les deux aveugles (Die beiden Blinden).
- 1946: Im Pariser Schwimmbad Piscine Molitor wird der von Micheline Bernardini getragene und von Modeschöpfer Louis Réard kreierte moderne Bikini präsentiert. Der Modevorschlag löst einen Skandal aus und viele Badeorte weltweit sprechen Verbote aus, zweiteilige Badeanzüge öffentlich zu tragen.

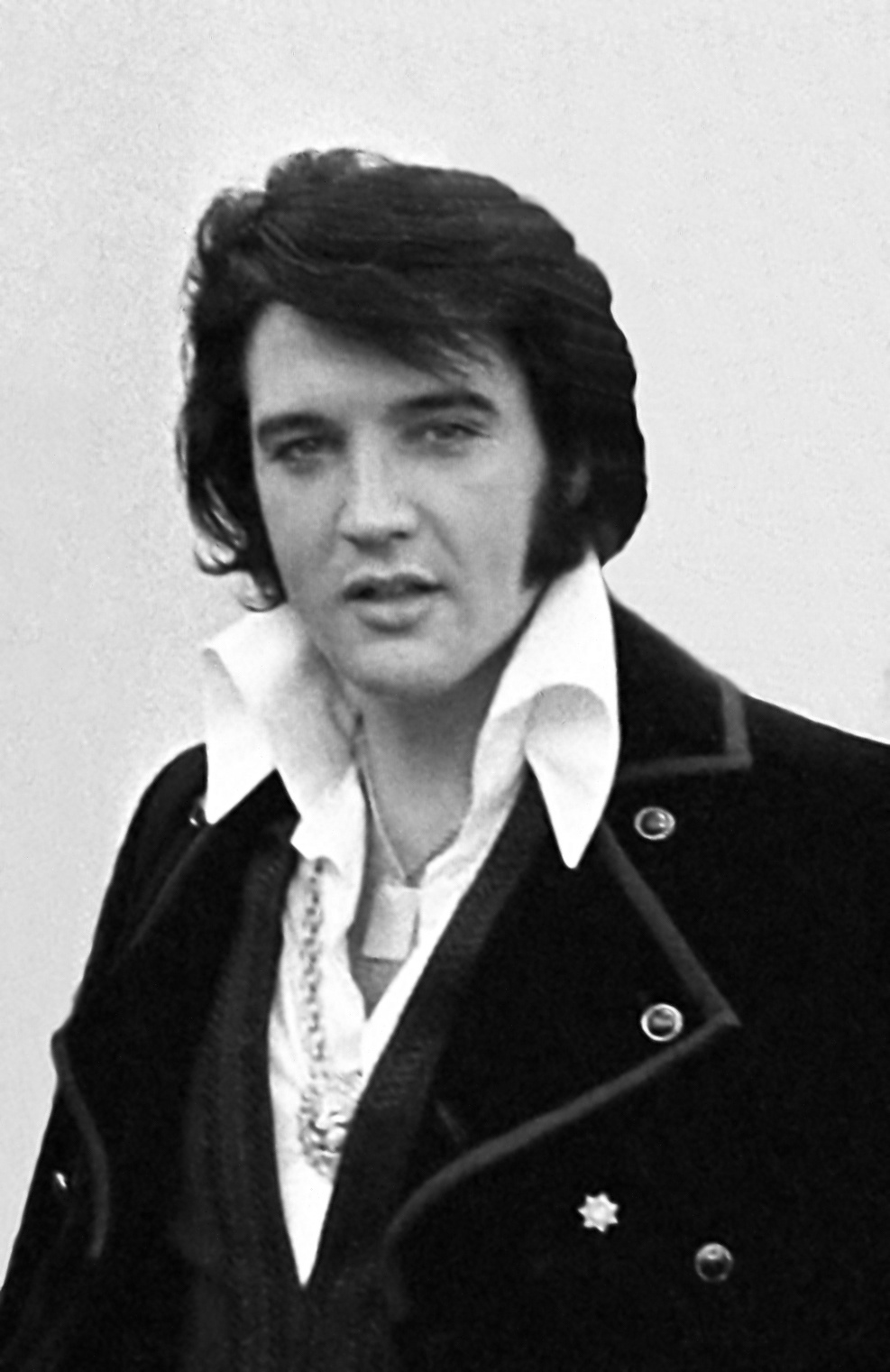
1954: Elvis Presley

- 1954: Der Lastwagenfahrer Elvis Presley nimmt im Sun Studio in Memphis den alten Blues-Song That’s All Right, Mama auf und beginnt damit seine Karriere als Rock-’n’-Roll-Star.
- 1965: Maria Callas singt im Royal Opera House in Covent Garden in London zum letzten Mal die Tosca von Giacomo Puccini. Es ist ihr Abschied von der Opernbühne.
- 1969: Beim Gratis-Open-Air-Konzert im Londoner Hyde Park gedenken The Rolling Stones ihres zwei Tage zuvor im Alter von 27 Jahren verstorbenen Bandgründers Brian Jones.
- 1989: In den USA wird die erste Folge der Sitcom Seinfeld ausgestrahlt.

### Religion
- 0767: Nach dem Tod des Papstes Paul I. wird Konstantin II. als Gegenpapst eingesetzt.
- 1294: Der 85-jährige Eremit Pietro del Murrone wird zum Papst gewählt. Nach einigen Tagen akzeptiert er trotz seiner Bedenken die Wahl und regiert als Coelestin V.
- 1902: Die elfjährige Maria Goretti wird Opfer eines Sexualverbrechers, der ihr mehrere tödliche Messerstiche beibringt. Das Kind vergibt sterbend dem Täter und wird später heiliggesprochen.

### Katastrophen
- 1970: Auf dem Air-Canada-Flug 621 stürzt eine Douglas DC-8 nach mehreren Explosionen in den Tragflächentanks nahe Toronto ab. Alle 108 Insassen sterben.

Kleinere Unglücksfälle sind in den Unterartikeln von Katastrophe und in der Liste von Katastrophen aufgeführt.

### Natur und Umwelt
- 1991: Der Sultanpur-Nationalpark wird im indischen Bundesstaat Haryana eingerichtet.

### Sport
- 1975: Arthur Ashe gewinnt als erster Schwarzer das Tennis-Einzelturnier in Wimbledon.

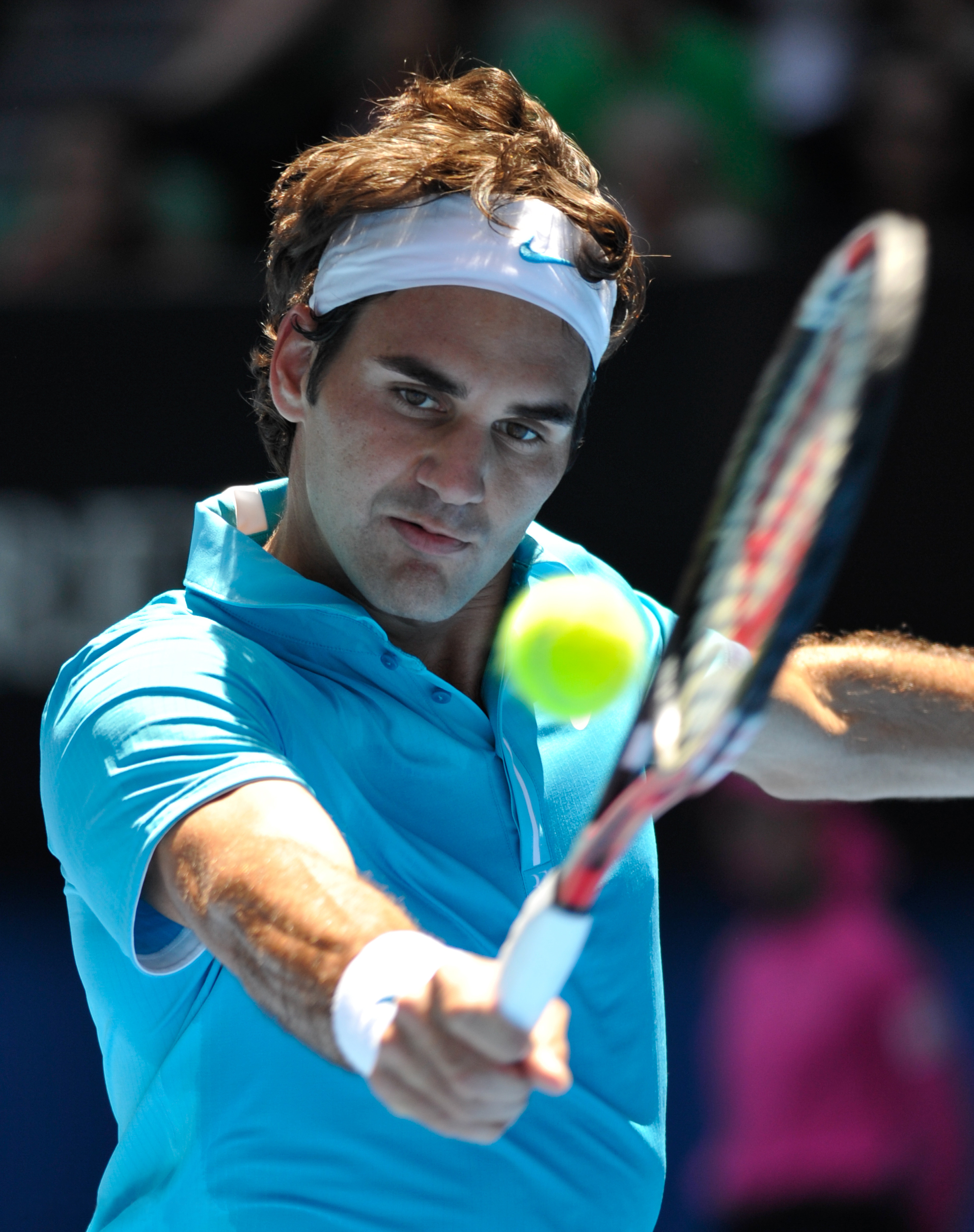
2009: Roger Federer

- 2009: Der Schweizer Roger Federer gewinnt im Wimbledon-Finale gegen Andy Roddick mit 5:7, 7:6, 7:6, 3:6 und 16:14. Dies ist sein sechster Triumph bei den Wimbledon Championships (nach 2003, 2004, 2005, 2006 und 2007) und sein 15. Grand-Slam-Titel insgesamt. Damit wird er nun alleiniger Rekordhalter, nachdem er bei den French Open 2009 mit Pete Sampras gleichgezogen hat.
- 2014: Die Tschechin Petra Kvitová gewinnt das Wimbledon-Einzelturnier, indem sie die Kanadierin Eugenie Bouchard in zwei Sätzen mit 6:3 und 6:0 besiegt.
- 2015: Die USA gewinnt die siebte Ausgabe der Frauen-Fußball-Weltmeisterschaft, indem sie im Finale den bis dato amtierenden Weltmeister Japan mit 5:2 besiegen.

Einträge von Leichtathletik-Weltrekorden befinden sich unter der jeweiligen Disziplin unter Leichtathletik.
Einträge zu Fußballweltmeisterschaftsspielen finden sich in den Unterseiten von Fußball-Weltmeisterschaft. Das Gleiche gilt für Fußball-Europameisterschaften.

## Geboren

### Vor dem 18. Jahrhundert

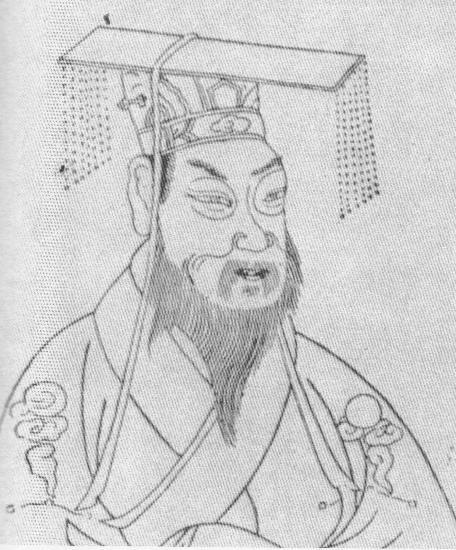
Sun Quan (* 182)
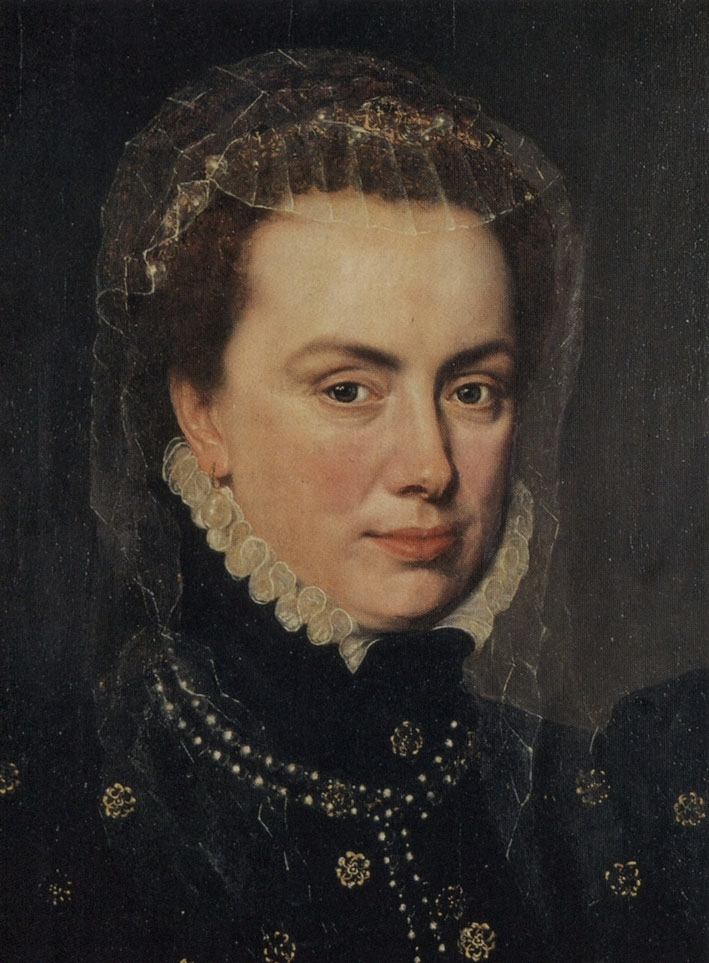
Margarethe von Parma (* 1522)
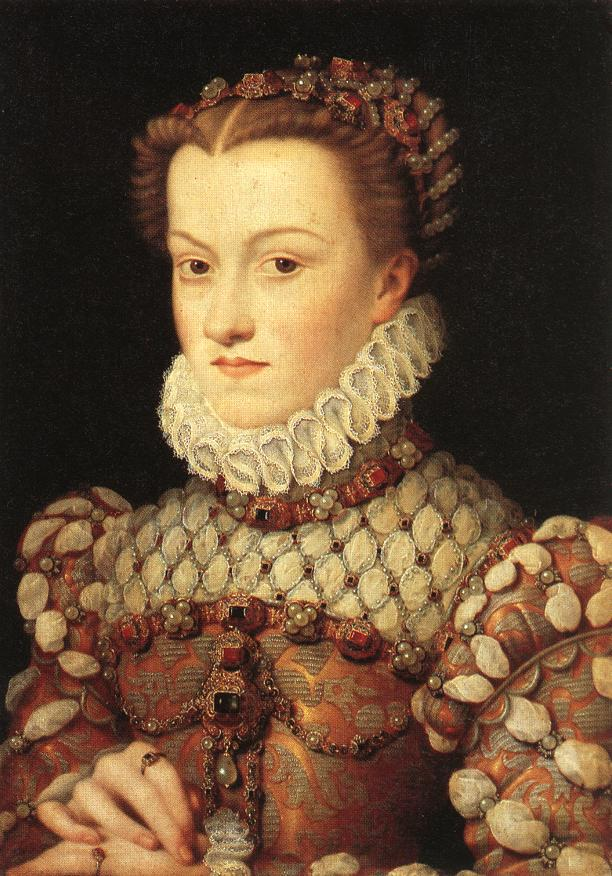
Elisabeth von Österreich (* 1554)
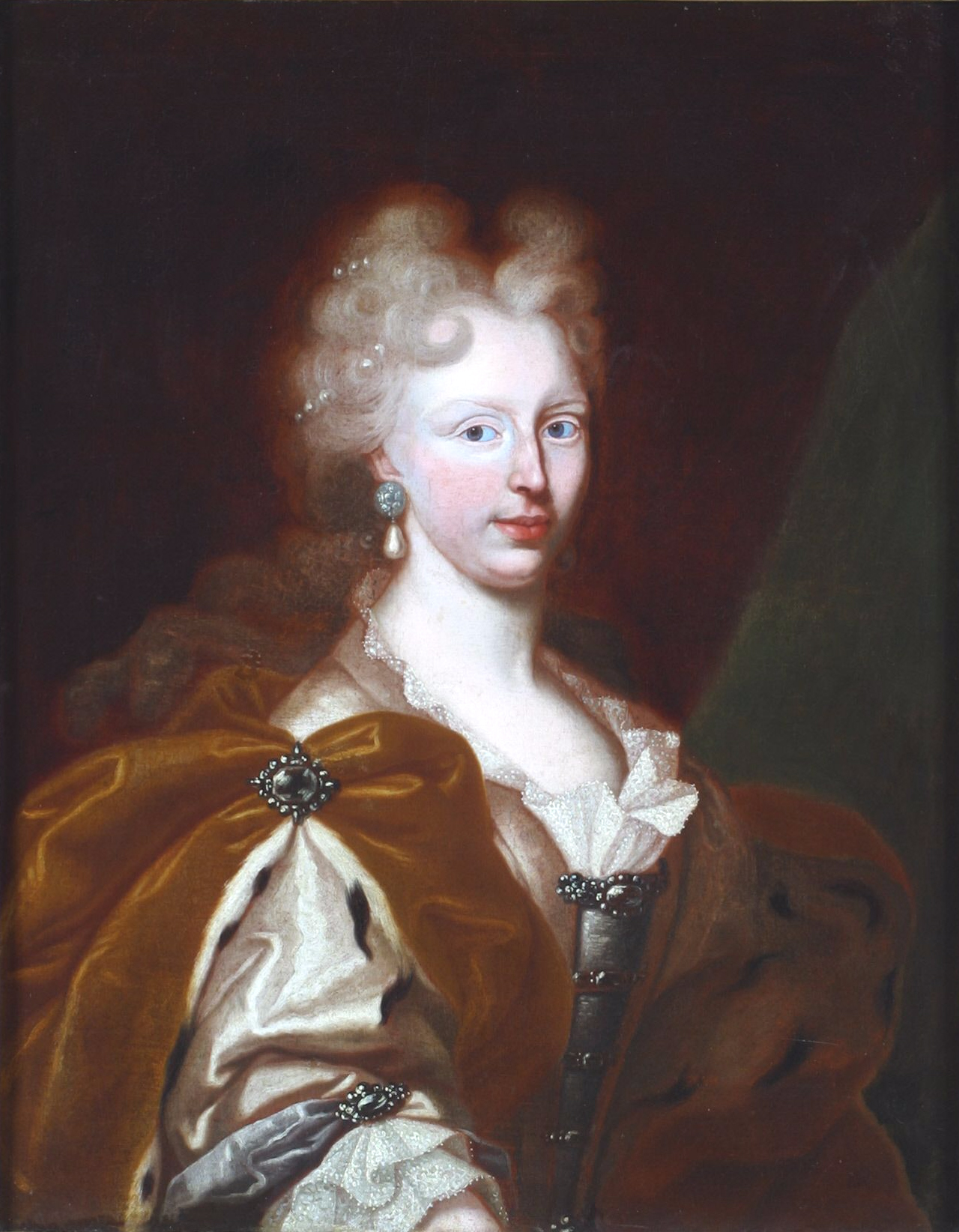
Dorothea Sophie von der Pfalz (* 1670)

- 0182: Sun Quan, chinesischer Kaiser
- 0465: Ahkal Mo’ Nahb I., Herrscher der Maya-Stadt Palenque
- 0980: Mokjong, 7. König des Goryeo-Reiches in Korea
- 1321: Johanna Plantagenet, schottische Königin
- 1466: Giovanni Sforza, Herr von Pesaro
- 1487: Johann Gramann, deutscher Reformator und Dichter von Kirchenliedern
- 1497: François II. de La Tour, Vicomte von Turenne, französischer Diplomat und Militär
- 1500: Paris Bordone, italienischer Maler
- 1512: Cristoforo Madruzzo, italienischer Kardinal
- 1522: Margarethe von Parma, uneheliche Tochter Kaiser Karls V., Herzogin von Florenz, Herzogin von Parma und Piacenza, Statthalterin der habsburgischen Niederlande
- 1532: Anna, Gräfin von Tecklenburg, Bentheim und Steinfurt
- 1546: Johann Steuerlein, deutscher Evangelischer Kirchenlieddichter und Komponist
- 1549: Francesco Maria Bourbon Del Monte, italienischer Kardinal
- 1554: Elisabeth von Österreich, französische Königin, Ehefrau von König Karl IX.
- 1580: Carlo Contarini, Doge von Venedig
- 1586: Thomas Hooker, führender Kopf der ersten puritanischen Generation in Neuengland
- 1594: Leonhard II. von Taxis, deutscher Adeliger und niederländischer Generalerbpostmeister
- 1613: Jean-François Nicéron, französischer Mathematiker und Physiker
- 1670: Dorothea Sophie von der Pfalz, Herzogin von Parma und Piacenza
- 1673: Friedrich Heinrich von Seckendorff, kaiserlicher Feldmarschall und Diplomat

### 18. Jahrhundert

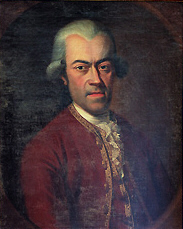
August Ludwig von Schlözer (* 1735)
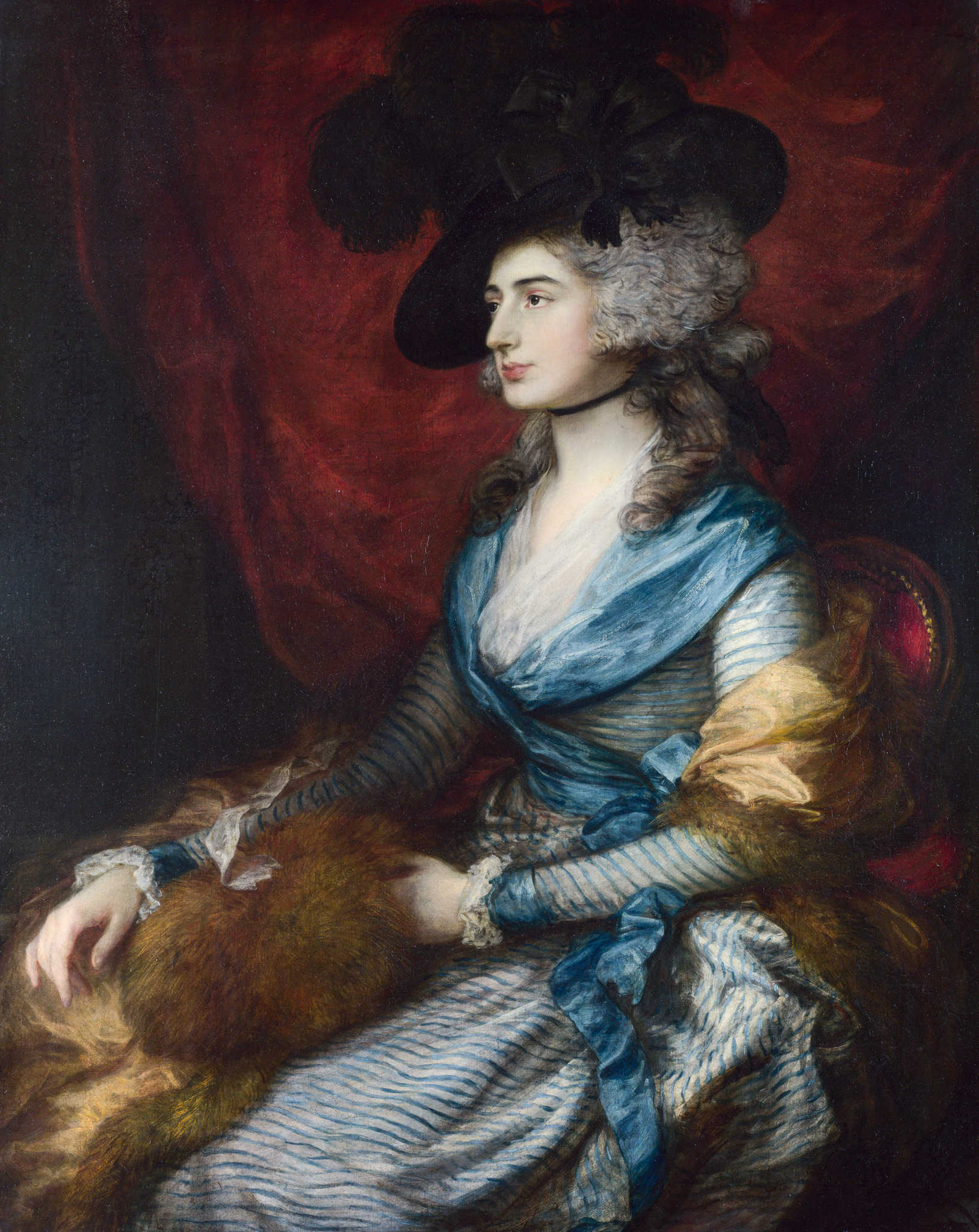
Sarah Siddons (* 1755)
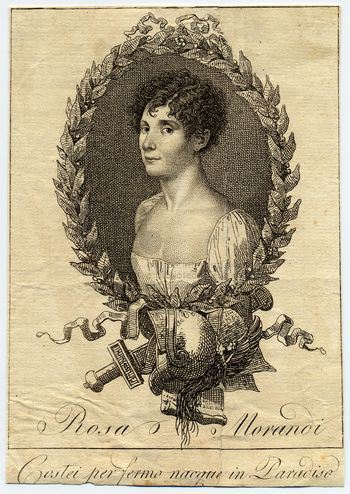
Rosa Morandi (* 1782)
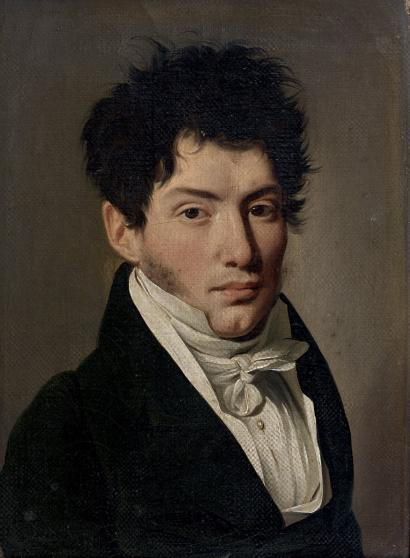
Charles-Louis Havas (* 1783)
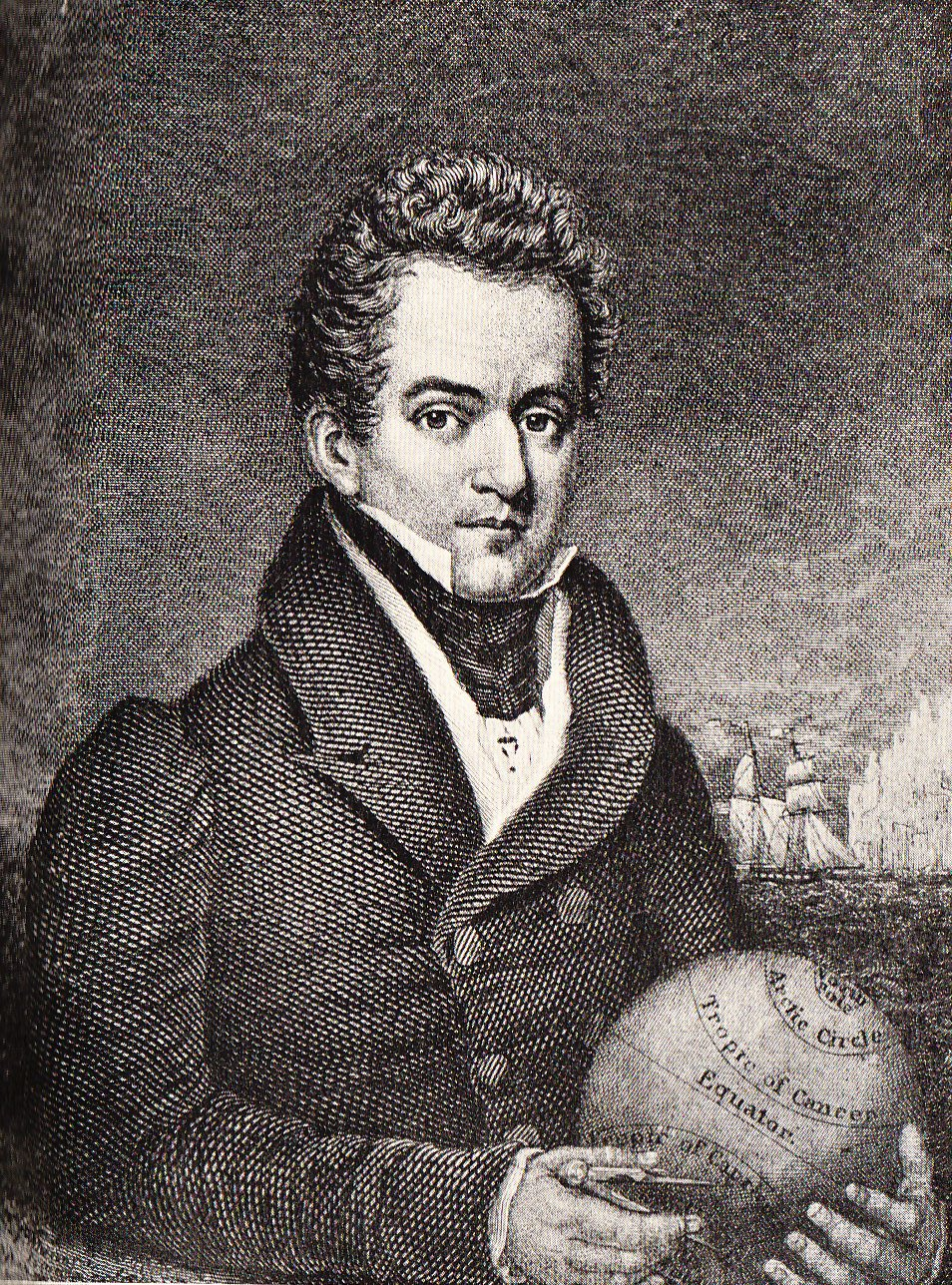
Benjamin Morrell (* 1795)

- 1709: Étienne de Silhouette, französischer Generalkontrolleur der Finanzen
- 1717: Peter III., König von Portugal
- 1723: Philipp II. Graf zu Schaumburg-Lippe, Landesherr von Schaumburg-Lippe
- 1728: Helene Martini, Mätresse und Vertraute von Ludwig VIII. von Hessen-Darmstadt
- 1735: August Ludwig von Schlözer, deutscher Historiker
- 1745: Carl Arnold Kortum, deutscher Arzt und Schriftsteller
- 1746: Franz Anton von Zauner, österreichischer Bildhauer
- 1750: Ami Argand, Schweizer Physiker und Chemiker, Erfinder und Unternehmer
- 1750: Peter Anton Ulrich Piutti, italienischer Unternehmer und Kaufmann in Deutschland
- 1751: Carl Gottlob Heinrich Arndt, deutscher Geistlicher und Dompropst
- 1752: Luke Hansard, englischer Buchdrucker
- 1754: Henriette von Oberkirch, elsässische Adelige
- 1755: Sarah Siddons, britische Schauspielerin
- 1761: Louis-Léopold Boilly, französischer Maler und Lithograph
- 1762: Thomas Hislop, 1. Baronet, britischer General und stellvertretender Gouverneur von Trinidad
- 1764: János Lavotta, ungarischer Komponist
- 1764: Johannes Michael Speckter, deutscher Lithograf und Graphik-Sammler
- 1766: Jean-Pierre Bachasson de Montalivet, französischer Staatsmann
- 1767: Georg Friedrich Parrot, deutscher Physiker
- 1773: Johanna Elisabeth Bichier des Ages, französische Ordensgründerin
- 1775: William Crotch, britischer Komponist und Organist
- 1780: Francesco Antommarchi, italienischer Arzt
- 1782ː Rosa Morandi, italienische Sopranistin und Opernsängerin
- 1783: Charles-Louis Havas, französischer Publizist
- 1784: Leopoldo Nobili, italienischer Physiker
- 1786: Charles Alfred Stothard, englischer Maler und Antiquar
- 1789: Miguel Barreiro, uruguayischer Politiker
- 1789: Faddei Wenediktowitsch Bulgarin, russischer Autor und Literaturkritiker
- 1791: Samuel Bailey, englischer Ökonom und Philosoph
- 1794: Sylvester Graham, US-amerikanischer Prediger
- 1794: Maurits Christopher Hansen, norwegischer Schriftsteller
- 1795: Ernst Hampe, deutscher Apotheker und Bryologe
- 1795: Benjamin Morrell, US-amerikanischer Forscher
- 1795: Ladislaus von Wrbna-Freudenthal, österreichischer Feldmarschallleutnant

### 19. Jahrhundert

#### 1801–1850

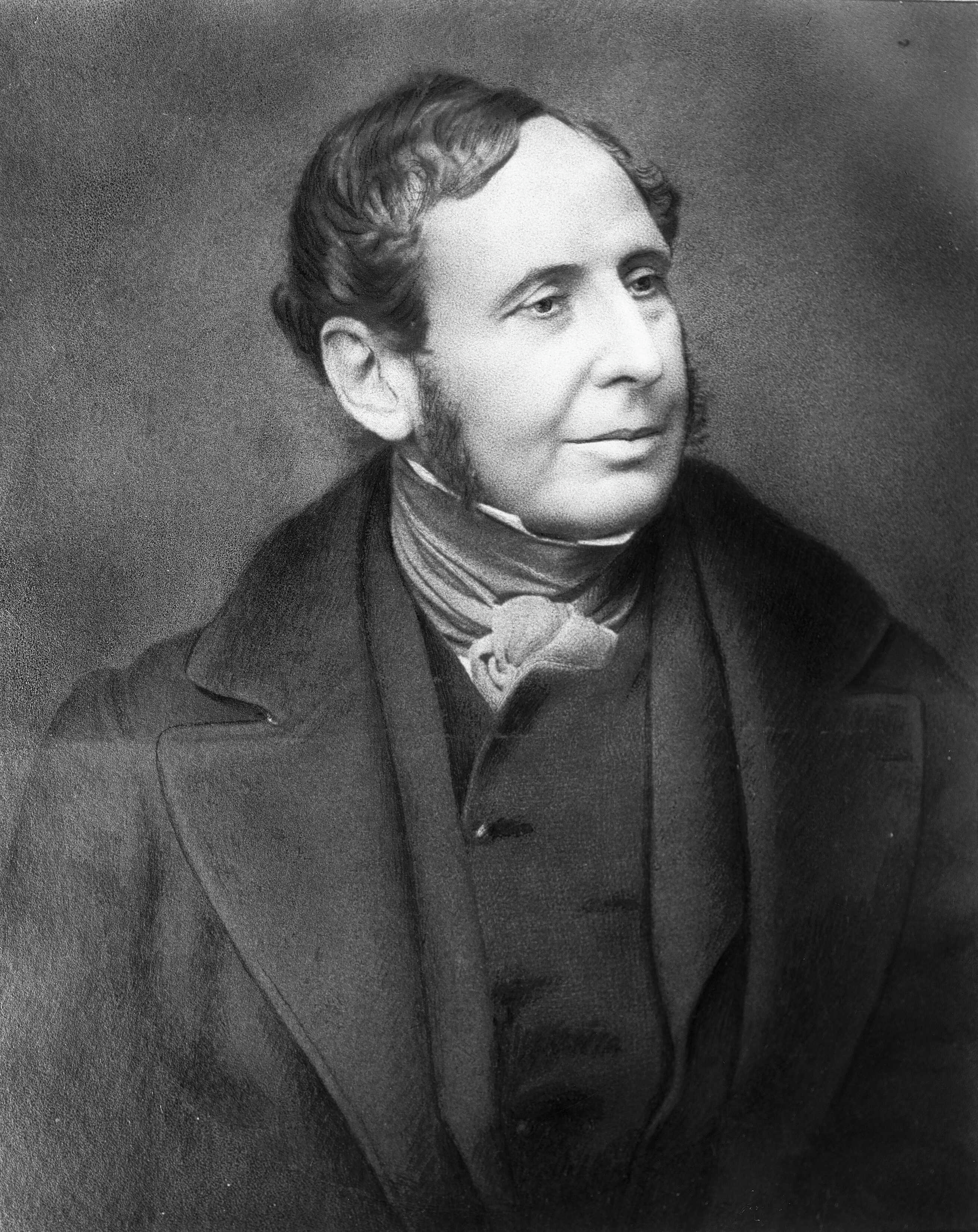
Robert FitzRoy (* 1805)
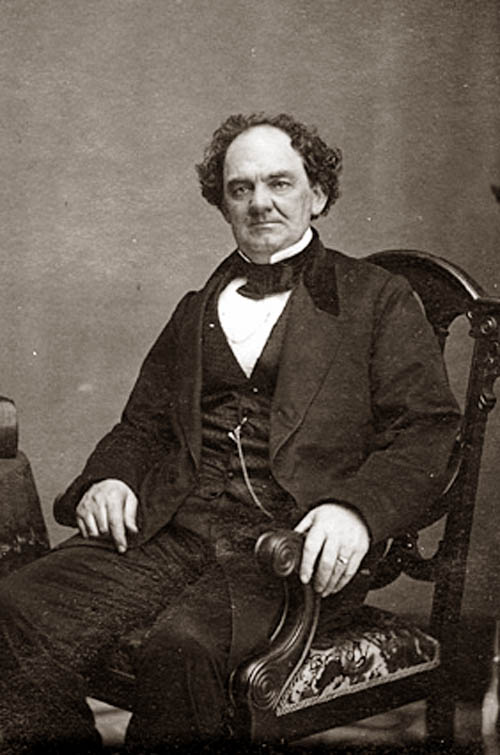
P. T. Barnum (* 1810)
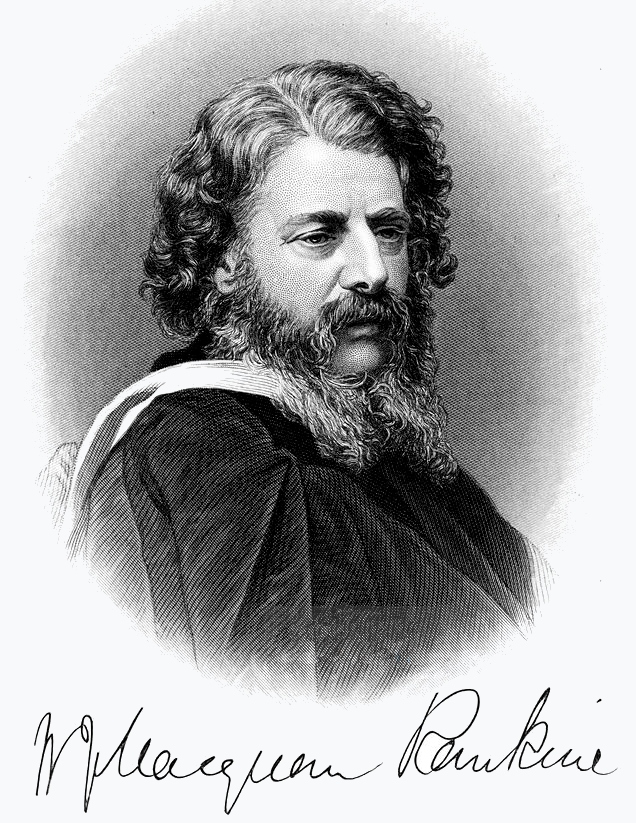
William John Macquorn Rankine (* 1820)
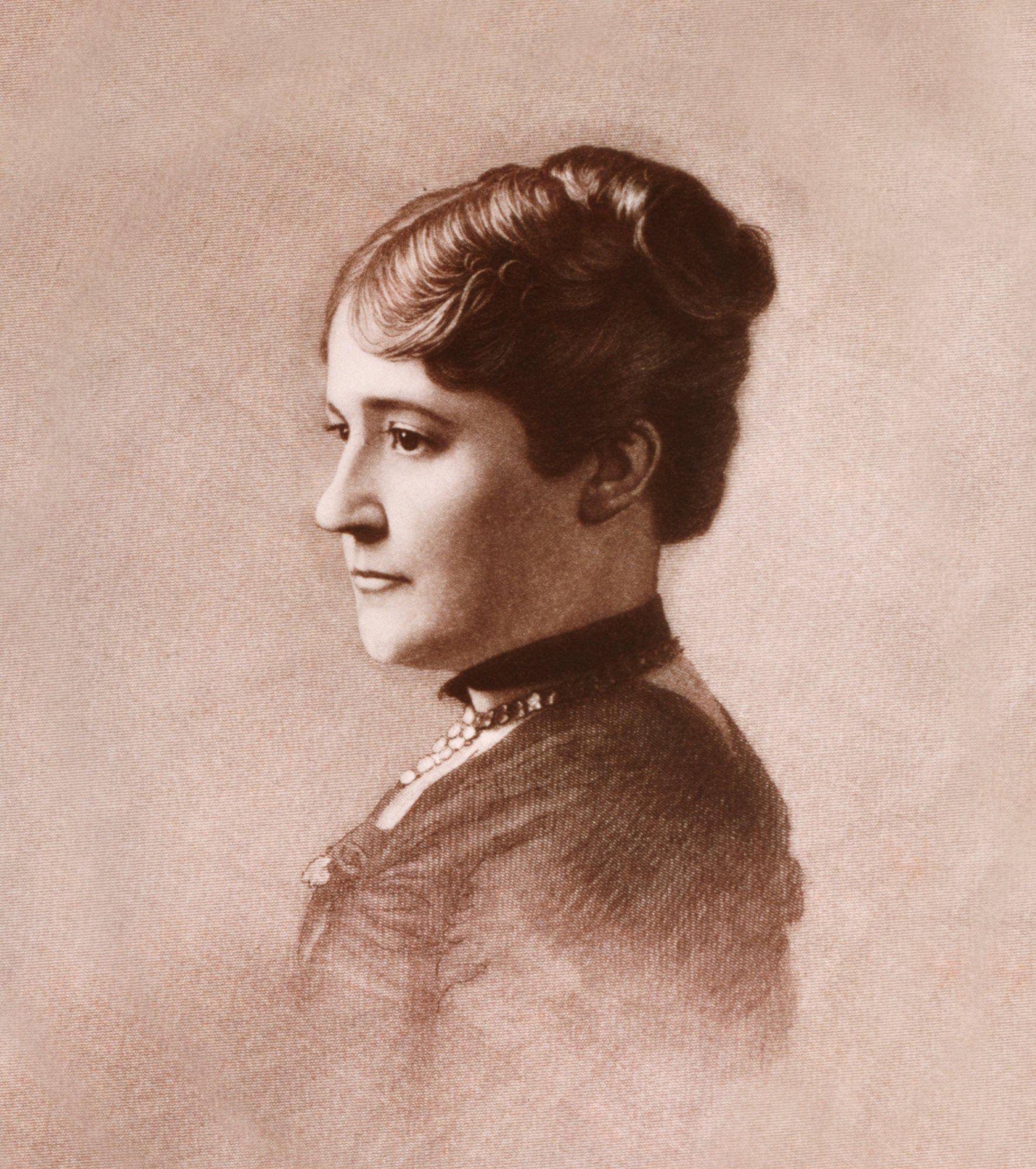
Mary McElroy (* 1841)

- 1801: David Glasgow Farragut, US-amerikanischer Konteradmiral
- 1802: Pawel Stepanowitsch Nachimow, russischer Admiral
- 1803: George Borrow, britischer Schriftsteller
- 1805: Robert FitzRoy, britischer Marineoffizier, Meteorologe und Gouverneur von Neuseeland
- 1805: Friedrich David Groneweg, westfälischer Politiker, Rechtsanwalt und Notar
- 1808: Ignaz Jacob Heger, österreichischer Stenograph
- 1810: P. T. Barnum, US-amerikanischer Zirkuspionier
- 1812: Heinrich Cramer, Schweizer Metzger und Volksdichter
- 1812: Adelbert von Keller, deutscher Germanist und Romanist
- 1813: Friedrich Gottlieb Schulz, deutscher Lehrer
- 1817: Carl Vogt, deutscher Mediziner und Zoologe, Geologe und Polarforscher
- 1819: Auguste Poitevin, französischer Bildhauer
- 1820: Wilhelm von Hamm, deutscher Agrarwissenschaftler
- 1820: William John Macquorn Rankine, britischer Physiker und Ingenieur
- 1826: Elisabeth Wilhelmine von Civry, uneheliche Tochter des Braunschweiger Herzogs Karl II. und einer englischen Lady
- 1829: Wilhelm Storck, deutscher Germanist, Romanist und Übersetzer
- 1832: Pawel Petrowitsch Tschistjakow, russischer Maler
- 1841: Mary McElroy, US-amerikanische First Lady
- 1841: William Collins Whitney, US-amerikanischer Politiker
- 1843: Anton Ausserer, österreichischer Naturforscher und Arachnologe
- 1843: Julius von Michel, deutscher Augenarzt
- 1845: Wilhelm Blasius, deutscher Ornithologe
- 1846: Alexander Alexandrowitsch von Bilderling, russischer General
- 1846: Joseph B. Foraker, US-amerikanischer Politiker
- 1847ː Agnes Zimmermann, deutsche Konzertpianist und Komponistin
- 1849: William T. Stead, britischer Journalist, Redakteur und Spiritist
- 1850: John Calhoun Sheppard, US-amerikanischer Politiker

#### 1851–1900
- 1851: Anton Baumann, deutscher Braumeister, Begründer des Kur- und Badewesens in Bad Schwartau
- 1852: Pedro Antonio Díaz, Staatspräsident von Panama
- 1853: Tivadar Kosztka Csontváry, ungarischer Maler
- 1853: Cecil Rhodes, Gründer des Staates Rhodesien
- 1857: Clara Zetkin, deutsche Politikerin und Bürgerrechtlerin
- 1859: Wilhelmine Wrage, deutsche Malerin
- 1860: Albert Döderlein, deutscher Gynäkologe
- 1861: Johannes Marinus Simon Baljon, niederländischer reformierter Theologe
- 1862: Horatio Caro, britischer Schachspieler
- 1862: George Henry Falkiner Nuttall, britischer Biologe
- 1864: Stephan Krehl, deutscher Musiktheoretiker und Komponist
- 1865: Olga Wohlbrück, österreichisch-deutsche Schauspielerin, Schriftstellerin und eine der ersten Filmregisseurinnen in Deutschland
- 1867: Andrew Ellicott Douglass, US-amerikanischer Astronom, Begründer der Dendrochronologie

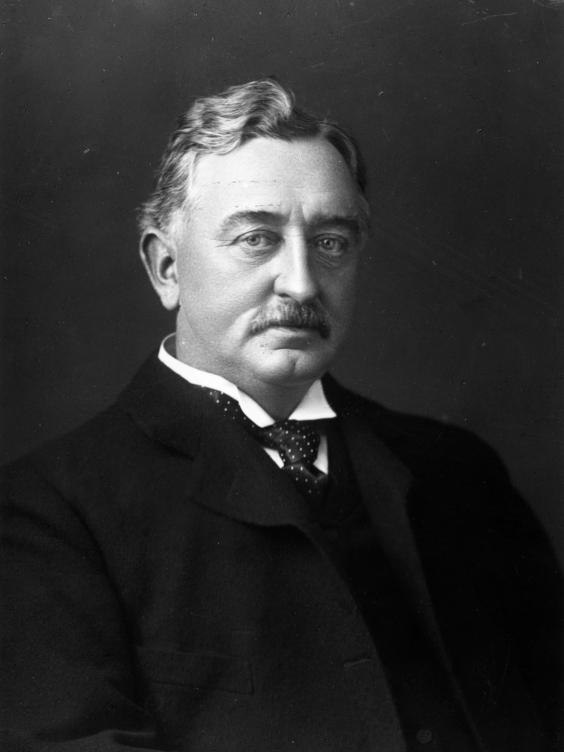
Cecil Rhodes (* 1853)
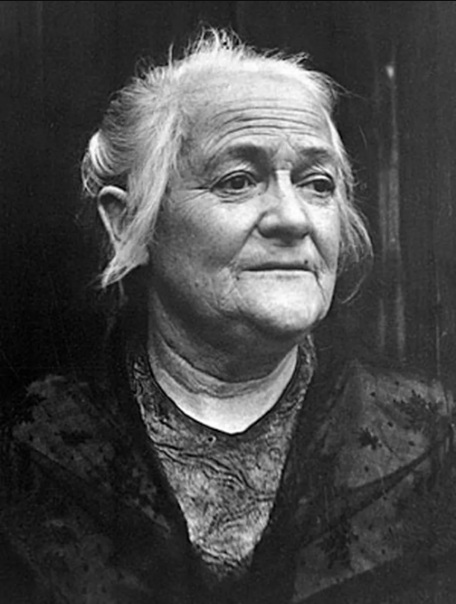
Clara Zetkin (* 1857)
Olga Wohlbrück (* 1865)
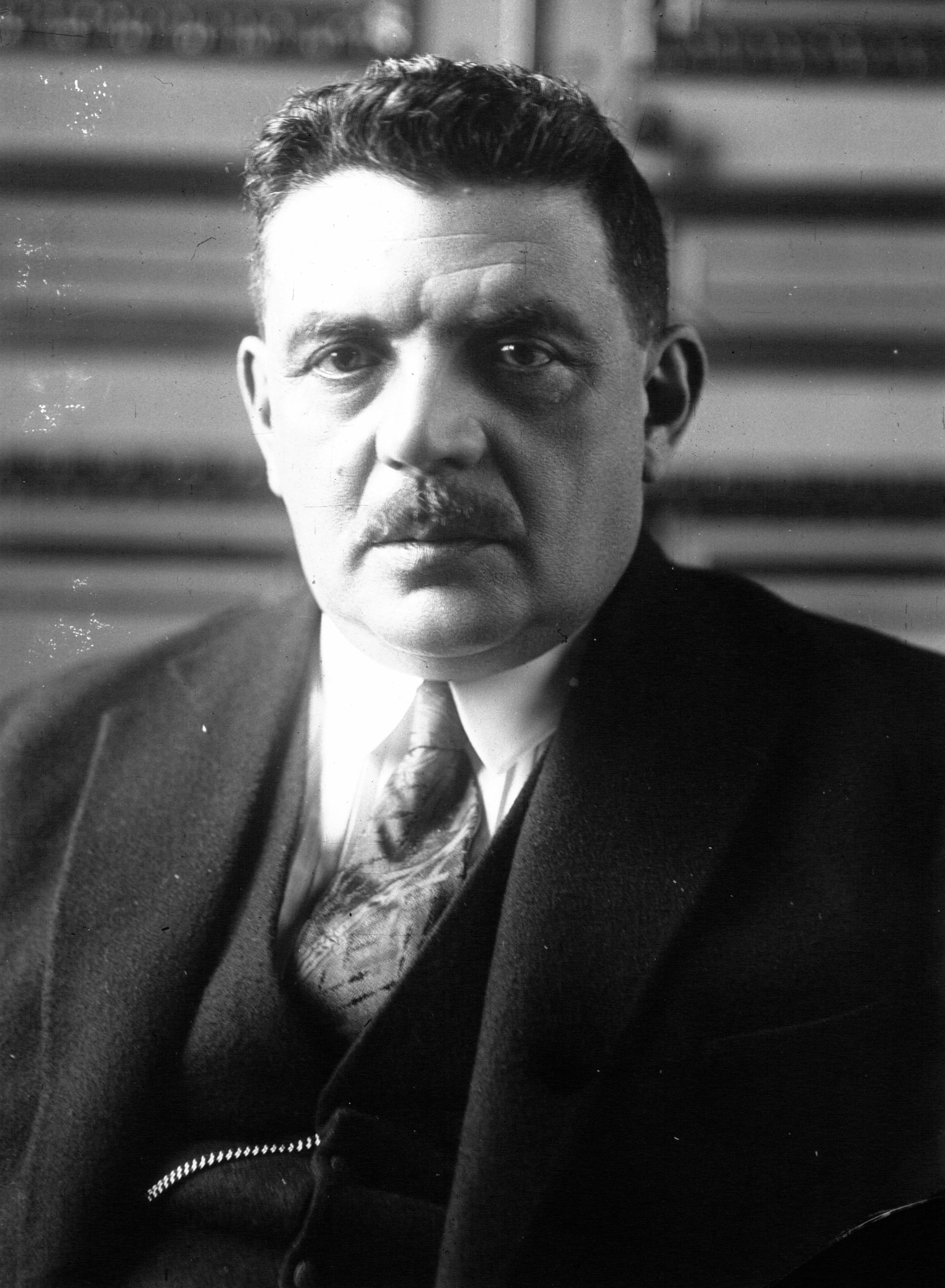
Édouard Herriot (* 1872)

- 1870: Richard Winckel, deutscher Maler und Graphiker
- 1871: Alexe Altenkirch, deutsche Malerin
- 1871: Claus Schilling, deutscher Tropenmediziner
- 1872: Édouard Herriot, französischer Politiker
- 1873: Henning Pleijel, schwedischer Physiker und Elektrotechniker
- 1873: Tawara Sunao, japanischer Pathologe
- 1874: Fritz Lindström, schwedischer Maler
- 1878: Joseph Holbrooke, englischer Komponist und Dirigent
- 1878ː Elisabeth von Saldern, deutsche Äbtissin des evangelischen Damenstifts Kloster Stift zum Heiligengrabe
- 1879: Volkmar Andreae, Schweizer Komponist und Dirigent
- 1879: Dwight Filley Davis, US-amerikanischer Tennisspieler, Gründer des Davis Cup
- 1879: Philippe Gaubert, französischer Komponist und Flötist
- 1879: Wanda Landowska, polnische Cembalistin und Pianistin
- 1879: Eugen Nesper, deutscher Hochfrequenztechniker
- 1880: Jan Kubelík, tschechischer Violinist und Komponist
- 1882: Hazrat Inayat Khan, indischer Mystiker, Gründer des Internationalen Sufi-Ordens
- 1884: Luigi Forlano, italienischer Fußballspieler
- 1885: Blas Infante, spanischer Politiker, Schriftsteller, Historiker und Musikwissenschaftler
- 1885: André Lhote, französischer Maler
- 1886: Willem Drees, niederländischer Politiker
- 1886: Felix Timmermans, niederländischer Dichter und Maler

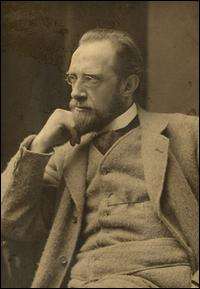
Joseph Holbrooke (* 1878)
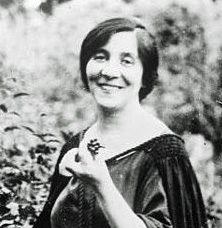
Wanda Landowska (* 1879)
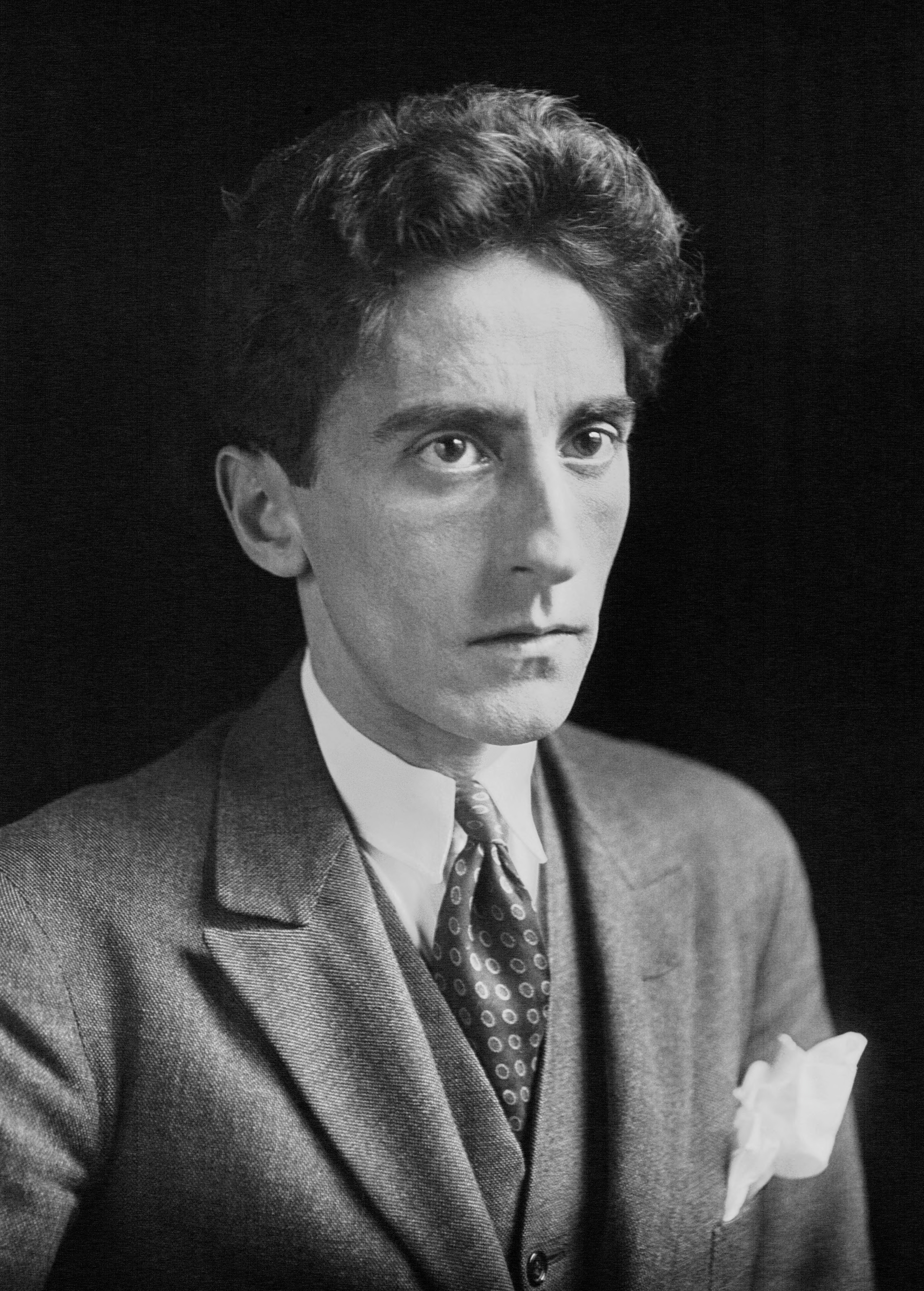
Jean Cocteau (* 1889)

- 1887: Georg Andersen, deutscher Ringer
- 1887ː Jovanka Bončić-Katerinić, jugoslawische Architektin, erste Absolventin der TH Darmstadt
- 1888: Herbert Spencer Gasser, US-amerikanischer Neurophysiologe
- 1888: Jacques de la Presle, französischer Komponist und Musikpädagoge
- 1889: Alice Cleaver, englisches Kindermädchen
- 1889: Jean Cocteau, französischer Schriftsteller, Regisseur und Maler
- 1890: Hanns Holenia, österreichischer Komponist
- 1891: John Howard Northrop, US-amerikanischer Chemiker
- 1891: Tin Ujević, kroatischer Dichter
- 1892: Lauge Koch, dänischer Geologe
- 1893: Giuseppe Caselli, italienischer Maler
- 1893: Gustav Tweer, deutscher Kunstflieger und Flugpionier
- 1895ː Helen Barnes, US-amerikanische Bühnenschauspielerin
- 1895: Gordon Jacob, englischer Komponist
- 1895: Marius Mestivier, französischer Automobilrennfahrer
- 1897: Paul Ben-Haim, israelischer Komponist
- 1897: Mogens Wöldike, dänischer Dirigent und Organist, Chorleiter und -gründer
- 1898: Aziz Atiya, ägyptischer Koptologe und Historiker
- 1898: Henri Lapierre, französischer Automobilrennfahrer
- 1898: Metoděj Prajka, tschechischer Blasmusik-Komponist, Klarinettist und Tenorhornist
- 1899: Marcel Arland, französischer Schriftsteller und Literaturkritiker
- 1899: Max Rheinstein, deutsch-amerikanischer Jurist
- 1899: Georg Traar, österreichischer evangelisch-lutherischer Jugendpfarrer und Superintendent
- 1900: Bernard Jan Alfrink, niederländischer Kardinal
- 1900: Herbert Andreas Löhlein, deutscher Schriftsteller, Journalist und Astrologe

### 20. Jahrhundert

#### 1901–1925
- 1901: Julio Libonatti, argentinischer Fußballspieler
- 1901: Len Lye, neuseeländischer Bildhauer und Künstler, Schriftsteller und Filmemacher
- 1901: Maurice Swartelé, belgischer Ruderer
- 1902: Carla Bartheel, deutsche Schauspielerin, Fotografin und Autorin
- 1902: Henry Cabot Lodge, US-amerikanischer Politiker
- 1902: Sergei Wladimirowitsch Obraszow, russischer Puppenspieler
- 1903: Stephan Cosacchi, ungarisch-deutscher Sprach- und Musikwissenschaftler, Musikpädagoge und Komponist
- 1904: Harold Acton, britischer Autor
- 1904: Georg Alexander Hansen, deutscher Widerstandskämpfer
- 1904: Ernst Mayr, deutsch-US-amerikanischer Biologe
- 1904: Reinhold Vorberg, deutscher Beamter
- 1905: Günther Krupkat, deutscher Schriftsteller
- 1905: Isa Miranda, italienische Schauspielerin
- 1905: Willy Wolff, deutscher Maler, Bildhauer und Grafiker

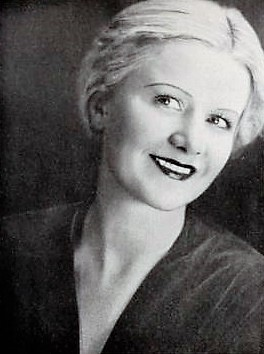
Carla Bartheel (* 1902)
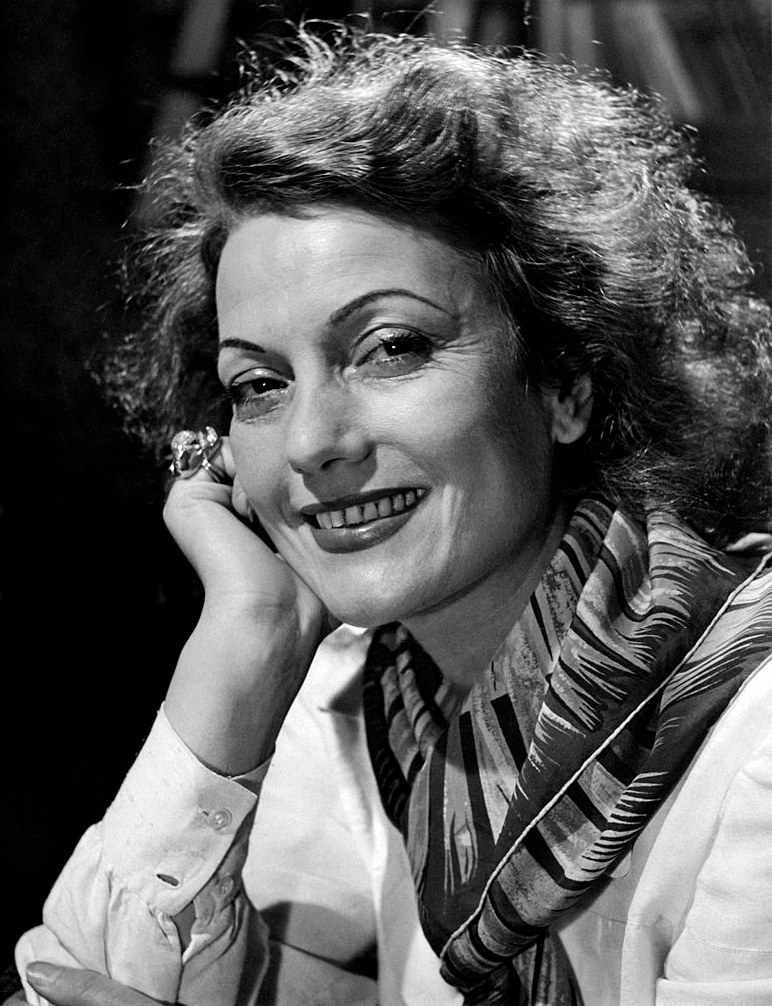
Isa Miranda (* 1905)
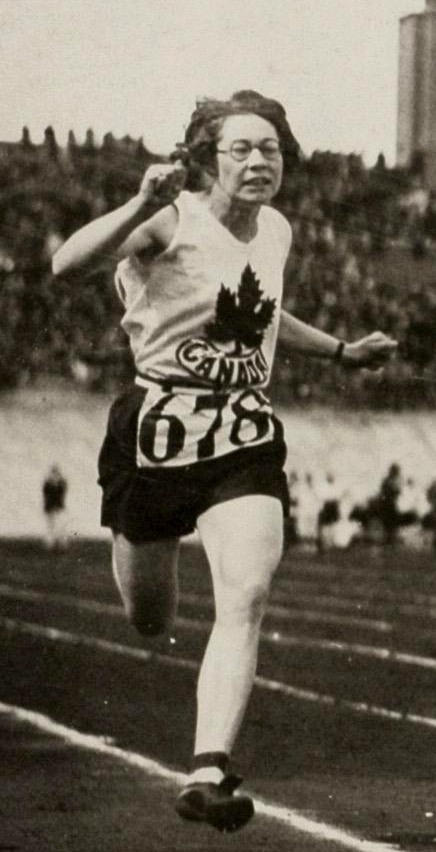
Ethel Smith Fanny Rosenfeld (* 1907)

- 1906: John Crammond, britischer Skeletonsportler und Segler
- 1906: René König, deutscher Soziologe
- 1907: Ethel Smith, kanadische Leichtathletin, Olympiasiegerin
- 1908: Walter Gutbrod, deutscher Maler
- 1908: Hans Lang, österreichischer Komponist von Unterhaltungsmusik und Wienerliedern
- 1908: Hellmuth Mäder, deutscher General
- 1908: Henri d’Orléans, Chef des Hauses Orléans
- 1909: Anna Maria Achenrainer, österreichische Schriftstellerin
- 1909: Sylvia Gähwiller, Schweizer Sängerin und Gesangspädagogin
- 1909: Douglas MacArthur II, US-amerikanischer Diplomat
- 1910: Hans Bartels, deutscher Marineoffizier
- 1910: Robert K. Merton, US-amerikanischer Soziologe
- 1910: Hans Rößner, deutscher Germanist
- 1910: Georges Vedel, französischer Jurist
- 1911: Skip Etchells, US-amerikanischer Segler, Bootsbauer und Yachtkonstrukteur
- 1911: Costantino Nivola, sardischer Künstler
- 1911: Georges Pompidou, französischer Politiker, Staatspräsident
- 1912: Mack David, US-amerikanischer Liedtexter und Komponist von Filmmusik

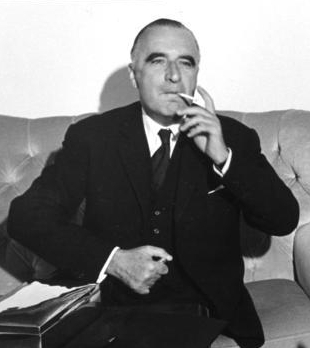
Georges Pompidou (* 1911)
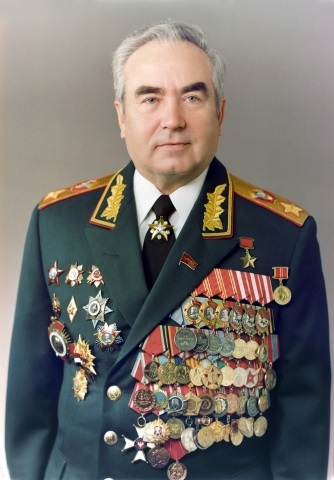
Wiktor Georgijewitsch Kulikow (* 1921)
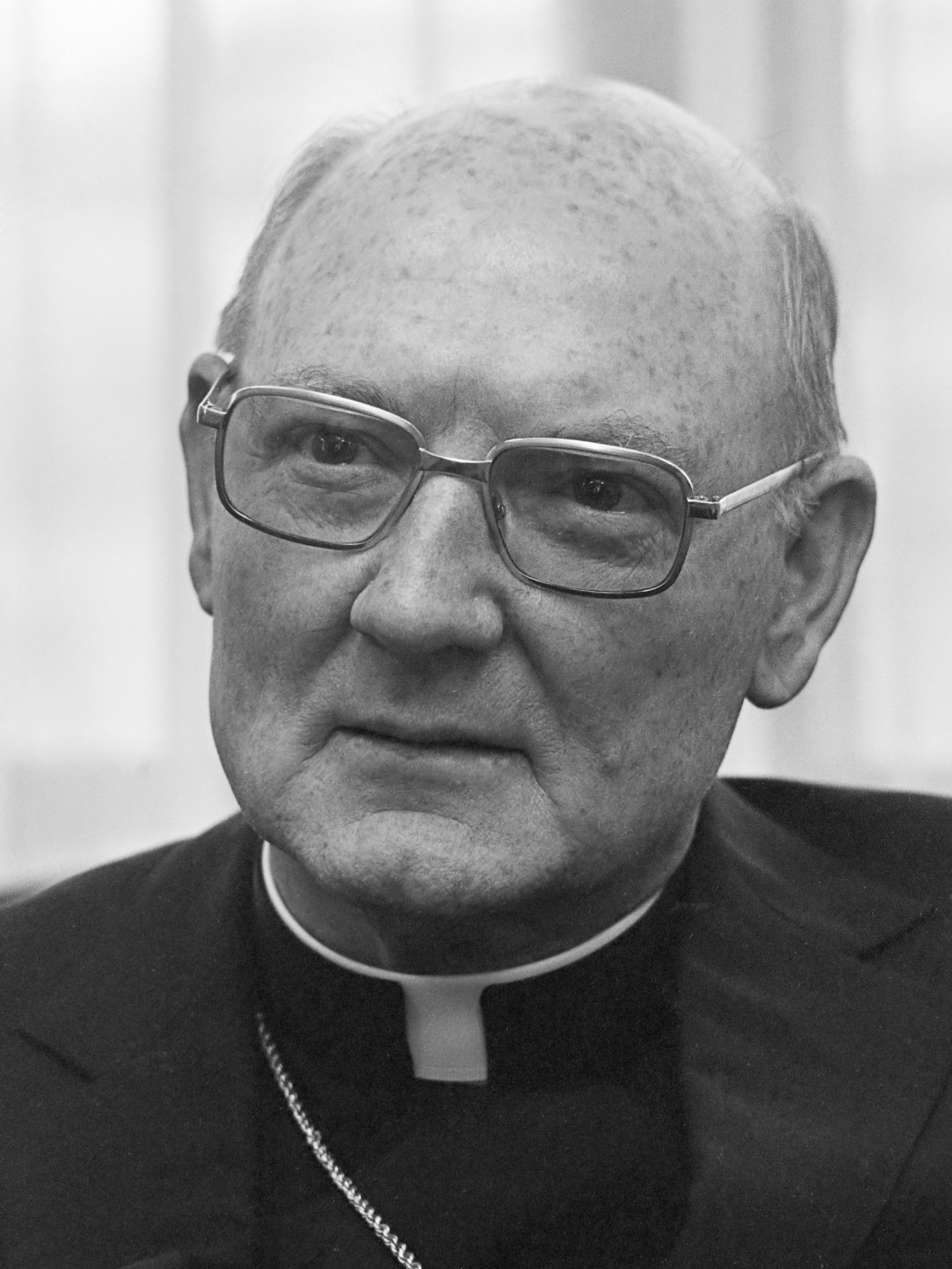
Edward Idris Cassidy (* 1924)

- 1913: Smiley Lewis, US-amerikanischer Musiker
- 1914: Annie Fischer, ungarische Pianistin
- 1914: Jitzchak Rafa’el, israelischer Politiker
- 1915: Gérald Antoine, französischer Romanist
- 1915ː Maria Aloysia Löwenfels, deutsche Ordensschwester und Opfer des Holocaust
- 1915: John Woodruff, US-amerikanischer Leichtathlet, Olympiasieger
- 1916: Lívia Rév, ungarische Pianistin
- 1917: Geraldine Mucha, britisch-tschechische Komponistin
- 1918: Bruno Motczinski, deutscher Politiker
- 1918: Nikos Papatakis, griechisch-französischer Filmregisseur, Filmproduzent, Drehbuchautor und Schauspieler
- 1919: Jakob Andreff, Schweizer Zirkusclown
- 1920: Marija Grigorjewna Issakowa, sowjetische Eisschnellläuferin
- 1920: Ruth Neudeck, deutsche Lohnbuchhalterin und SS-Aufseherin
- 1920: Rosemarie Springer, deutsche Dressurreiterin
- 1921: Wiktor Georgijewitsch Kulikow, sowjetischer Marschall
- 1921: Hugo Staudinger, deutscher Historiker und Wissenschaftstheoretiker
- 1922: Ilse von Bredow, deutsche Schriftstellerin
- 1923: Ivan Gams, jugoslawischer und slowenischer Geograph und Hochschullehrer
- 1924: Edward Idris Cassidy, australischer Geistlicher, Erzbischof, Kurienkardinal
- 1924: János Starker, ungarisch-US-amerikanischer Cellist und Musikpädagoge
- 1925: Wilhelm Rammo, deutscher Boxer
- 1925: Jean Raspail, französischer Schriftsteller

#### 1926–1950
- 1926: Salvador Jorge Blanco, dominikanischer Politiker, Staatspräsident
- 1926: Diana Lynn, US-amerikanische Schauspielerin und Pianistin
- 1926: Ivo Pitanguy, brasilianischer Schönheitschirurg
- 1927: Walter Matthias Diggelmann, Schweizer Schriftsteller
- 1927: Fernando Soucy, kanadischer Sänger und Fiddlespieler
- 1928: Juris Hartmanis, lettisch-US-amerikanischer Informatiker
- 1928: Pierre Mauroy, französischer Politiker
- 1928: Warren Oates, US-amerikanischer Schauspieler
- 1929: Ursula Finger, deutsche Leichtathletin, Olympiateilnehmerin für das Saarland
- 1929: Jacqueline Harpman, belgische Autorin

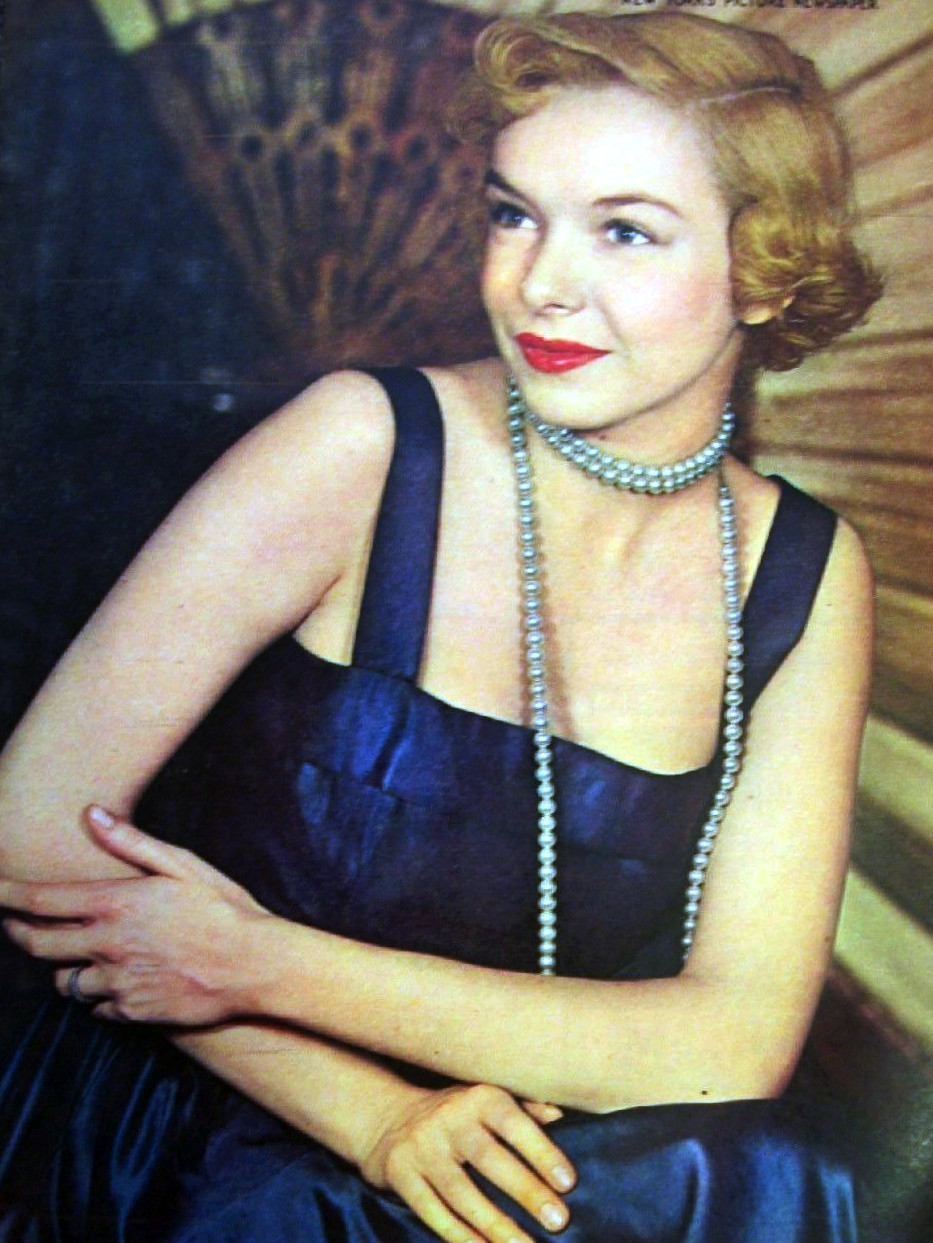
Diana Lynn (* 1926)
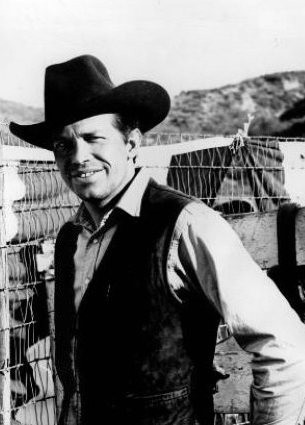
Warren Oates (* 1928)
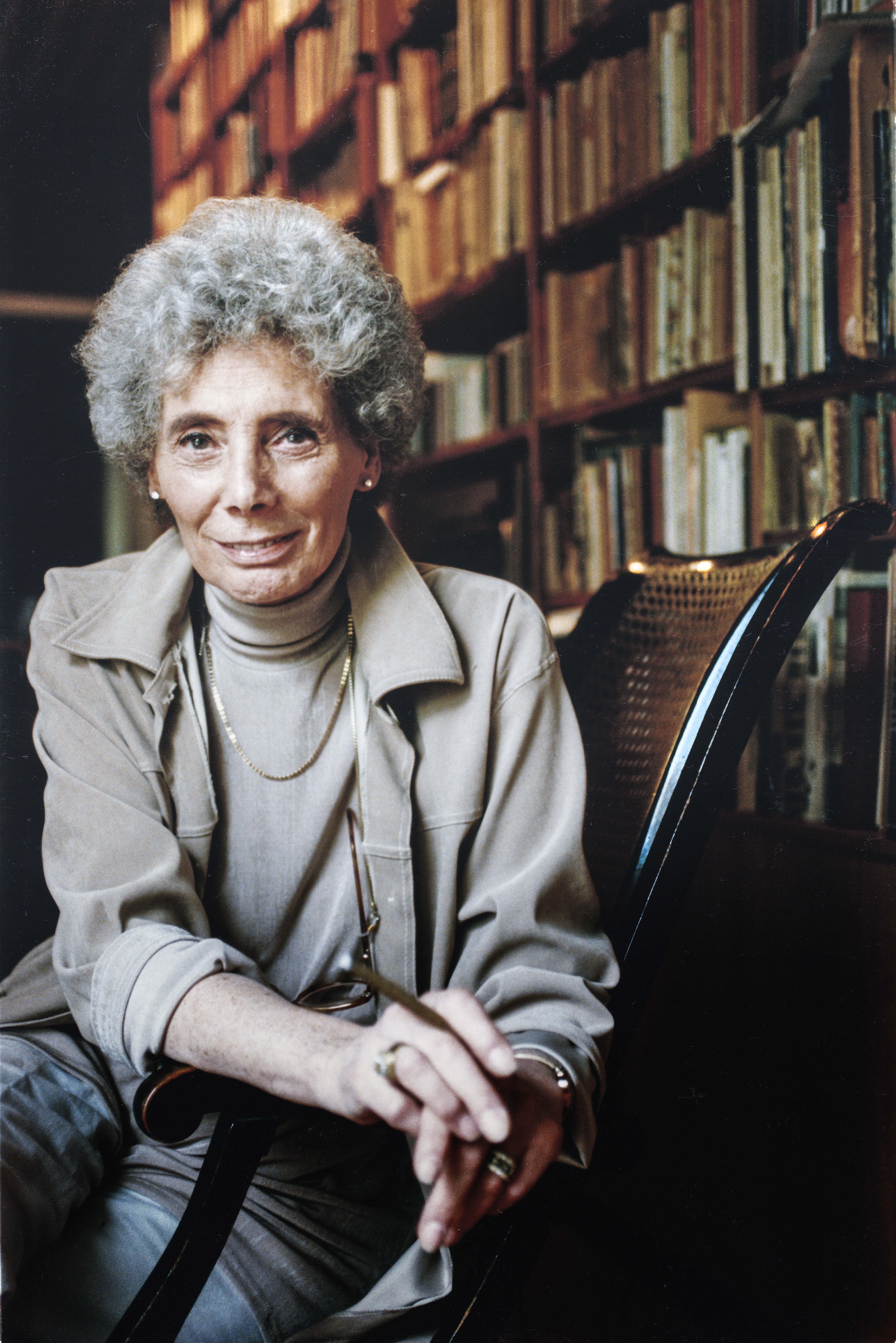
Jacqueline Harpman (* 1929)
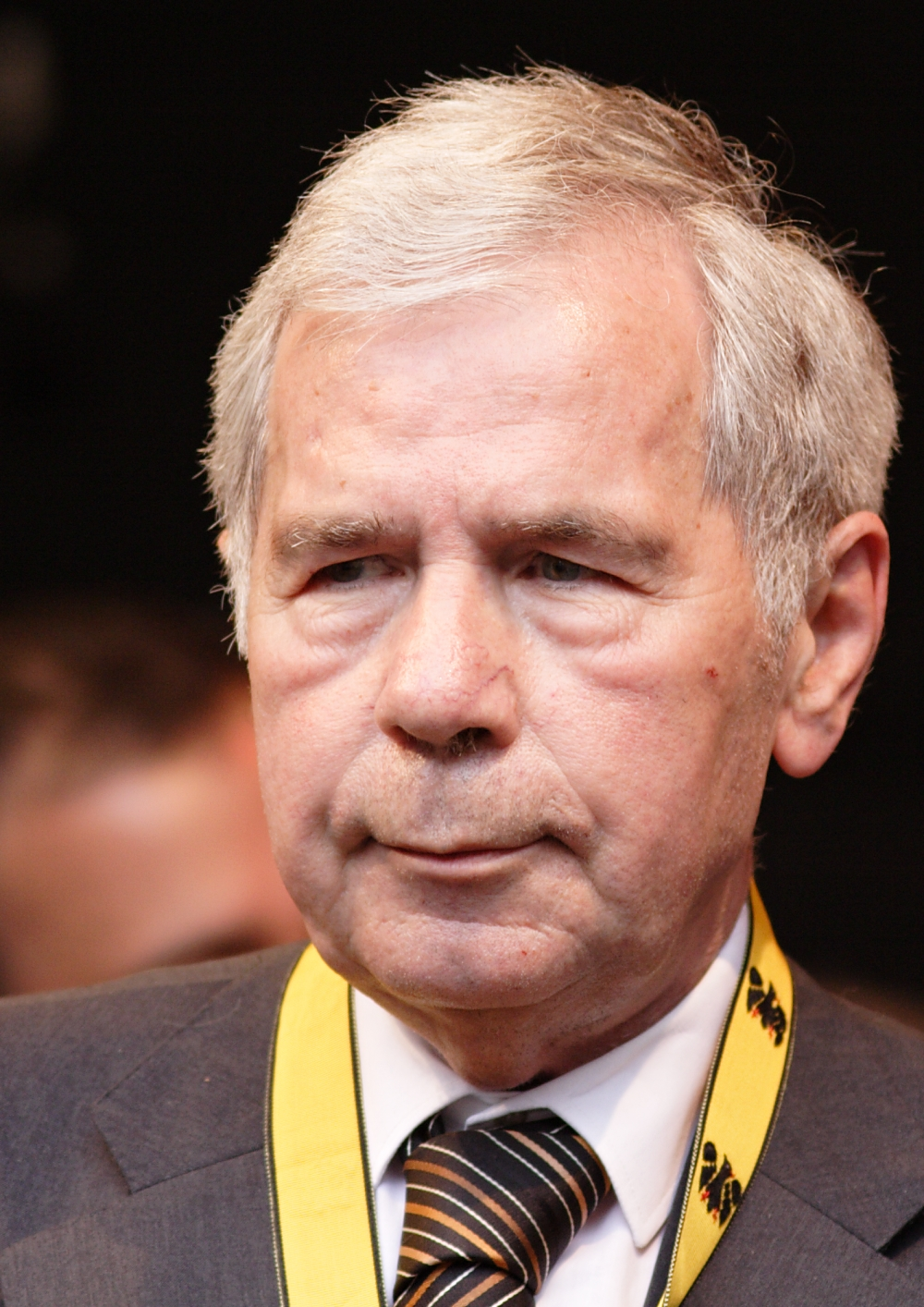
Gyula Horn (* 1932)

- 1931: James Burke, irischstämmiger US-amerikanischer Gangster
- 1931: Nicole Darrigrand, französische Wasserspringerin
- 1931: Reimar Lenz, deutscher Autor und Publizist
- 1931: Erwin Stein, deutscher Ingenieur
- 1932: Gyula Horn, ungarischer Politiker, Ministerpräsident
- 1933: Michael Heltau, österreichischer Schauspieler
- 1934: Tom Krause, finnischer Opernsänger
- 1935: Christian Doermer, deutscher Regisseur und Schauspieler (Die Braut)
- 1936: George De Peana, guyanischer Leichtathlet und Gewerkschafter
- 1936: Piet Fransen, niederländischer Fußballspieler
- 1936: Shirley Knight, US-amerikanische Schauspielerin
- 1936: Richard E. Stearns, amerikanischer Informatiker
- 1937: Anke Fuchs, deutsche Politikerin, Bundesministerin, Vizepräsidentin des Deutschen Bundestages
- 1937: Jan Kudra, polnischer Radrennfahrer
- 1937: Nita Lowey, US-amerikanische Politikerin
- 1937ː Aliza Magen-Halevi,  israelische Geheimdienstoffizierin
- 1938: Vera Oelschlegel, deutsche Schauspielerin und Theaterleiterin
- 1938: Ronnie Self, US-amerikanischer Rockabilly-Sänger
- 1939: Ulrike von Möllendorff, deutsche Journalistin
- 1939: Pawel Semjonowitsch Morosenko, sowjetischer Schauspieler
- 1940: Margrit Herbst, deutsche Veterinärmedizinerin und Whistleblowerin
- 1941: Dorothea Frede, deutsche Philosophin
- 1941: Barbara Frischmuth, österreichische Schriftstellerin
- 1941: Margot Hellwig, deutsche Volksmusik-Sängerin
- 1941: Elke Neidhardt, australische Schauspielerin und Opernregisseurin
- 1942: Matthias Bamert, Schweizer Komponist und Dirigent
- 1942: Alberto Bottari de Castello, italienischer Geistlicher
- 1942: Gianfranco Ghirlanda, italienischer Kardinal, Rektor der Universität Gregoriana
- 1942: Hannes Löhr, deutscher Fußballspieler und -trainer

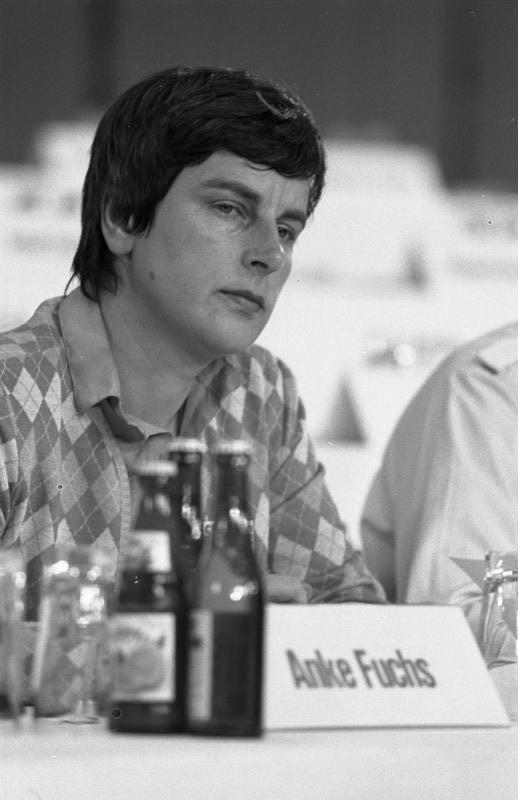
Anke Fuchs (* 1937)
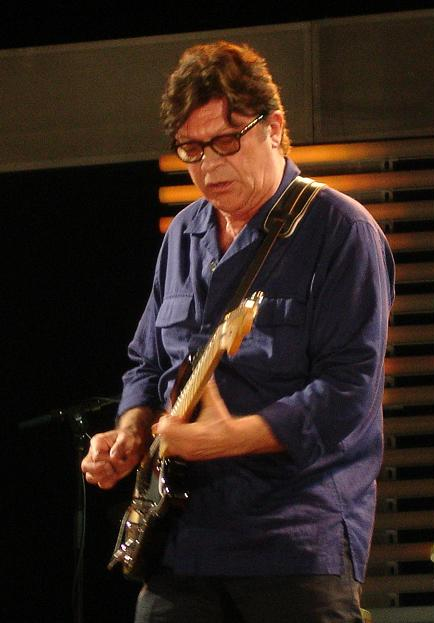
Robbie Robertson (* 1943)
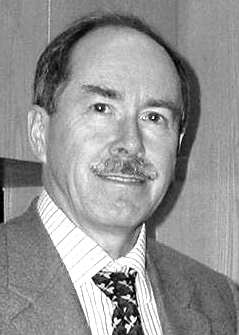
Gerardus ’t Hooft (* 1946)
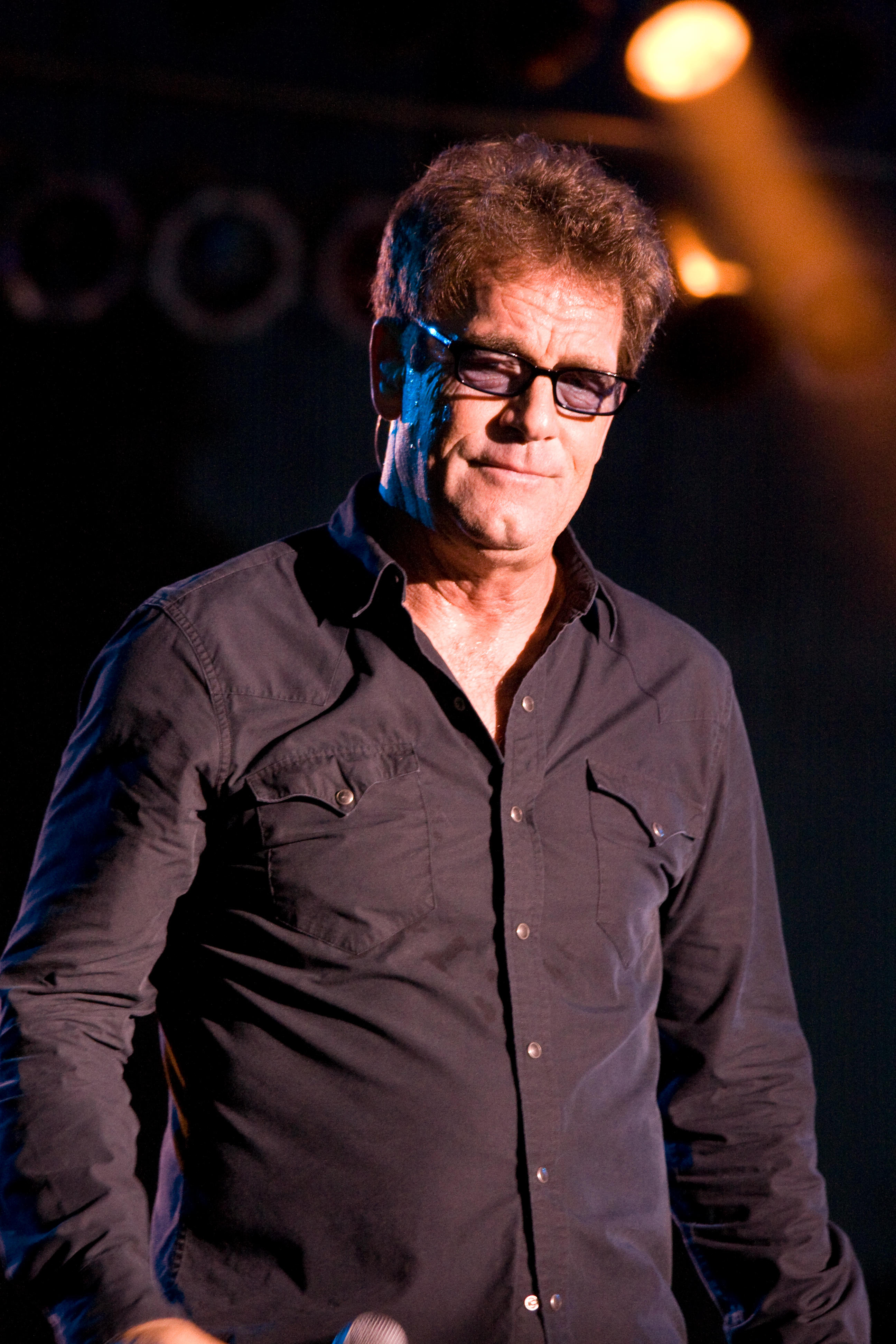
Huey Lewis (* 1950)

- 1943: Robbie Robertson, kanadischer Rockmusiker
- 1944: Hendrik Born, deutscher Vizeadmiral, Chef der Volksmarine der DDR
- 1944ː Geneviève Grad, französische Schauspielerin
- 1944ː Franziska Schmidt-Dick, österreichische Numismatikerin
- 1945: Michael Blake, US-amerikanischer Schriftsteller
- 1945: François Bourgeon, französischer Comic-Autor
- 1945: John Greenwood, US-amerikanischer Automobilrennfahrer
- 1946: Giuseppe Furino, italienischer Fußballspieler
- 1946: Daniela Hodrová, tschechische Literaturtheoretikerin und Schriftstellerin
- 1946: Gerardus ’t Hooft, niederländischer Physiker, Nobelpreisträger
- 1947: Todd Akin, US-amerikanischer Politiker
- 1947: Igor Dibák, slowakischer Komponist
- 1948: Uwe Jensen, deutscher Sänger
- 1949: Abhay Vasant Ashtekar, indisch-US-amerikanischer theoretischer Physiker
- 1949: Hans Augustin, österreichischer Schriftsteller
- 1949: Stephan Kretschmer, deutscher Brigadegeneral und Militärattaché
- 1949: Jill Murphy, britische Schauspielerin
- 1949: Sepp Schauer, deutscher Schauspieler
- 1950: Huey Lewis, US-amerikanischer Musiker, Sänger, Songwriter und Musikproduzent

#### 1951–1975
- 1951: Alan Belkin, kanadischer Komponist, Organist und Musikpädagoge
- 1951: Atanas Paparisow, bulgarischer Politiker, Minister und Diplomat
- 1952: Albert Fortell, österreichischer Schauspieler und Drehbuchautor
- 1953: Jörg Tauss, deutscher Politiker, MdB
- 1954: Wayne Hale, US-amerikanischer NASA-Manager
- 1954: Tadeusz Wielecki, polnischer Komponist und Kontrabassist
- 1955: Josef Haslinger, österreichischer Schriftsteller
- 1955: Peter McNamara, australischer Tennisspieler
- 1956: Horacio Cartes, paraguayischer Politiker, Staatspräsident
- 1956: Terry Chimes, britischer Schlagzeuger
- 1956: Christine Neugebauer-Maresch, österreichische Prähistorikerin
- 1956: Peter Oberndorfer, Automobilrennfahrer
- 1956: Velimir Petković, deutscher Handballspieler und -trainer
- 1957: Carlo Thränhardt, deutscher Leichtathlet
- 1958: Veronica Guerin, irische Journalistin
- 1958: Jürgen Paas, deutscher Installationskünstler
- 1958: Bill Watterson, US-amerikanischer Comiczeichner
- 1959: Nicole Abar, französische Fußballspielerin
- 1959: Marc Cohn, US-amerikanischer Singer-Songwriter
- 1960: Jindra Nečasová Nardelli, tschechische Komponistin, Pianistin und Musikpädagogin
- 1960ː Annabelle Selldorf, deutsche Architektin, Designerin und Innenarchitektin
- 1960: Heio von Stetten, deutscher Schauspieler
- 1961: Hannes Hintermeier, deutscher Journalist und Literaturkritiker
- 1961: Mikaël Antoine Mouradian, armenischer Bischof in New York
- 1961: Andreas Müller, deutscher Jugendrichter
- 1962: Ralf Komorr, deutscher Schauspieler
- 1962: Amrozi bin Nurhasyim, indonesischer Terrorist

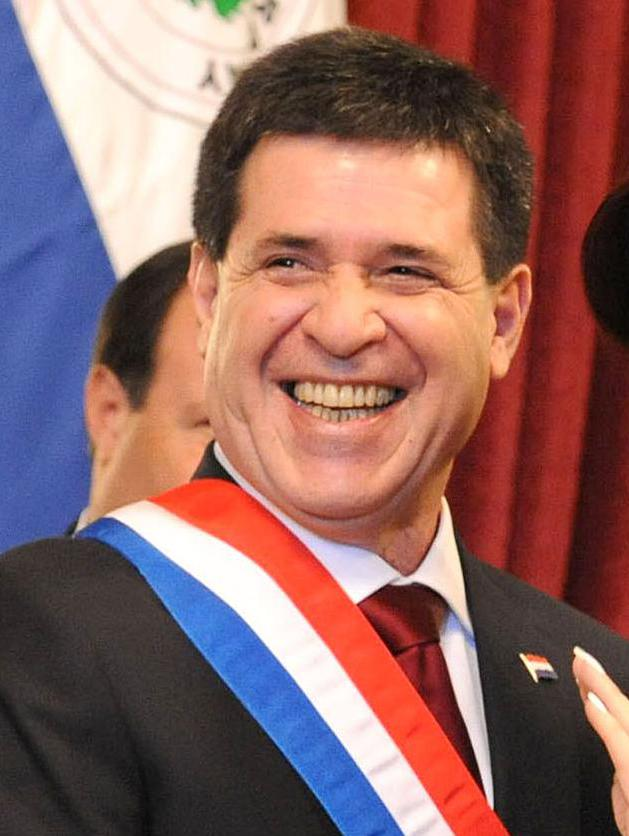
Horacio Cartes (* 1956)
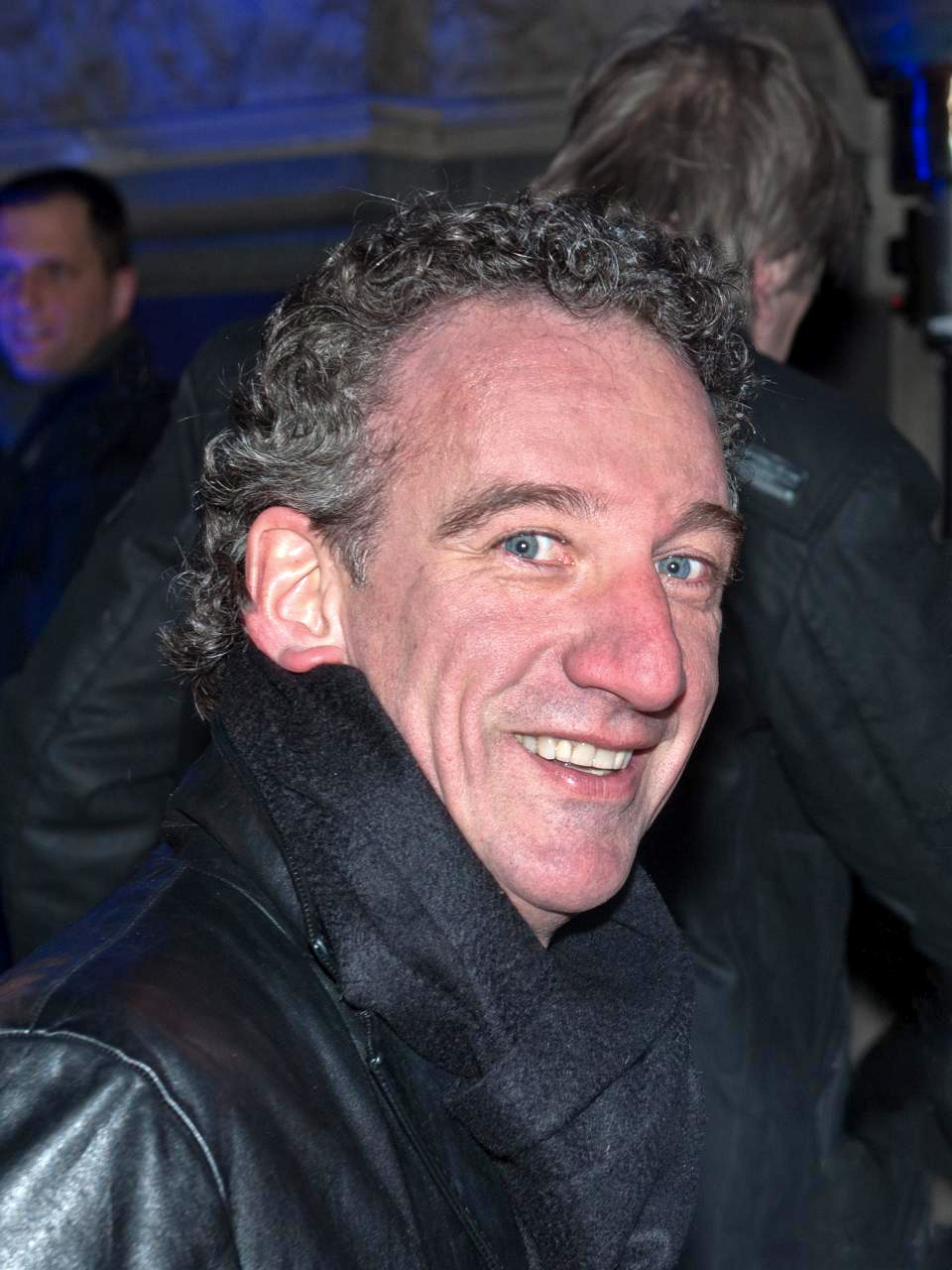
Heio von Stetten (* 1960)
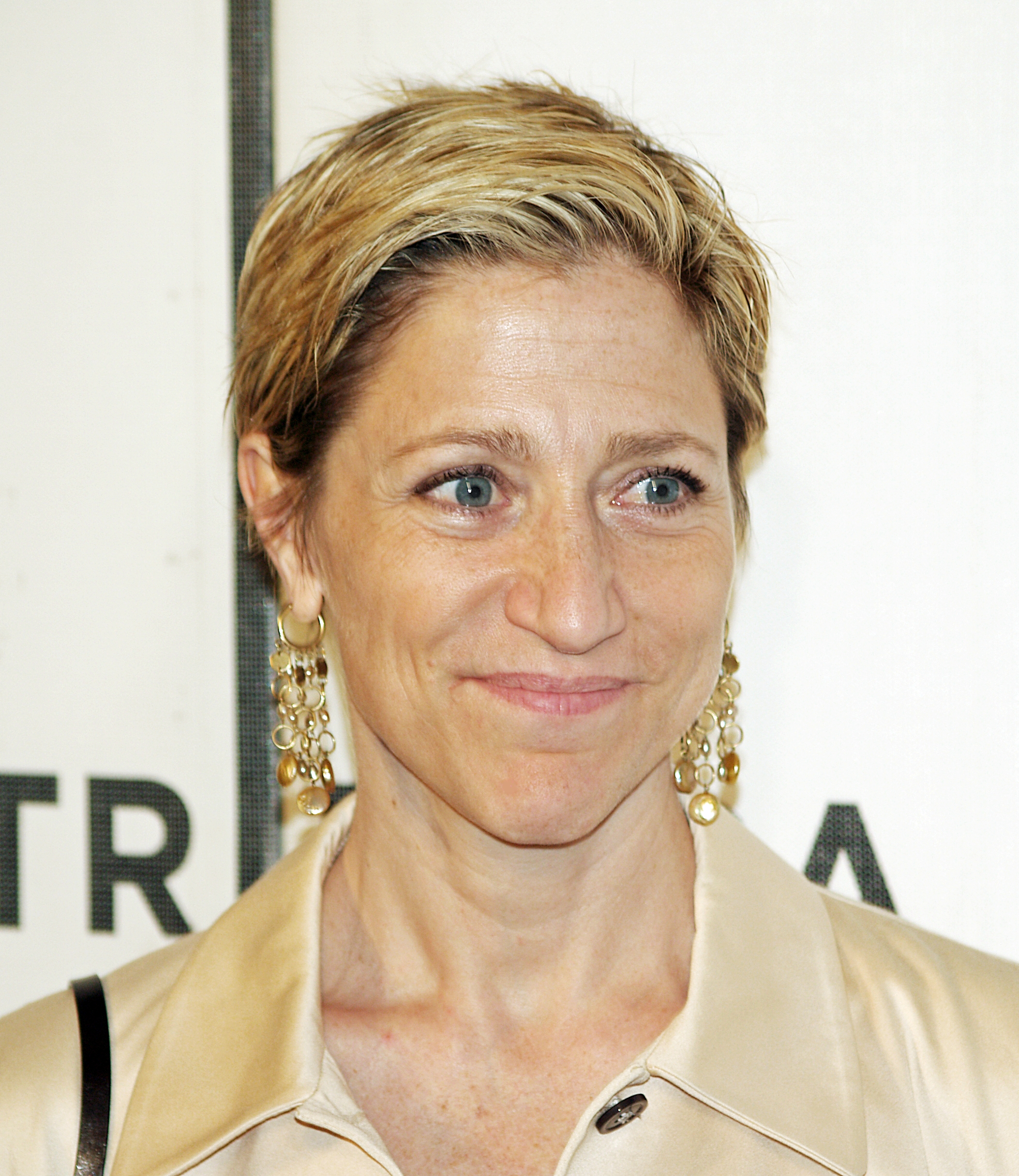
Edie Falco (* 1963)
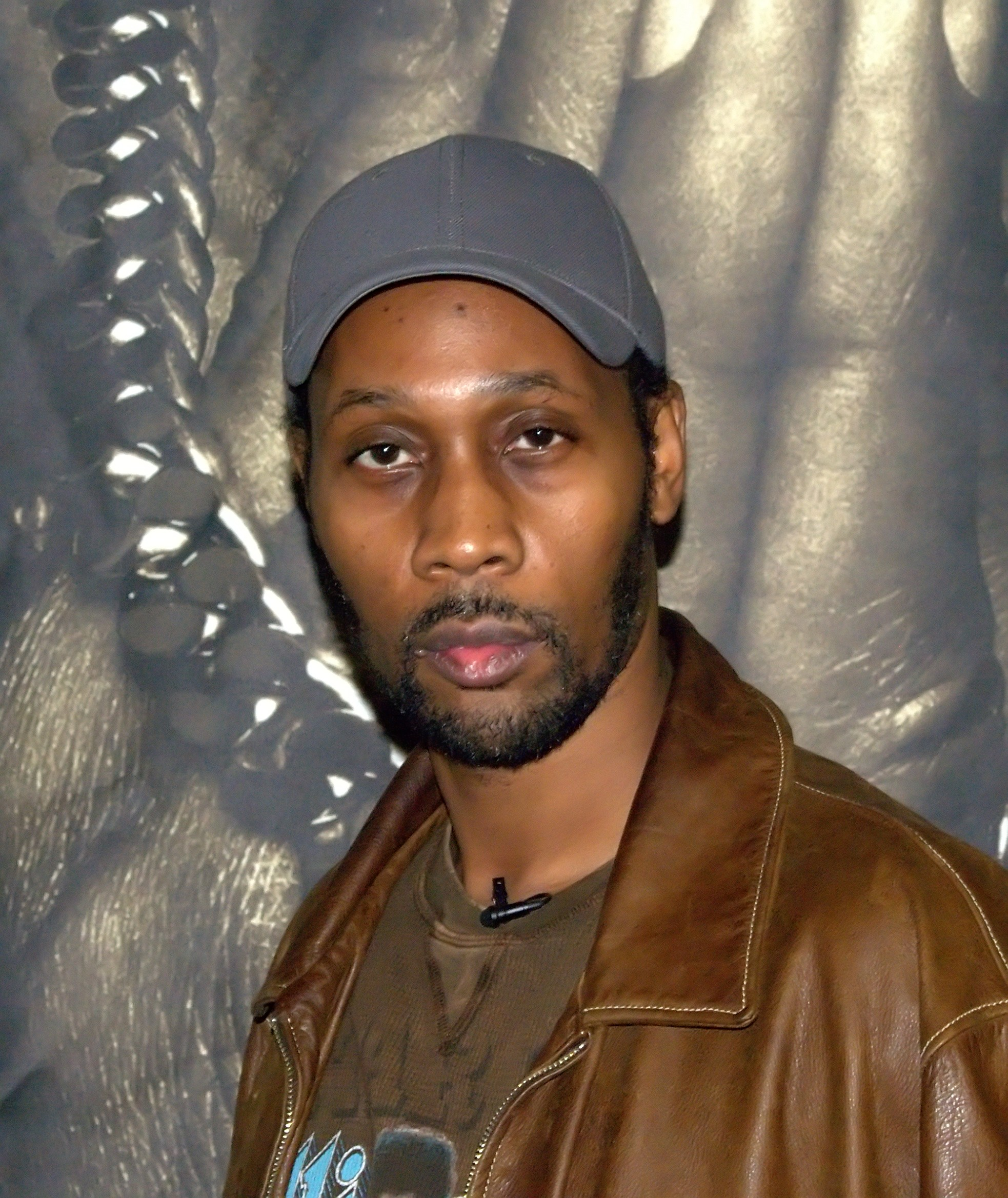
RZA (* 1969)

- 1963: Edie Falco, US-amerikanische Schauspielerin
- 1963: Wolfgang Haupt, deutscher Leichtathlet und Bobsportler
- 1964: Uxue Barkos Berruezo, spanische Politikerin
- 1964: Stéphane Braunschweig, französischer Theaterregisseur und Theaterleiter
- 1964: Filip De Wilde, belgischer Fußballspieler
- 1964: Heiner Kamp, deutscher Politiker
- 1964: Susanne Lange, deutsche Philologin, Übersetzerin und Gutachterin
- 1964: Mike Meiré, deutscher Designer, Art Director, Künstler und Kurator
- 1964: Bärbel Mohr, deutsche Autorin und Referentin
- 1964: Ronald D. Moore, US-amerikanischer Film- und Fernsehproduzent, Drehbuchautor und Schauspieler
- 1964: Piotr Nowak, polnischer Fußballspieler
- 1964: Jerry Sags, US-amerikanischer Wrestler
- 1965: Eyran Katsenelenbogen, US-amerikanischer Jazzpianist
- 1965: Tom Quaas, deutscher Schauspieler und Regisseur
- 1966: Kai U. Jürgens, deutscher Publizist und Künstler
- 1966: Gianfranco Zola, italienischer Fußballspieler und -trainer
- 1967: Henry Urday Cáceres, peruanischer Schachgroßmeister und -funktionär
- 1967: Steffen Wink, deutscher Schauspieler
- 1968: Silvio Rüfenacht, Schweizer Schwinger
- 1968: Michael Stuhlbarg, US-amerikanischer Schauspieler
- 1968ː Susan Wojcicki, amerikanische Managerin
- 1968: Alex Zülle, Schweizer Radrennfahrer
- 1969: Ansgar Brinkmann, deutscher Fußballspieler
- 1969: RZA, US-amerikanischer Rapper
- 1969: Glenn Magnusson, schwedischer Radrennfahrer
- 1970: Mac Dre, US-amerikanischer Rapper
- 1971: Jens Bormann, deutscher Notar und Präsident der Bundesnotarkammer
- 1971: Gaby König-Vialkowitsch, deutsche Fußballspielerin
- 1972: Niki Aebersold, Schweizer Radrennfahrer
- 1973: Marcus Allbäck, schwedischer Fußballspieler
- 1973: Camilla Andersen, dänische Handballspielerin
- 1973: Róisín Murphy, irische Musikerin und Sängerin
- 1974: Márcio Amoroso, brasilianischer Fußballspieler
- 1974: Roberto Locatelli, italienischer Motorradrennfahrer
- 1975: David Arigbabu, deutscher Basketballspieler
- 1975: Christoph Brandner, österreichischer Eishockeyspieler
- 1975: Hernán Crespo, argentinischer Fußballspieler
- 1975: Ai Sugiyama, japanische Tennisspielerin

#### 1976–2000
- 1976: Bizarre, US-amerikanischer Rapper
- 1976: Nuno Gomes, portugiesischer Fußballspieler
- 1977: Nicolas Kiefer, deutscher Tennisspieler
- 1977: Royce da 5′9″, US-amerikanischer Rapper
- 1978: Moritz Führmann, deutscher Schauspieler
- 1978: Jessica Georganne Pilnäs, schwedische Sängerin
- 1978: Anneke Schwabe, deutsche Film- und Theaterschauspielerin
- 1978: Allan Simonsen, dänischer Automobilrennfahrer
- 1979: Amélie Mauresmo, französische Tennisspielerin
- 1979: Stilijan Petrow, bulgarischer Fußballspieler

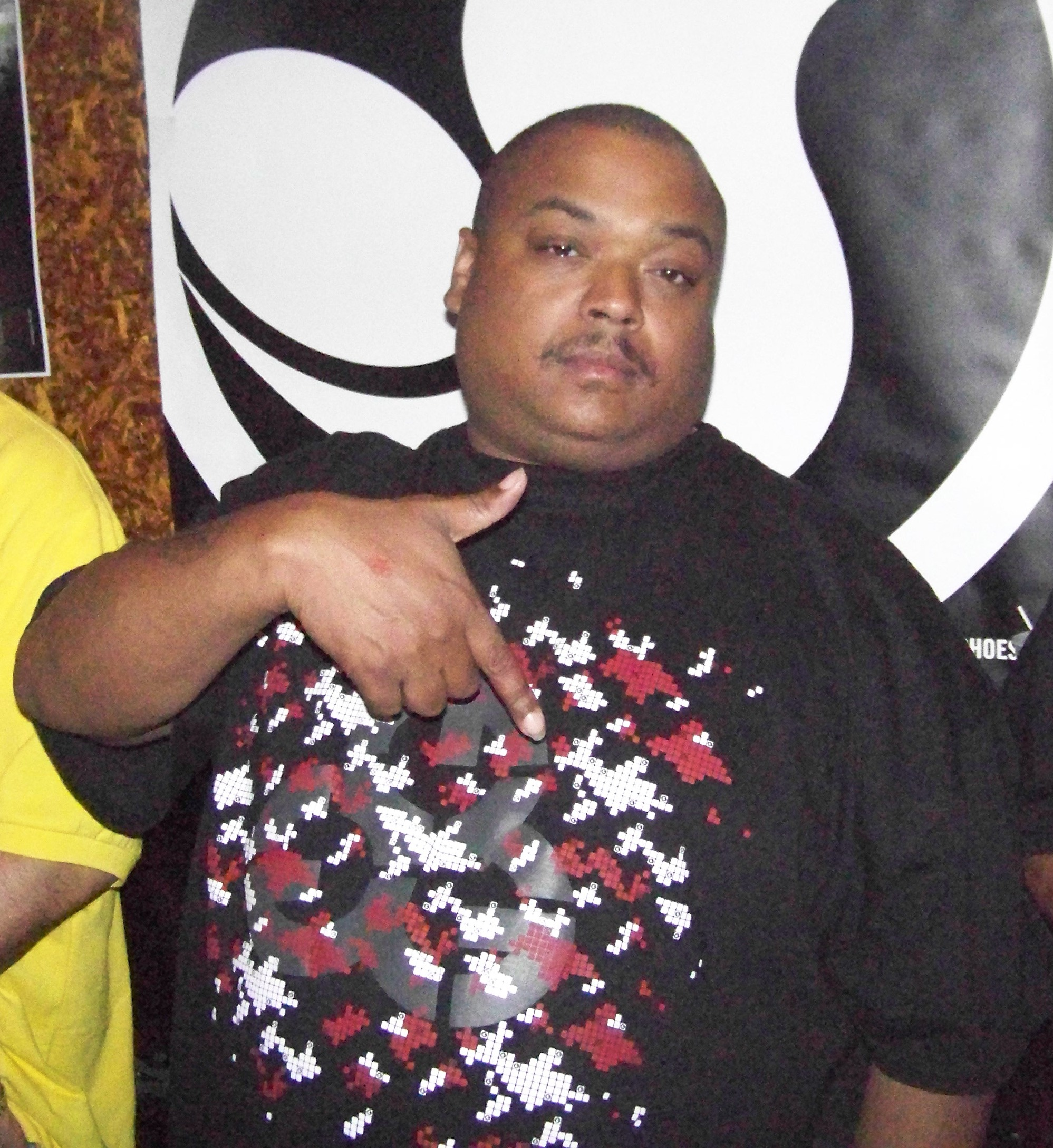
Bizarre (* 1976)
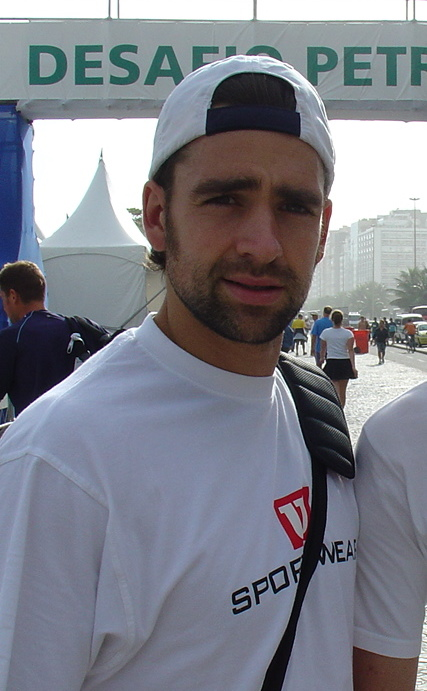
Nicolas Kiefer (* 1977)
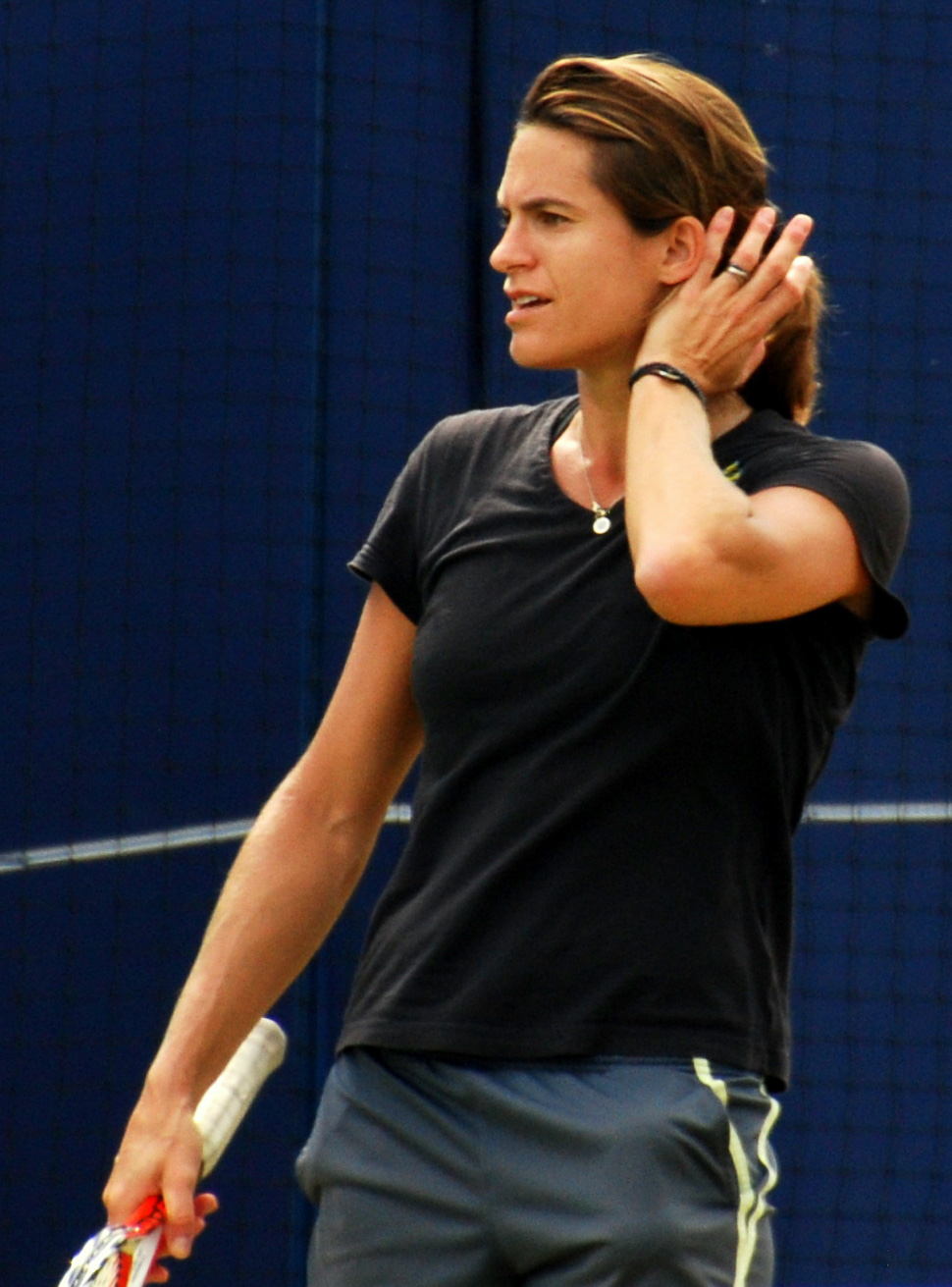
Amelie Mauresmo (* 1979)
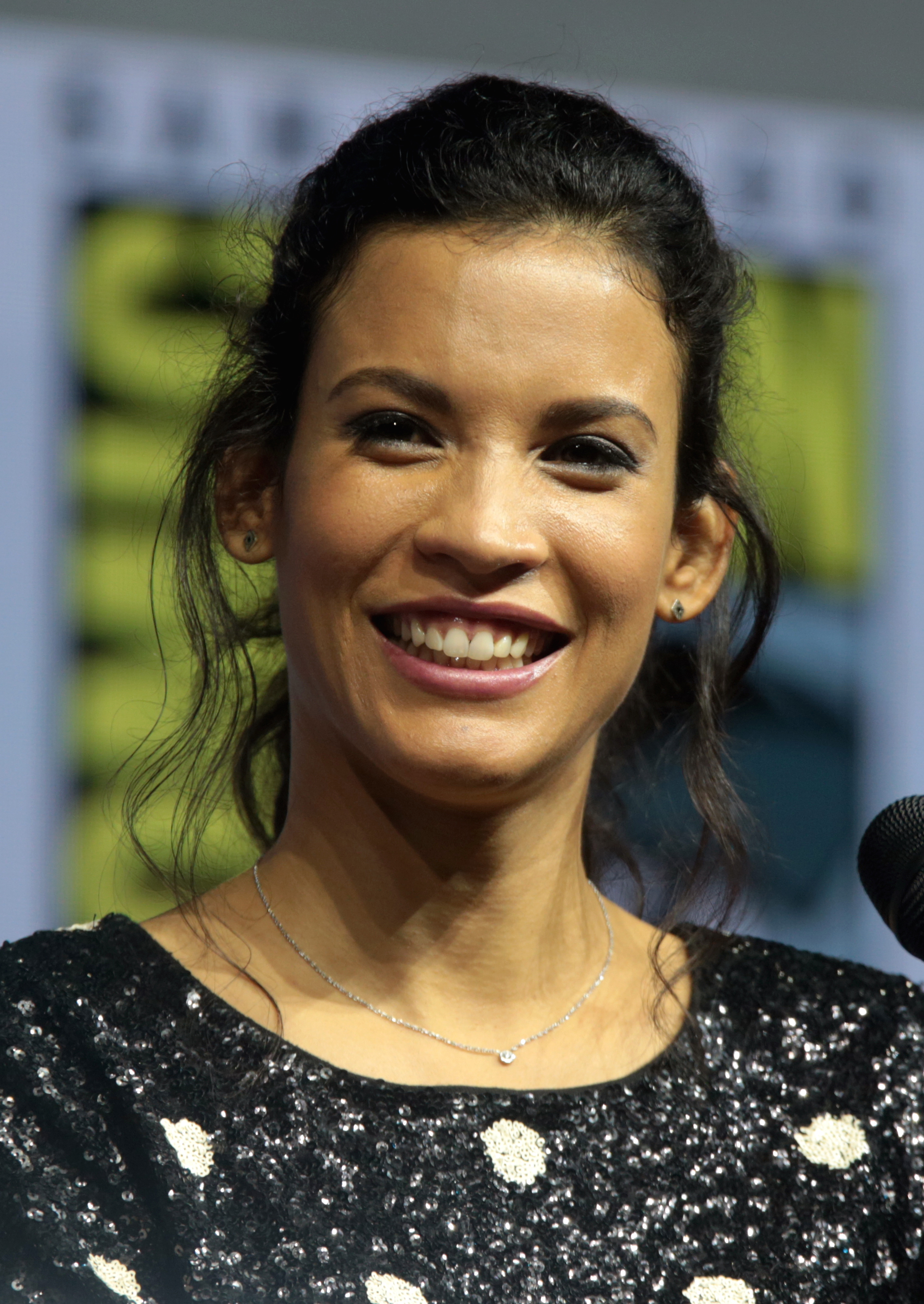
Danay García (* 1984)

- 1980: Hannes Reichelt, österreichischer Skirennläufer
- 1980: David Rozehnal, tschechischer Fußballspieler
- 1981: Ryan Hansen, US-amerikanischer Schauspieler
- 1982: Alberto Gilardino, italienischer Fußballer
- 1982: Philippe Gilbert, belgischer Radrennfahrer
- 1982: Katrin Uhlig, deutsche Politikerin (Bündnis 90/Die Grünen)
- 1983: Tessa Bremmer, niederländische Handballspielerin
- 1983: Zheng Jie, chinesische Tennisspielerin
- 1984: Danay García, kubanische Schauspielerin
- 1985: Yannick Imbs, französischer Fußballspieler
- 1985: Megan Rapinoe, US-amerikanische Fußballspielerin
- 1985: Markus Richwien, deutscher Handballspieler
- 1986: Iryna Burjatschok, ukrainische Tennisspielerin
- 1986: Ashkan Dejagah, deutsch-iranischer Fußballspieler
- 1986: Piermario Morosini, italienischer Fußballspieler
- 1986: Michele Pirro, italienischer Motorradrennfahrer
- 1986: Alexander Walerjewitsch Radulow, russischer Eishockeyspieler
- 1987: Alexander Kristoff, norwegischer Radrennfahrer
- 1988: Thomas Birk, deutscher Fußballspieler
- 1988: Ish Smith, US-amerikanischer Basketballspieler
- 1988: Julia Sontag, deutsche Schauspielerin
- 1988: Samir Ujkani, albanisch-kosovarischer Fußballspieler

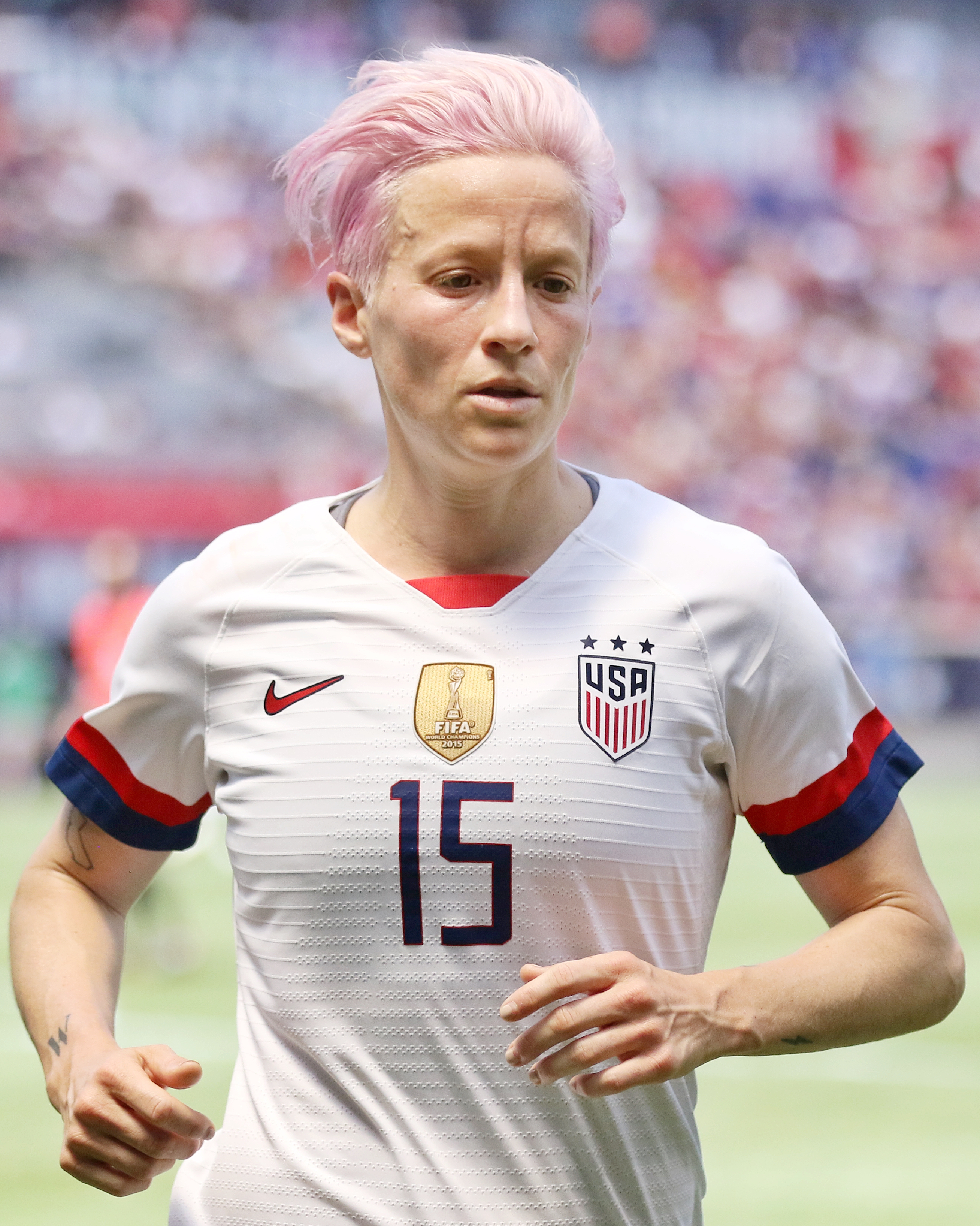
Megan Rapinoe (* 1985)
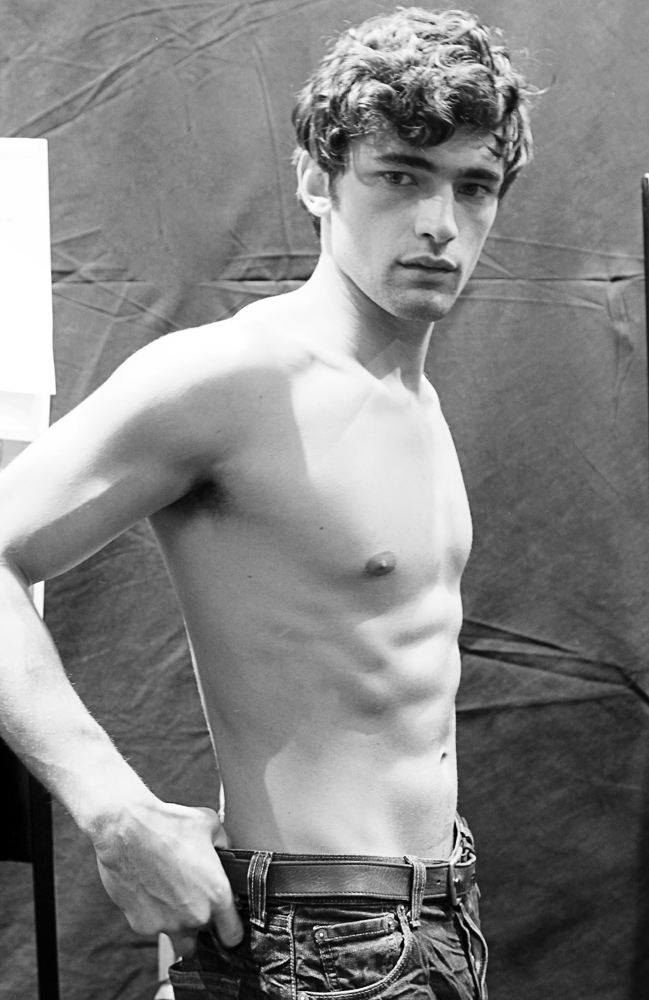
Sean O’Pry (* 1989)
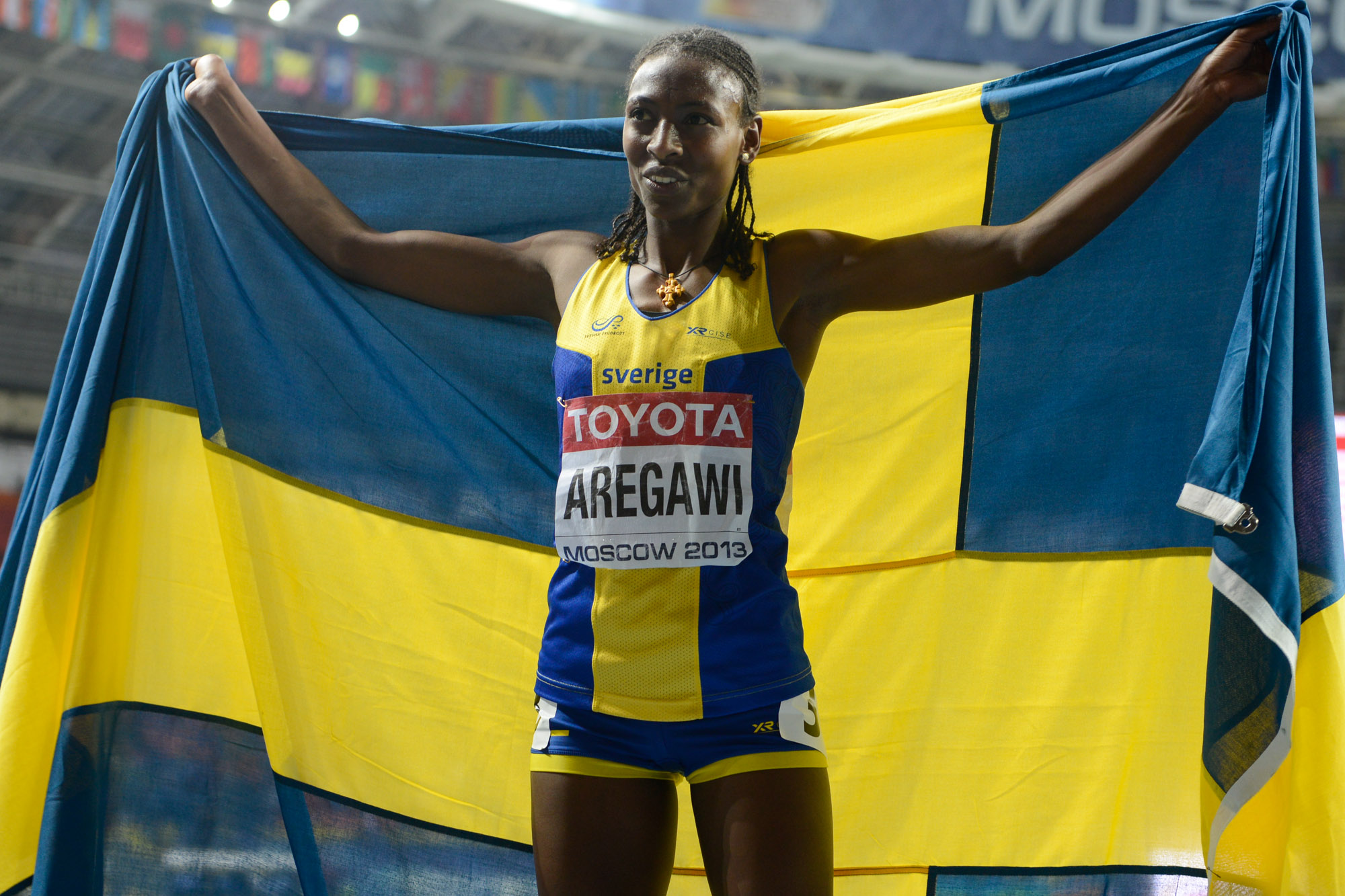
Abeba Aregawi (* 1990)
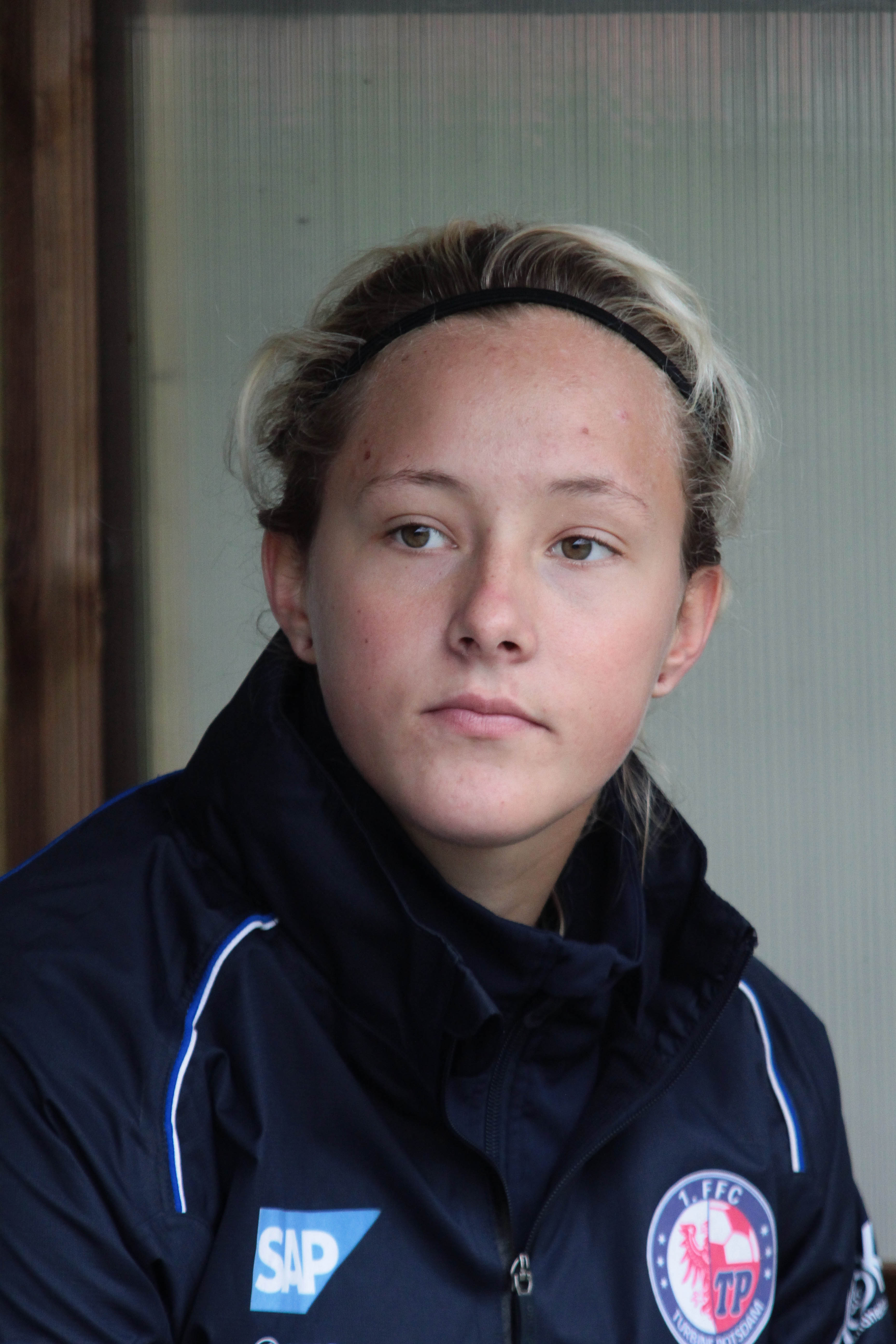
Anna Felicitas Sarholz (* 1992)

- 1989: Sjinkie Knegt, niederländischer Shorttracker
- 1989: Dejan Lovren, kroatischer Fußballspieler
- 1989: Ixtiyor Navroʻzov, usbekischer Ringer
- 1989: Sean O’Pry, US-amerikanisches Model
- 1989: Ferdinand Seebacher, österreichischer Schauspieler
- 1989: Alexei Wladimirowitsch Zatewitsch, russischer Radrennfahrer
- 1990: Abeba Aregawi, schwedische Mittelstreckenläuferin
- 1990: Michaela Saba, österreichische Schauspielerin
- 1991: Mike Schulz, deutscher Handballspieler
- 1992: Alberto Moreno, spanischer Fußballspieler
- 1992: Anna Felicitas Sarholz, deutsche Fußballspielerin
- 1993: Alexander Schmieden, deutscher Fußballspieler
- 1993: Jorge Polanco, dominikanischer Baseballspieler
- 1994: Robin Gosens, deutsch-niederländischer Fußballspieler
- 1994: Roman Mawlanow, russischer Automobilrennfahrer
- 1994: Shohei Ohtani, japanischer Baseballspieler
- 1995: Baby Lasagna, kroatischer Sänger, Songwriter und Musikproduzent
- 1995: Giovanni Simeone, argentinischer Fußballspieler
- 1995: Sandro Simonet, Schweizer Skirennfahrer
- 1997: Roman Ratuschnyj, ukrainischer Aktivist und Soldat
- 1999: Julien Andlauer, französischer Automobilrennfahrer
- 1999: Philip Hanson, britischer Automobilrennfahrer
- 1999: Nathan Tella, englischer Fußballspieler

### 21. Jahrhundert
- 2000: Jonas Neffin, deutscher Eishockeytorwart
- 2003: Nancy Genzel Abouke, naurusche Gewichtheberin

## Gestorben

### Vor dem 18. Jahrhundert
- 0835: Gunthar, Bischof von Hildesheim
- 0967: Murakami, 62. Tennō von Japan
- 1000: Athanasios Athonitis, byzantinischer Mönch
- 1028: Alfons V., König von León und Galicien
- 1044: Sámuel Aba, König von Ungarn
- 1044: Sieghard VII., Graf im Chiemgau
- 1080: Ísleifur Gissurarson, isländischer Bischof
- 1091: Wilhelm von Hirsau, bayerischer Benediktiner-Abt und Klosterreformer
- 1142: Dietrich I., Abt des Benediktinerklosters in Münsterschwarzach
- 1282: Friedrich I., Graf von Rietberg
- 1288: Otto II. von Warburg, Abt von Werden und Helmstedt
- 1336: Kusunoki Masashige, japanischer Volksheld
- 1348: Luis de la Cerda, spanischer Adeliger
- 1375: Karl III., Graf von Alençon
- 1381: Beatrice von Portugal, Infantin von Portugal und Gräfin von Alburquerque

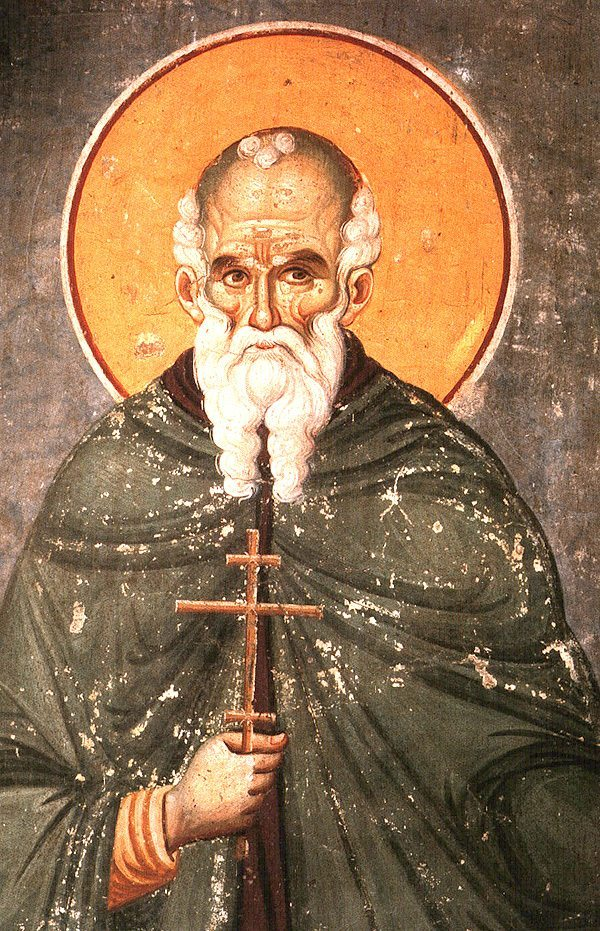
Athanasios Athonitis († 1000)
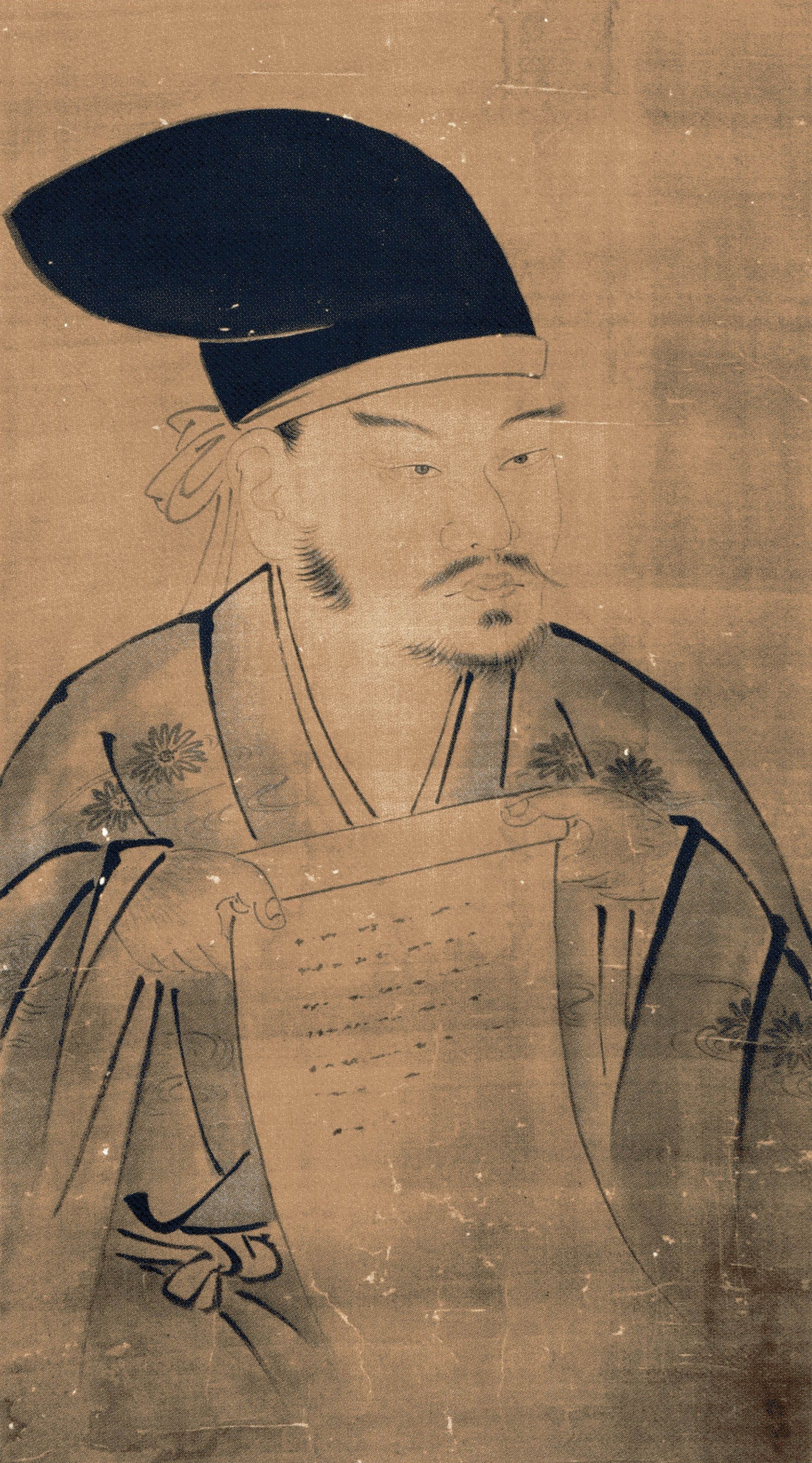
Kusunoki Masashige († 1336)
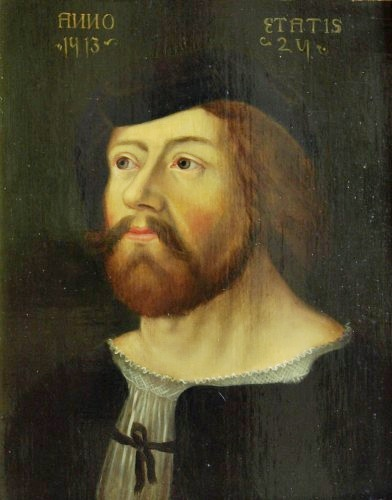
Otto I. von Pfalz-Mosbach († 1461)
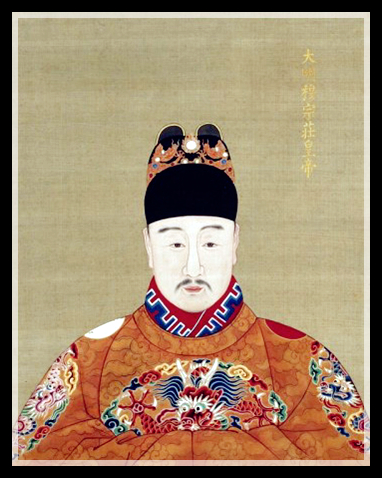
Longqing († 1572)

- 1461: Otto I., Herzog von Pfalz-Mosbach-Neumarkt
- 1463: Jean Bureau, französischer Heerführer, Seigneur de Montglat, Bürgermeister von Bordeaux, Großmeister der Artillerie von Frankreich
- 1468: Alfons von Kastilien, Infant von Kastilien
- 1474: Erich II., Herzog von Pommern-Wolgast, Hinterpommern und Stettin
- 1501: Cimburga von Baden, badische Markgräfin, Gräfin von Nassau-Dillenburg
- 1522: Antonio de Nebrija, spanischer Humanist und Philologe
- 1525: Johann, Markgraf von Brandenburg-Ansbach und Vizekönig von Valencia
- 1539: Antonio Maria Zaccaria, italienischer Ordensgründer und katholischer Heiliger
- 1561: Ambrosius Pelargus, deutscher Dominikaner und Kontroverstheologe
- 1562: Johannes Hommel, deutscher evangelischer Theologe, Mathematiker und Astronom
- 1572: Longqing, chinesische Kaiser der Ming-Dynastie
- 1578: Cristoforo Madruzzo, italienischer Kardinal
- 1586: Eberhard von Holle, Bischof von Lübeck
- 1633: Margaretha von Österreich, Mitglied des Hauses Habsburg
- 1666: Albrecht VI., Herzog von Bayern-Leuchtenberg
- 1694: Sebastian Achamer, österreichischer Orgelbauer
- 1697: Anton Wormbs, Generalvikar in Köln

### 18. Jahrhundert
- 1708: Ferdinando Carlo von Gonzaga-Nevers, Herzog von Mantua
- 1715: Charles Ancillon, französisch-deutscher Jurist und Diplomat
- 1731: Christian Handschuher, deutscher Bildhauer
- 1740: John Wanton, Gouverneur der Colony of Rhode Islands and Providence Plantations
- 1743: Johann Gabriel Schleich, württembergischer Maler
- 1757: Jean-Joseph Vadé, französischer Komponist und Schriftsteller
- 1759: Magnus Lagerström, Direktor der Schwedischen Ostindien-Kompanie
- 1760: Germann August Ellrod, deutscher evangelischer Geistlicher und Hochschullehrer
- 1761: Domenico Silvio Passionei, italienischer Kardinal
- 1761: Hans Jakob Schulthess, Schweizer evangelischer Geistlicher und Pietist
- 1762: Jakob Adlung, deutscher Organist, Komponist, Musikschriftsteller und Instrumentenbauer

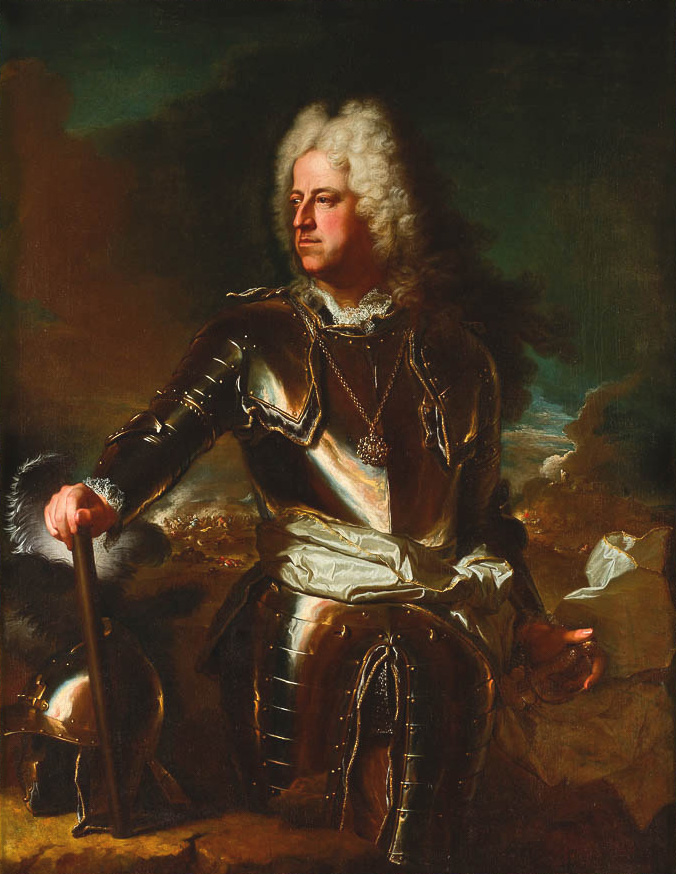
Ferdinando Carlo Gonzaga († 1708)
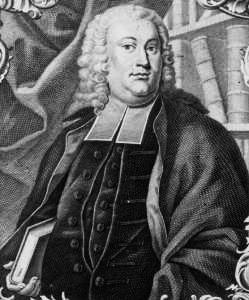
Germann August Ellrod († 1760)
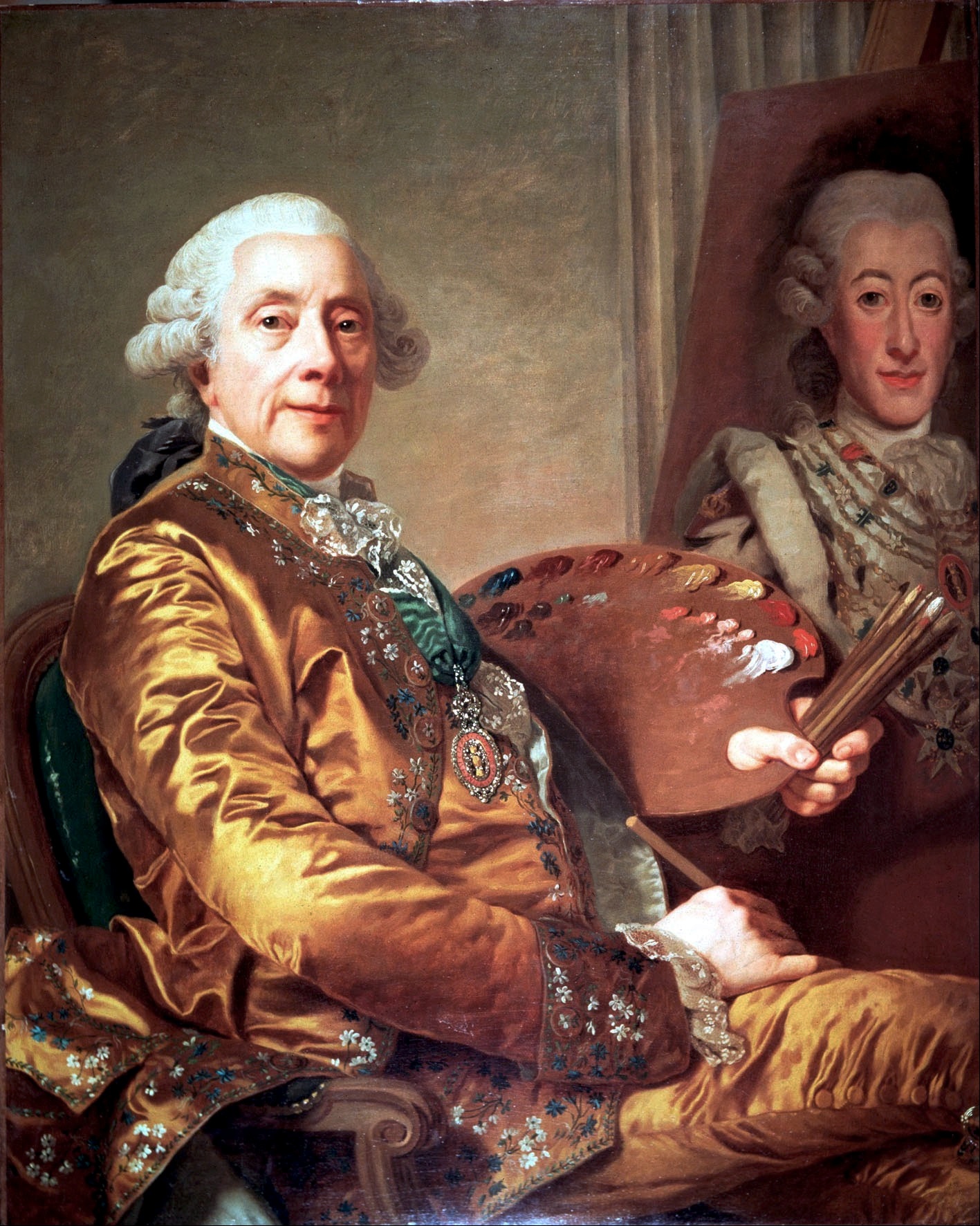
Alexander Roslin († 1793)
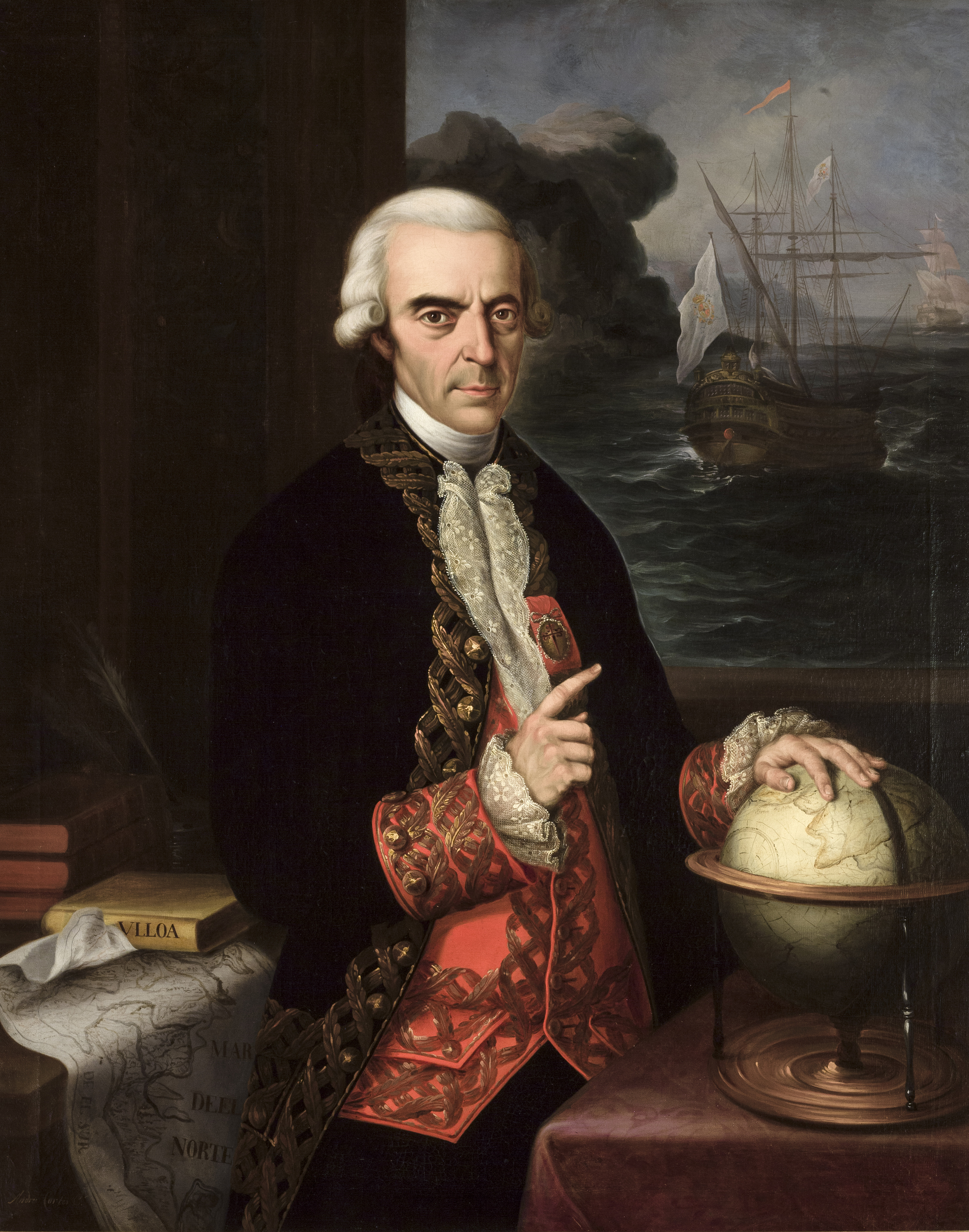
Antonio de Ulloa († 1795)

- 1772: Wolfgang Thomas Rau, deutscher Mediziner
- 1778: Carl Günther Ludovici, deutscher Philosoph und Lexikograf
- 1786: Michel Yost, französischer Klarinettenvirtuose und Komponist
- 1788: Peder Kofod Ancher, dänischer Rechtsgelehrter
- 1793: Alexander Roslin, schwedischer Maler
- 1793: Peter Anton von Verschaffelt, flämischer Bildhauer und Architekt
- 1795: Antonio de Ulloa, spanischer Gelehrter und Admiral
- 1796: Daniel Carroll, US-amerikanischer Politiker
- 1799: François Ignace Ervoil d’Oyré, französischer General

### 19. Jahrhundert

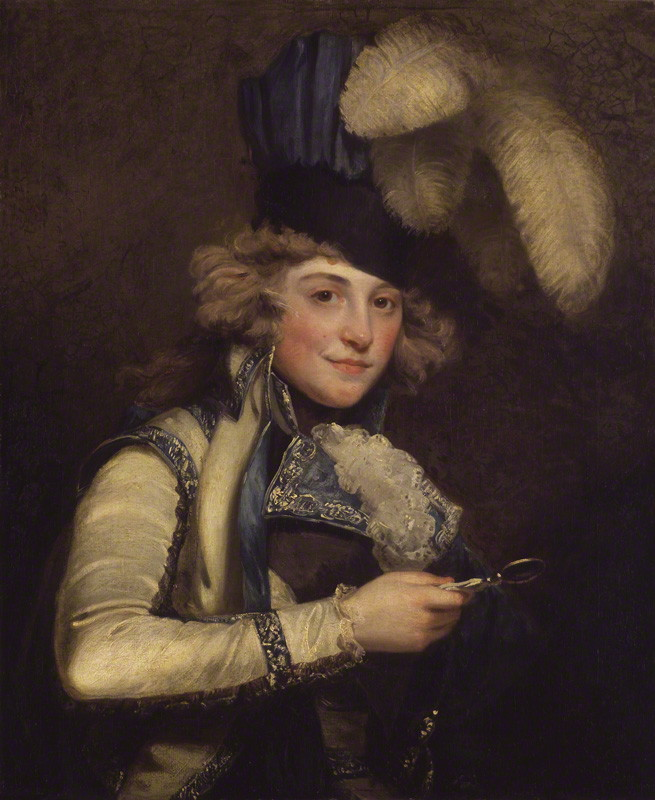
Dorothea Jordan († 1816)
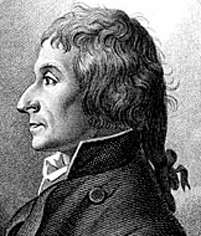
Joseph-Louis Proust († 1826)
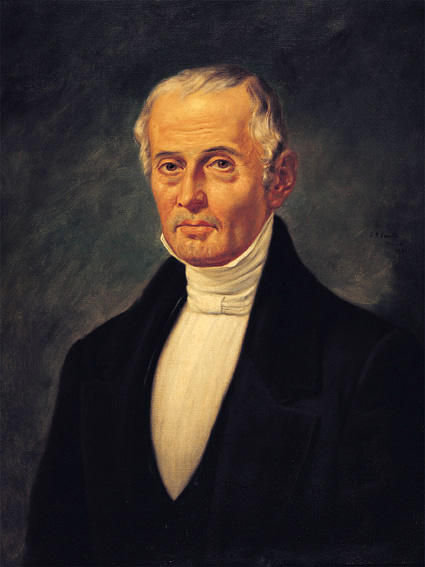
Valentín Gómez Farías († 1858)

- 1803: Immanuel Johann Gerhard Scheller, deutscher Altphilologe und Lexikograf
- 1804: Jacob Baden, dänischer Altphilologe
- 1816: Dorothea Jordan, irische Schauspielerin und langjährige Mätresse des britischen Königs Wilhelm IV.
- 1826: Joseph Louis Proust, französischer Chemiker
- 1826: Thomas Stamford Raffles, Gründer von Singapur
- 1826: Karl Friedrich Stäudlin, deutscher evangelischer Theologe
- 1829: Carl Gotthold Claunigk, deutscher Orgelbauer
- 1833: Franz Paul Grua, deutscher Komponist und Violinist
- 1833: Joseph Nicéphore Niépce, französischer Erfinder der Heliografie, der weltweit ersten fotografischen Technik
- 1838: Jean Itard, französischer Arzt und Taubstummenlehrer
- 1839: Karl Friedrich Zepernick, deutscher Rechtswissenschaftler und Richter
- 1843: Adam Joseph Oestreich, deutscher Orgelbauer
- 1848: Francesco Anzani, italienischer Offizier und Freiheitskämpfer
- 1848: Marquard Georg Seufferheld, deutscher Kaufmann, Stifter und Politiker
- 1850: Johann Georg Fischer, deutsch-österreichischer Orgelbauer
- 1850: Alire Raffeneau-Delile, französischer Botaniker und Arzt

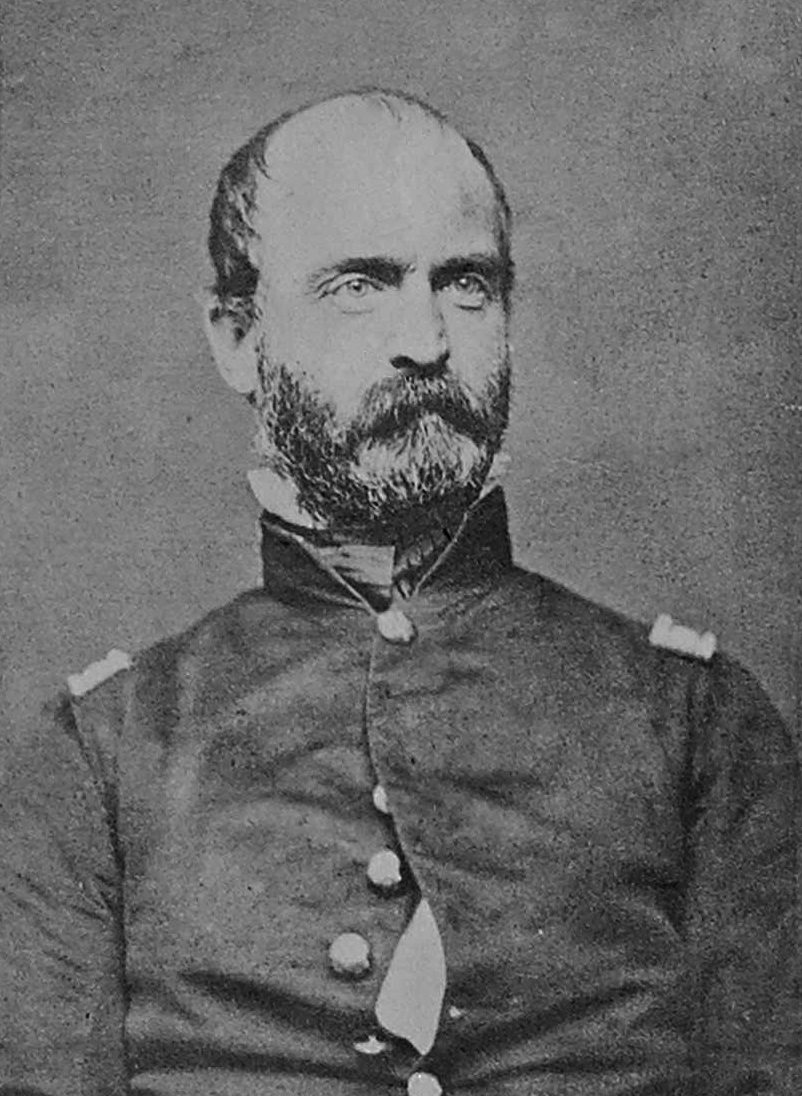
Lewis Addison Armistead († 1863)
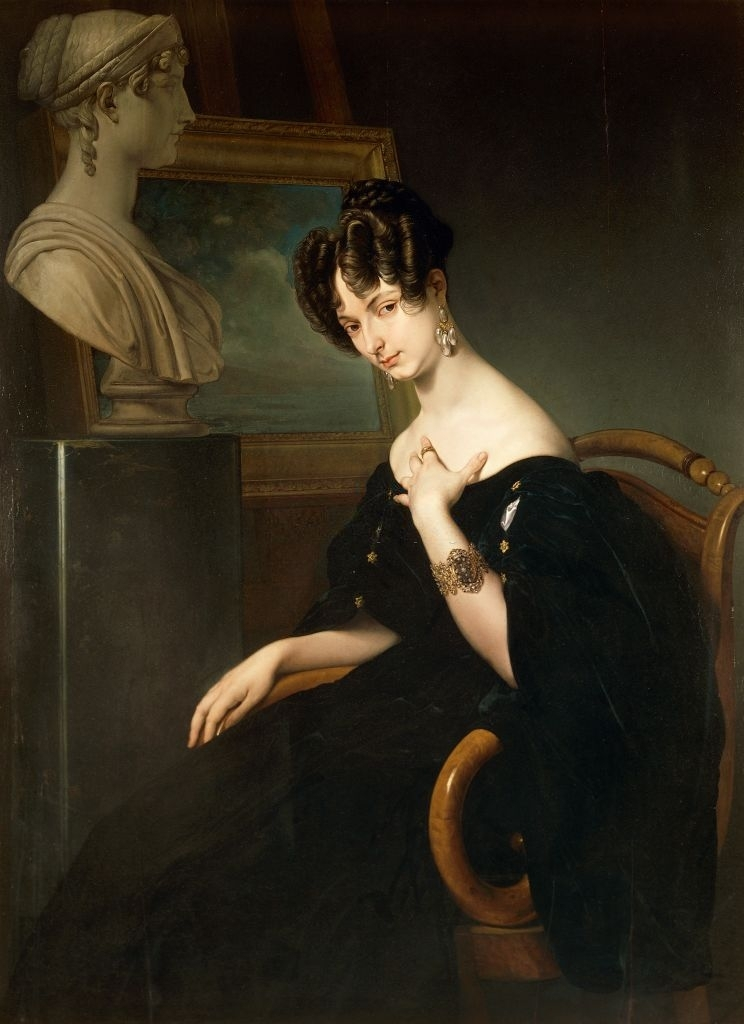
Cristina Trivulzio Belgiojoso († 1871)
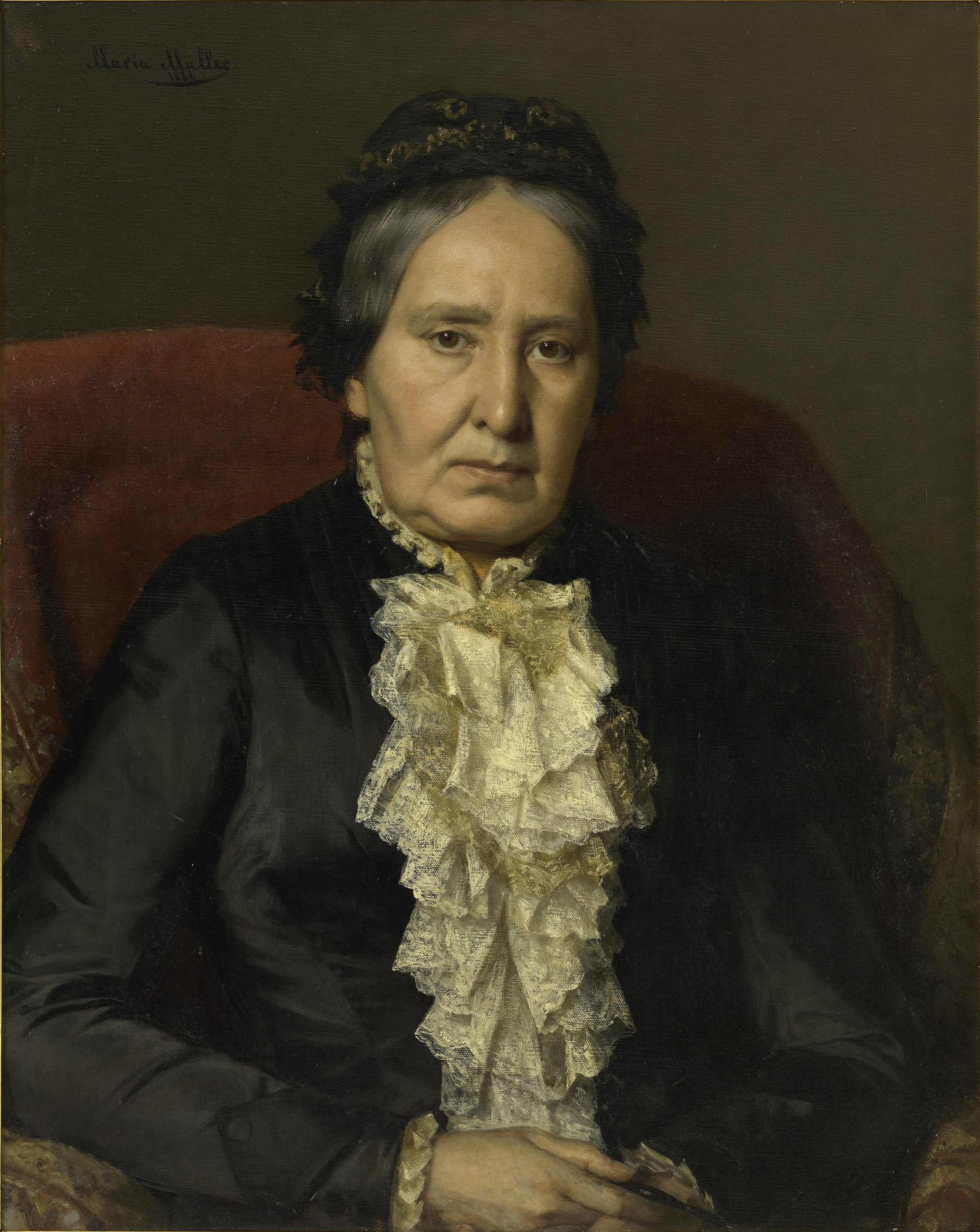
Betty Paoli († 1894)

- 1851: Giovanni Scudieri, italienischer Architekt und Chefarchitekt von Tiflis
- 1854: Ludwig Snell, Schweizer Politiker, Staatsrechtler, Publizist und Pädagoge
- 1854: Émile Souvestre, französischer Roman- und Bühnendichter
- 1858: Valentín Gómez Farías, mexikanischer Politiker und mehrmaliger interimistischer Präsident Mexikos
- 1863: Lewis Addison Armistead, US-amerikanischer Brigadegeneral
- 1866ː Augusta von Buttlar, deutsche Porträt- und Miniaturmalerin
- 1867: Karl Johan Andersson, schwedischer Abenteurer, Forschungsreisender, Händler, Herero-Führer und Schriftsteller
- 1867: Philipp Furtwängler, deutscher Orgelbauer
- 1870: Bernhard Karl Wyss, Schweizer evangelischer Geistlicher und Hochschullehrer
- 1871ː Cristina Trivulzio Belgiojoso, italienische Freiheitskämpferin und Historikerin
- 1874: August Sohlman, schwedischer Publizist
- 1874: Wilhelm Vischer-Bilfinger, Schweizer Altphilologe und Politiker
- 1884: Victor Massé, französischer Komponist
- 1887: August Friedrich Pott, deutscher Sprachforscher
- 1892: Teodoro Anastasia, Schweizer Ingenieur und Architekt
- 1894: Betty Paoli, deutsche Schriftstellerin

### 20. Jahrhundert

#### 1901–1950
- 1902: John Stromberg, kanadischer Komponist, Pianist und Dirigent
- 1905: Friedrich Gerber, Schweizer evangelischer Geistlicher und Pädagoge
- 1906: Fritz Christ, deutscher Bildhauer und Bergsteiger
- 1906: Paul Drude, deutscher Physiker
- 1906: Alfred Vincent, Schweizer Mediziner und Politiker
- 1908: Jonas Lie, norwegischer Erzähler und Dramatiker
- 1911: Maria Pia von Savoyen, Prinzessin von Italien und Königin von Portugal
- 1915: Max Pommer, deutscher Architekt und Bauunternehmer
- 1922: Carl Großmann, deutscher Serienmörder
- 1923: Théophile Seyrig, deutschstämmiger belgischer Ingenieur
- 1925: Hjalmar Borgstrøm, norwegischer Komponist
- 1925: Otto Lummer, deutscher Physiker

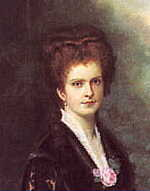
Maria Pia von Savoyen († 1911)
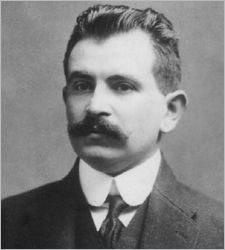
Otto Bauer († 1938)
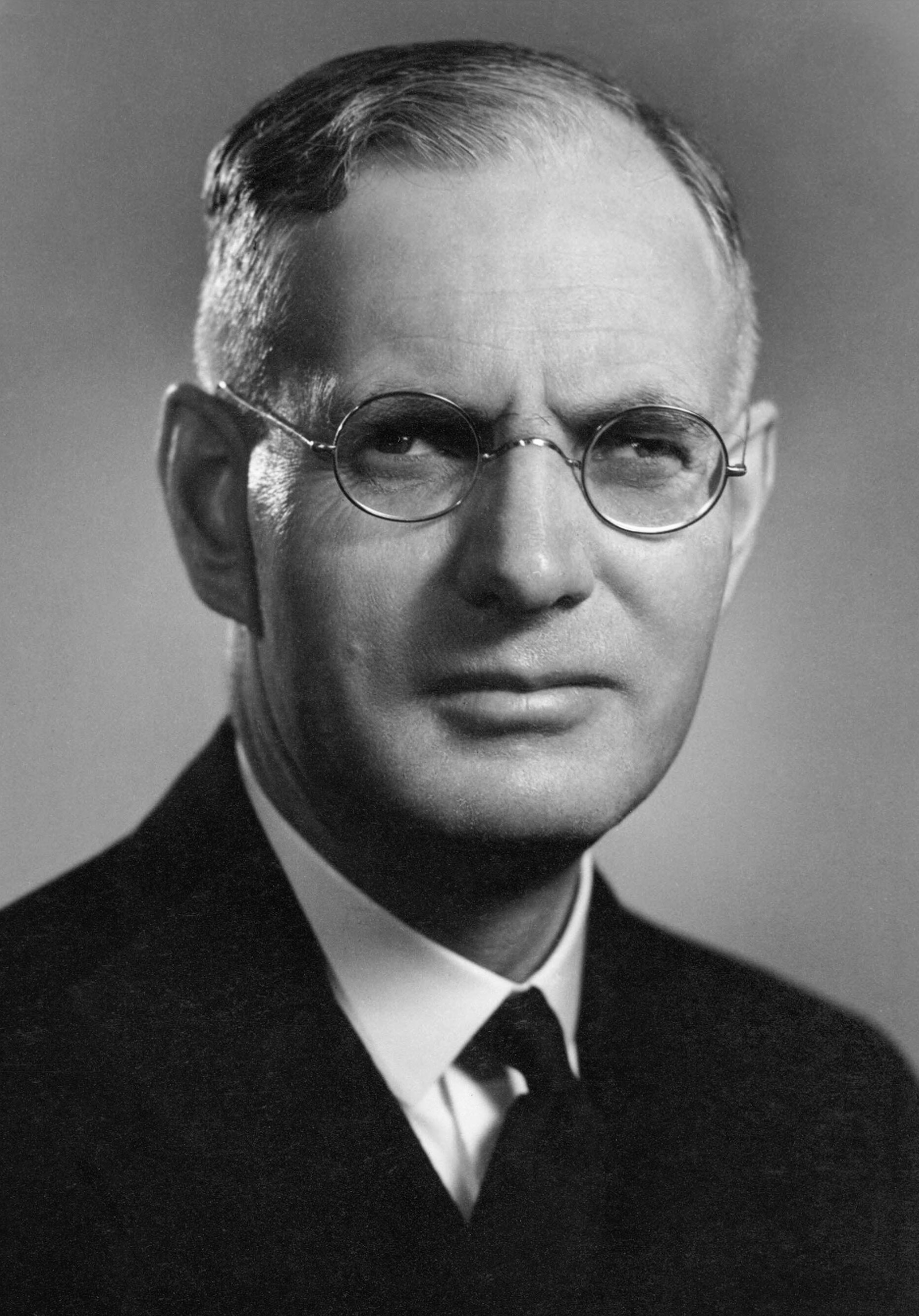
John Curtin († 1945)

- 1927: Albrecht Kossel, deutscher Mediziner und Physiologe
- 1929: Hans Meyer, deutscher Geograph, Bergsteiger und Afrikaforscher
- 1930: Hermann Dietrich, deutscher Jurist und Politiker, MdL, MdR
- 1931: Friedrich Austerlitz, österreichischer Journalist und Politiker
- 1932: René Louis Baire, französischer Mathematiker
- 1934: Cäsar Ahrens, deutscher Chemiker
- 1935: Karl Jänecke, deutscher Arbeiter
- 1938: Otto Bauer, österreichischer Politiker, führender Theoretiker des Austromarxismus
- 1940: Carl Einstein, deutscher Kunsthistoriker und Schriftsteller
- 1940: Luigi Vanoni, Schweizer Ingenieur
- 1943: Timothy T. Ansberry, US-amerikanischer Jurist und Politiker
- 1943ː Frieda Mehler, deutsche Dichterin und Kinderbuchautorin, Opfer der Shoah
- 1945: John Curtin, australischer Politiker, Premierminister
- 1945: Julius Dorpmüller, deutscher Eisenbahningenieur und Politiker, Generaldirektor der Deutschen Reichsbahn, Reichsminister
- 1946: Julio Madero González, mexikanischer Botschafter
- 1948: Georges Bernanos, französischer Schriftsteller
- 1948: Carole Landis, US-amerikanische Schauspielerin
- 1950: Salvatore Giuliano, sizilianischer Bandit und Separatist

#### 1951–2000
- 1951: Albert Hetényi Heidelberg, ungarischer Komponist
- 1953: Titta Ruffo, italienischer Opernsänger
- 1954: Bob Scott, US-amerikanischer Automobilrennfahrer
- 1957: Zdeněk Němeček, tschechischer Schriftsteller und Dramaturg
- 1958: Milton Abramowitz, US-amerikanischer Mathematiker
- 1958ː Rachel Crothers, US-Bühnenautorin und Theaterregisseurin
- 1966: Fritz Lau, niederdeutscher Schriftsteller
- 1966: Eva G. R. Taylor, britische Wissenschaftshistorikerin und Geographin
- 1968: Hermann-Bernhard Ramcke, deutscher General im Zweiten Weltkrieg, Kriegsverbrecher
- 1969: Ben Alexander, US-amerikanischer Schauspieler
- 1969: Wilhelm Backhaus, deutscher Pianist
- 1969: Walter Gropius, deutsch-US-amerikanischer Architekt und Designer
- 1971: Thea Sternheim, deutsche Autorin

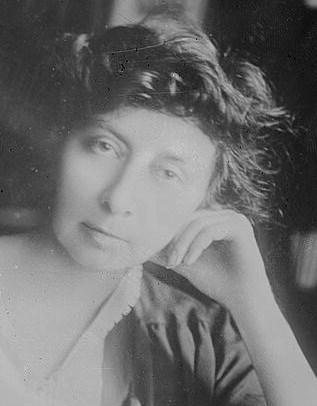
Rachel Crothers († 1958)
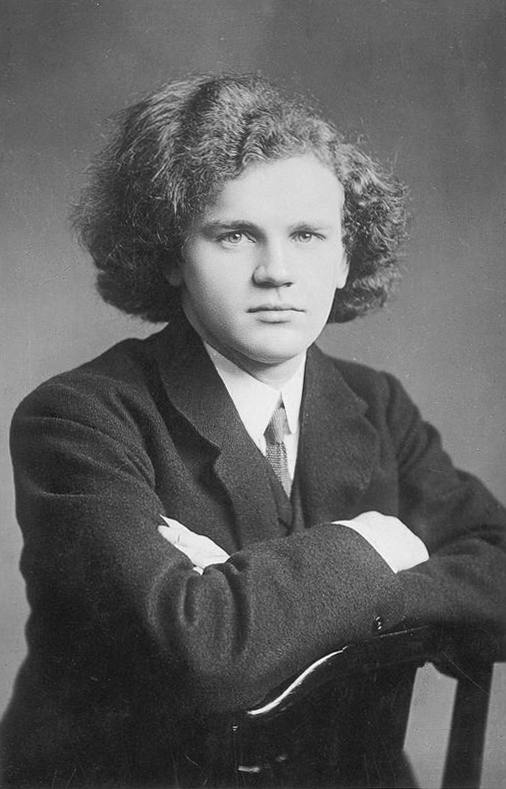
Wilhelm Backhaus († 1969)
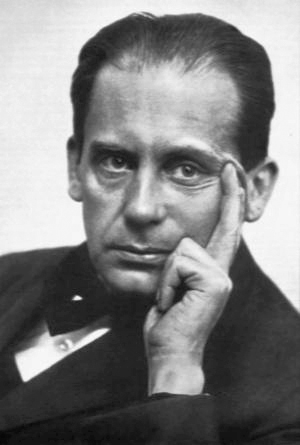
Walter Gropius († 1969)

- 1972: Fritz Pümpin, Schweizer Maler
- 1974: Henry Grob, Schweizer Schachmeister
- 1975: Otto Skorzeny, österreichischer Offizier der Waffen-SS, Leiter von Kommandounternehmen
- 1976: Anna Hübler, deutsche Eiskunstläuferin
- 1977: Hans Werdehausen, deutscher Maler
- 1980: Thaddäus Troll, eigentlich Hans Bayer, deutscher Schriftsteller
- 1981: Otto Andersen, deutscher Architekt
- 1981: Hermann Anselment, deutscher Maler
- 1981: Jorge Urrutia Blondel, chilenischer Komponist
- 1983: Harry James, US-amerikanischer Musiker
- 1983: Václav Trojan, tschechischer Komponist
- 1983: Hennes Weisweiler, deutscher Fußballtrainer
- 1983: Konrad Wölki, deutscher Komponist und Mandolinist
- 1984: Don Elliott, US-amerikanischer Jazz-Trompeter, Flügelhornist, Vibraphonist, Sänger, Mellophonspieler, Komponist, Arrangeur und Produzent
- 1986: Albert Scherrer, Schweizer Automobilrennfahrer
- 1986: Jaroslaw Stezko, ukrainischer Politiker
- 1986: Hubert Suschka, deutscher Schauspieler
- 1989: Gottfried Eduard Arnold, US-amerikanischer Mediziner

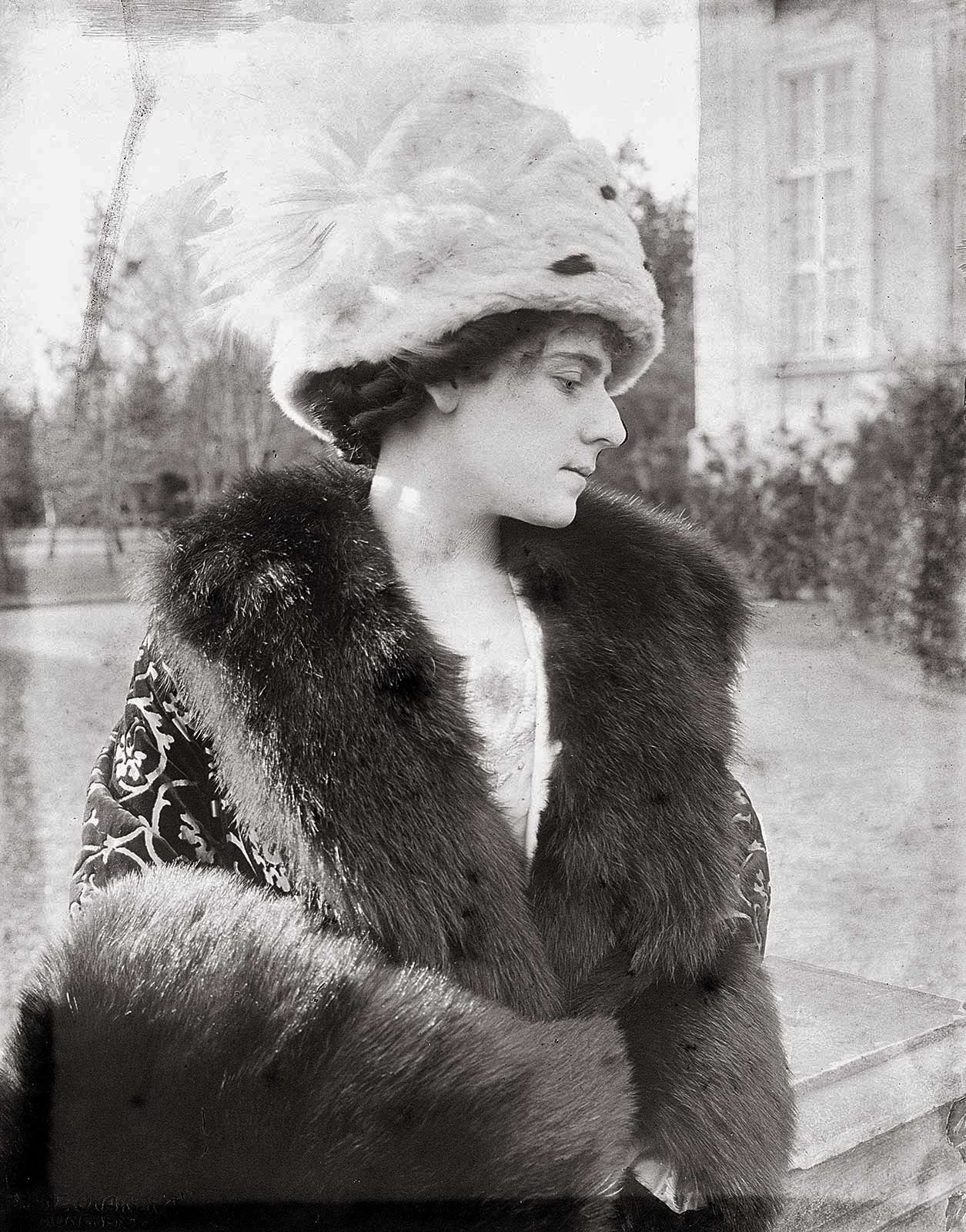
Thea Sternheim († 1971)
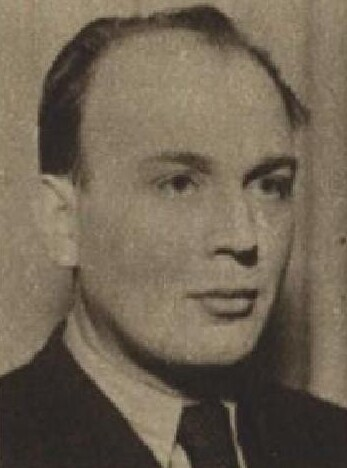
Václav Trojan († 1983)
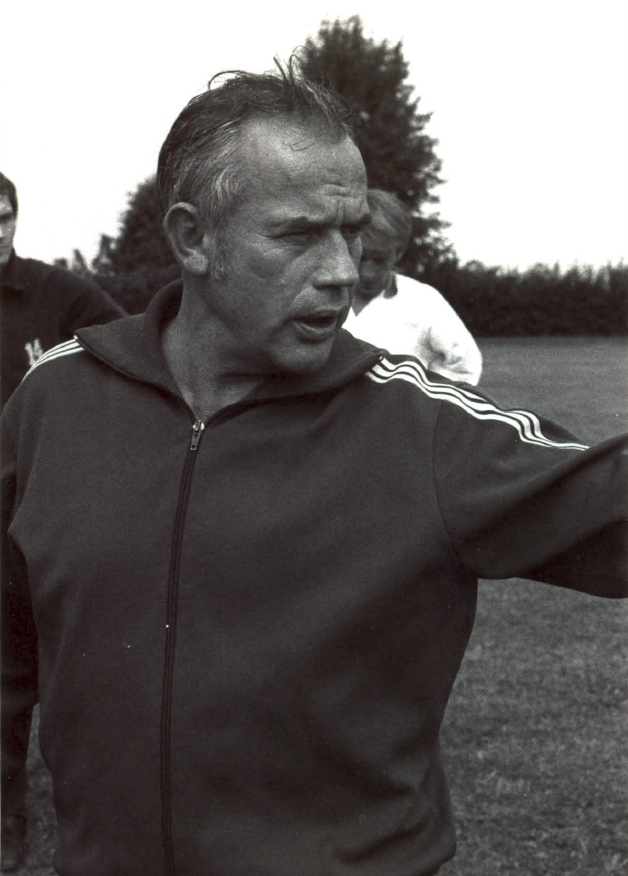
Hennes Weisweiler († 1983)

- 1989: Ugo Giachery, italienischer Bahai
- 1989: Ernesto Halffter, spanischer Komponist und Dirigent
- 1991: Mildred Dunnock, US-amerikanische Schauspielerin
- 1991: Rolf Jährling, deutscher Galerist und Architekt
- 1994: Tawfiq Ziad, palästinensischer Politiker
- 1995: Renato Baldini, italienischer Schauspieler
- 1995: Jüri Järvet, sowjetischer bzw. estnischer Schauspieler
- 1996: Clyde E. Wiegand, US-amerikanischer Physiker
- 1996: Otto Stern, Schweizer Schauspieler
- 1997: Miguel Najdorf, polnisch-argentinischer Schachspieler
- 1998: Sid Luckman, US-amerikanischer American-Football-Spieler
- 2000: Dorino Serafini, italienischer Motorrad- und Automobilrennfahrer
- 2000: Edgar Cardoso, portugiesischer Brückenbauingenieur

### 21. Jahrhundert
- 2001: A. D. Flowers, US-amerikanischer Filmtechniker und Spezialeffektkünstler
- 2001: Hannelore Kohl, Ehefrau von Bundeskanzler Helmut Kohl
- 2003: Karl Stix, österreichischer Politiker
- 2004: Pierre Gassmann, deutsch-französischer Fotograf und Fotolaborant
- 2004: Syreeta, US-amerikanische Soul-Sängerin und Songwriterin
- 2004: Rodger Ward, US-amerikanischer Automobilrennfahrer
- 2005: Alois Anzenberger, österreichischer Politiker
- 2005: Shirley Goodman, US-amerikanische R&B-Sängerin
- 2006: Kenneth Lay, US-amerikanischer Geschäftsmann
- 2006: Hugh Stubbins, US-amerikanischer Architekt

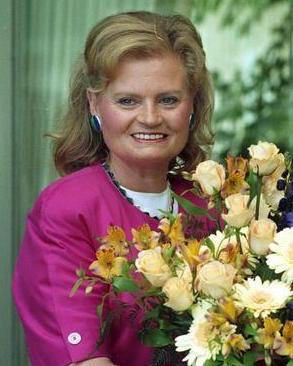
Hannelore Kohl († 2001)
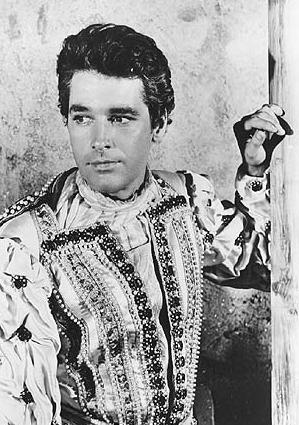
George Melly († 2007)
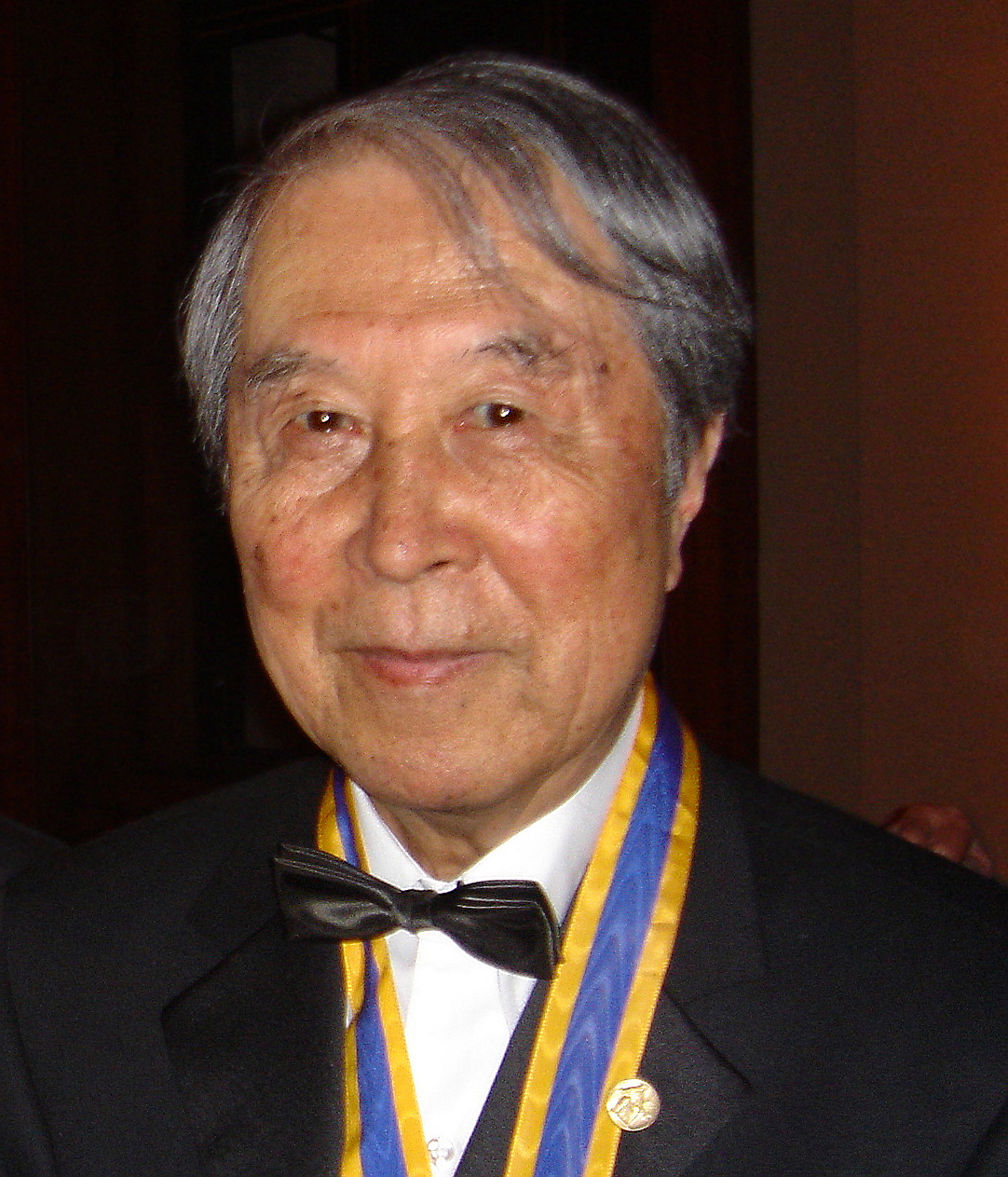
Yōichirō Nambu († 2015)

- 2007: Régine Crespin, französische Opernsängerin
- 2007: Kerwin Mathews, US-amerikanischer Filmschauspieler
- 2007: George Melly, britischer Autor und Jazz-Sänger
- 2008ː Mercedes Barranco, spanische Schauspielerin
- 2008: René Harris, nauruischer Politiker, Staatspräsident
- 2008: Hannes Wettstein, Schweizer Designer
- 2009: Gerd Aretz, deutscher Graphiker
- 2009: John Bachar, US-amerikanischer Kletterer
- 2009: Lou Creekmur, US-amerikanischer American-Football-Spieler
- 2010: Werner Angress, US-amerikanischer Historiker
- 2010: Cesare Siepi, italienischer Bassist
- 2011: Rosemarie Pfluger, Schweizer Journalistin und Moderatorin
- 2011: Herbert Schweiger, österreichischer Publizist und Politiker
- 2011: Hartmann Stähelin, Schweizer Pharmakologe und Mikrobiologe
- 2011: Cy Twombly, US-amerikanischer Maler, Fotograf und Objektkünstler
- 2012: Gerrit Komrij, niederländischer Schriftsteller
- 2013: Akitsugu Amata, japanischer Schwertschmied
- 2013: David F. Cargo, US-amerikanischer Politiker
- 2013: Paul Raabe, deutscher Literaturwissenschaftler und Bibliothekar
- 2014: Jan Hiermeyer, Schweizer Sportreporter und Fernsehmoderator
- 2014: Elsbeth Juda, britische Fotografin
- 2014: Peter R. Marler, britisch-US-amerikanischer Neurobiologe und Ethologe
- 2014: Rosemary Murphy, US-amerikanische Schauspielerin
- 2014: Hans-Ulrich Wehler, deutscher Historiker
- 2015: Garrison Fewell, US-amerikanischer Jazzgitarrist und Hochschullehrer
- 2015: Uffe Haagerup, dänischer Mathematiker
- 2015: Yōichirō Nambu, US-amerikanischer Physiker japanischer Herkunft, Nobelpreisträger
- 2016: Werner Schinko, deutscher Grafiker und Illustrator
- 2016: Jean Pierre Vité, deutscher Forstwissenschaftler, Zoologe und Entomologe
- 2017: Pierre Henry, französischer Komponist

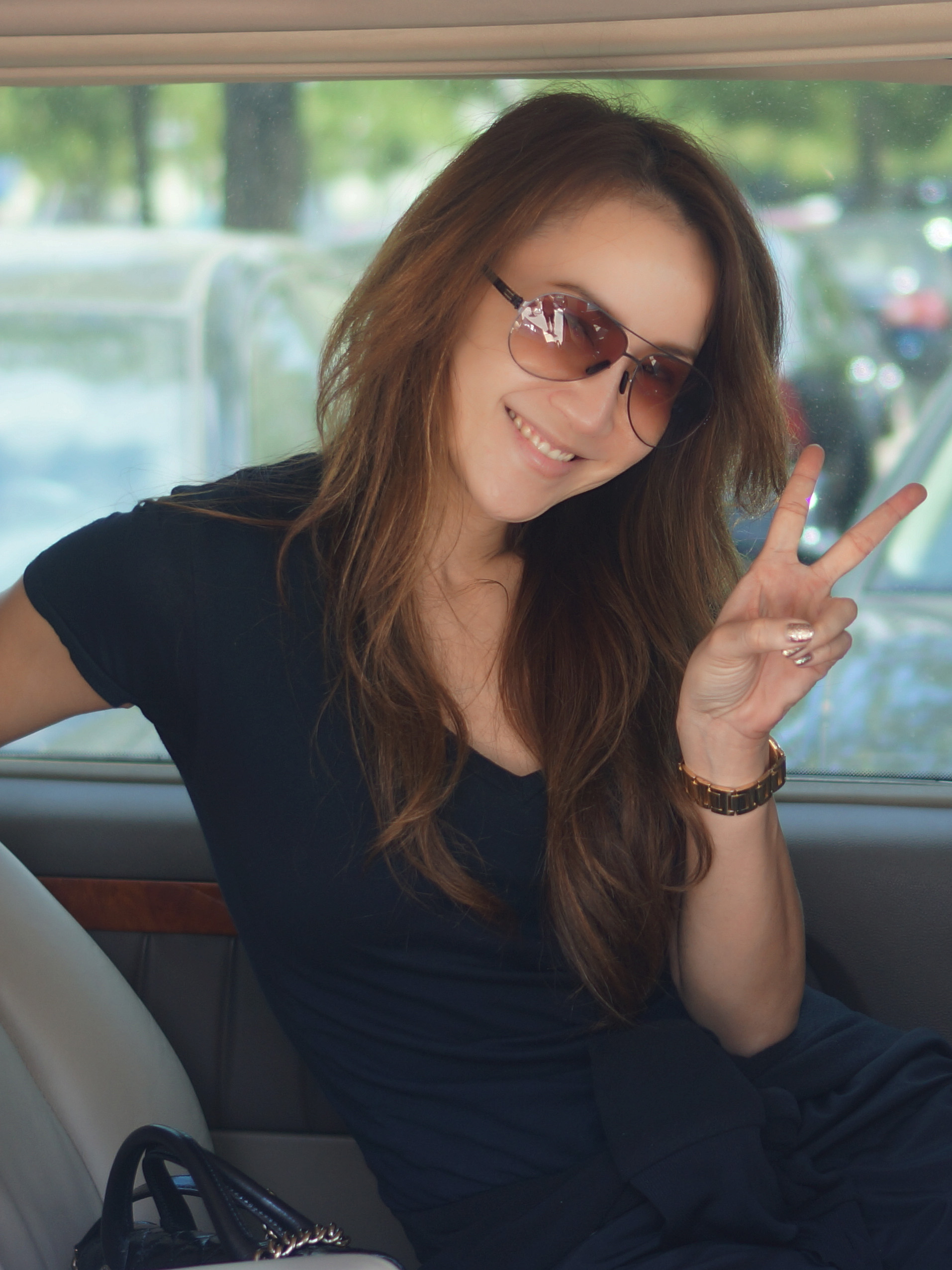
CoCo Lee († 2023)
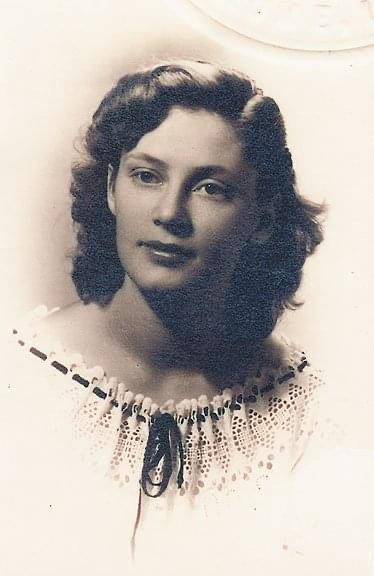
Walkiria Terradura († 2023)

- 2017: Joachim Meisner, deutscher römisch-katholischer Theologe, Erzbischof, Kardinal
- 2017: Joaquín Navarro-Valls, spanischer Direktor des vatikanischen Pressebüros
- 2018: Heinrich Gattermeyer, österreichischer Komponist und Musikpädagoge
- 2018: Claude Lanzmann, französischer Filmregisseur
- 2018: Jean-Louis Tauran, französischer Kardinal
- 2019: Eberhard Havekost, deutscher Maler
- 2019: Michael Jürgs, deutscher Journalist und Buchautor
- 2020: Willi Holdorf, deutscher Leichtathlet und Trainer, Olympiasieger
- 2021: Mona Abaza, ägyptische Soziologin
- 2021: Raffaella Carrà, italienische Schauspielerin und Sängerin
- 2021: Richard Donner, US-amerikanischer Regisseur und Schauspieler
- 2021: Zenji Okuzawa, japanischer Leichtathlet
- 1921ː Gillian Sheen, britische Fechterin
- 2021: Sergei Timofejew, sowjetischer Ringer
- 2022: Arne Åhman, schwedischer Leichtathlet
- 2022: Manny Charlton, spanischer Rockgitarrist (Nazareth)
- 2022: José Vicente Chandler, puerto-ricanischer Leichtathlet
- 2022ː Bettina Dziggel, lesbische Aktivistin aus Deutschland
- 2023: CoCo Lee, Hongkong-US-amerikanische Sängerin
- 2023: Walkiria Terradura, italienische Partisanin

## Feier- und Gedenktage
- Kirchlicher Gedenktag
  - Johann Andreas Rothe, deutscher Pfarrer und Liederdichter (evangelisch)
  - Hl. Antonio Maria Zaccaria, italienischer Arzt, Priester und Prediger, Begründer des Barnabitenordens (katholisch)
- Namenstage
  - Anton, Laetitia, Wilhelm
- Staatliche Feier- und Gedenktage
  - Tschechien und Slowakei: Tag der Slawenapostel Kyrill und Method
  - Venezuela: Tag der Unabhängigkeit (1811)

Weitere Einträge enthält die Liste von Gedenk- und Aktionstagen.